# Franche-Comté
Pour les articles homonymes, voir Franche-Comté (homonymie).
La Franche-Comté (prononcé [fʁɑ̃ʃ kɔ̃.te] ; Fraintche-Comtè en franc-comtois ; Franche-Comtât en arpitan) est une région culturelle et historique de l'Est de la France, à la frontière avec la Suisse. Elle est constituée des départements du Doubs, du Jura, de la Haute-Saône et du Territoire de Belfort. Ses habitants sont appelés les Francs-Comtois ou simplement les Comtois. Sa capitale est Besançon.
Son territoire correspond approximativement à l'ancienne Séquanie, puis l'ancien comté de Bourgogne (aussi appelée Franche Comté de Bourgogne). Son histoire est, à l'instar de ses voisines Lorraine et Alsace, très liée au monde germanique à travers le Saint-Empire romain germanique, dont elle a fait partie durant près de 650 ans. Elle y était intégrée au sein du cercle de Bourgogne (Burgundischer Reichskreis). Située au cœur de l'Europe élargie, la Franche-Comté est frontalière avec la Suisse et très proche de l'Allemagne, vers laquelle la trouée de Belfort amène directement, ce qui a de très longue date permis des liens directs entre monde germain à l'Est et Royaume de France à l'ouest,.
Depuis 1676, la Franche-Comté a pour capitale Besançon, qui est aussi la ville la plus importante de la région. Ses habitants sont appelés les Francs-Comtois et les Franc-Comtoises. Le terme Comtois est également utilisé, comme dans la devise régionale Comtois, rends-toi ! Nenni ma foi ! ou pour désigner des symboles de la région tels que le cheval comtois, le clocher comtois ou l'horloge comtoise.
Le partage du royaume de Bourgogne, à la suite du traité de Verdun de 843, aboutit progressivement à la création de la Franche Comté de Bourgogne en 986. Passée par mariage à la maison de Valois-Bourgogne puis à la maison de Habsbourg (Saint-Empire romain germanique), elle devint la possession du roi d'Espagne pendant cent cinquante-neuf ans, au sein du Saint Empire romain germanique. L'importance stratégique de cette partie de l'empire espagnol des Habsbourg était évidente dans ce qu'on appelle le Chemin des Espagnols, l'axe de structuration des possessions hispaniques en dehors de la péninsule ibérique, reliant les territoires des Pays-Bas espagnols au duché de Milan et au royaume de Naples, avant d'être annexée par la France en 1678 par le traité de Nimègue. Elle fut placée sous administration du parlement de Besançon. Cette unité historique, marquée par l'autonomie importante dont a bénéficié la région (notamment sous les Habsbourg), explique aujourd'hui la forte identité de la Franche-Comté.
En 1790, l'ancienne province de Franche-Comté est divisée en trois départements : le Doubs, le Jura et la Haute-Saône. Le territoire de l'ancienne principauté de Montbéliard, qui faisait alors partie du Haut-Rhin, est rattaché au département du Doubs en 1816. En 1960, le Territoire de Belfort est rattaché à la circonscription d'action régionale de Franche-Comté : il correspond à la partie de l'Alsace restée française, après la défaite de 1871 et devenue département en 1922.
De 1956 à 2015, la Franche-Comté était aussi une région administrative française qui a fusionné le 1er janvier 2016 avec la Bourgogne pour former la région administrative Bourgogne-Franche-Comté.

## Toponymie
Le nom de la région vient de l'expression franche comté de Bourgogne, dans laquelle comté est féminin en ancien français. Le nom de Franche-Comté n'apparut officiellement qu'en 1478 ; auparavant, on parlait de la comté de Bourgogne. La tradition rapporte que le comte de Bourgogne Renaud III (1126-1148) aurait refusé de prêter l’hommage à l’empereur germanique Conrad III (1093-1152), ce qui lui aurait valu le surnom de « Franc-Comte », lequel serait peut-être à l’origine du nom Franche-Comté. Cependant, l'historien Auguste Castan montre qu'il faut attendre 1366 pour qu’un document officiel mentionne cette dénomination, qui plus est sous la forme « France-Comté », un terme utilisé pour la première fois par la comtesse Marguerite Ire de Bourgogne. Au XVe siècle, les actes officiels étaient signés dans les Flandres, où le « c » se prononçait « ch », ce qui expliquerait alors la genèse du terme « Franche-Comté ». Une autre origine est peut-être le fait que la région était une terre franche, c'est-à-dire exempte de taxes douanières envers l'Empire germanique, après qu'elle y a été rattachée en 1026. Aujourd'hui, le nom commun « comté » est masculin, mais on dit toujours la Franche-Comté ou, en abrégé, la Comté.
Dans son lointain passé, le territoire de l'actuelle Franche-Comté a connu de nombreux noms et appellations selon les époques. Séquanie dans l'Antiquité, Haute-Bourgogne, Bourgogne Transjurane voire Bourgogne supérieure, puis comté de Bourgogne au Moyen Âge. Ces désignations subsistent durant la Renaissance et évoluent encore avec le terme de franche comté de Bourgogne au XVIIe siècle pour ne devenir plus que Franche-Comté après l'annexion française en 1678

## Géographie

### Situation
Du fait de sa position au centre de l'Europe, et dans l'Est de la France, la Franche-Comté est un passage obligé des mouvements à la fois humains et économiques. En effet, la région, qui dispose d'une frontière longue de 230 km avec la Suisse, est aussi très proche de deux grands pays européens : l'Allemagne et l'Italie.
| Besançon Belfort Dole Gray Lons-le-Saunier Montbéliard Pontarlier Vesoul |

### Topographie
Le territoire franc-comtois offre une grande variété d'ensembles topographiques et de paysages naturels. L'est de la région est montagneux. Il abrite le massif du Jura pour l'essentiel, en bordure avec la Suisse, et une petite partie de celui des Vosges sur sa pointe nord (une partie du ballon d'Alsace se trouve en Franche-Comté). En allant vers l'ouest, le relief s'atténue par étages formant deux plateaux menant aux vallées du Doubs puis de la Saône. Les trois principaux sommets sont le crêt Pela à 1 495 m dans le Jura, le mont d'Or culminant à 1 463 m dans le département du Doubs et le ballon d'Alsace culminant à 1 247 m dans le Territoire de Belfort. Les sommets les plus élevés du massif du Jura se situent en Suisse ou dans l'Ain.

Le mont d'Or (massif du Jura).
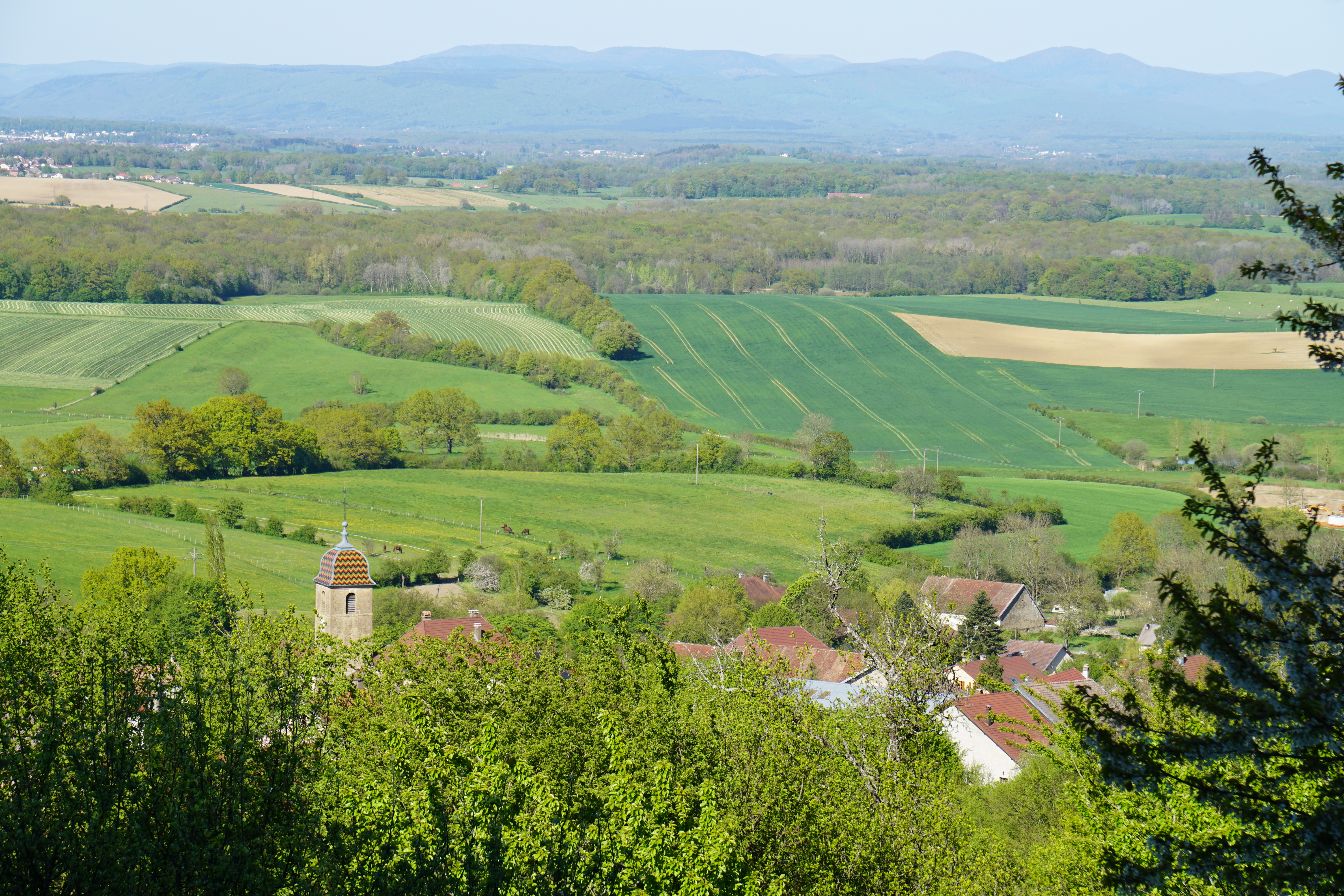
Les Vosges saônoises.
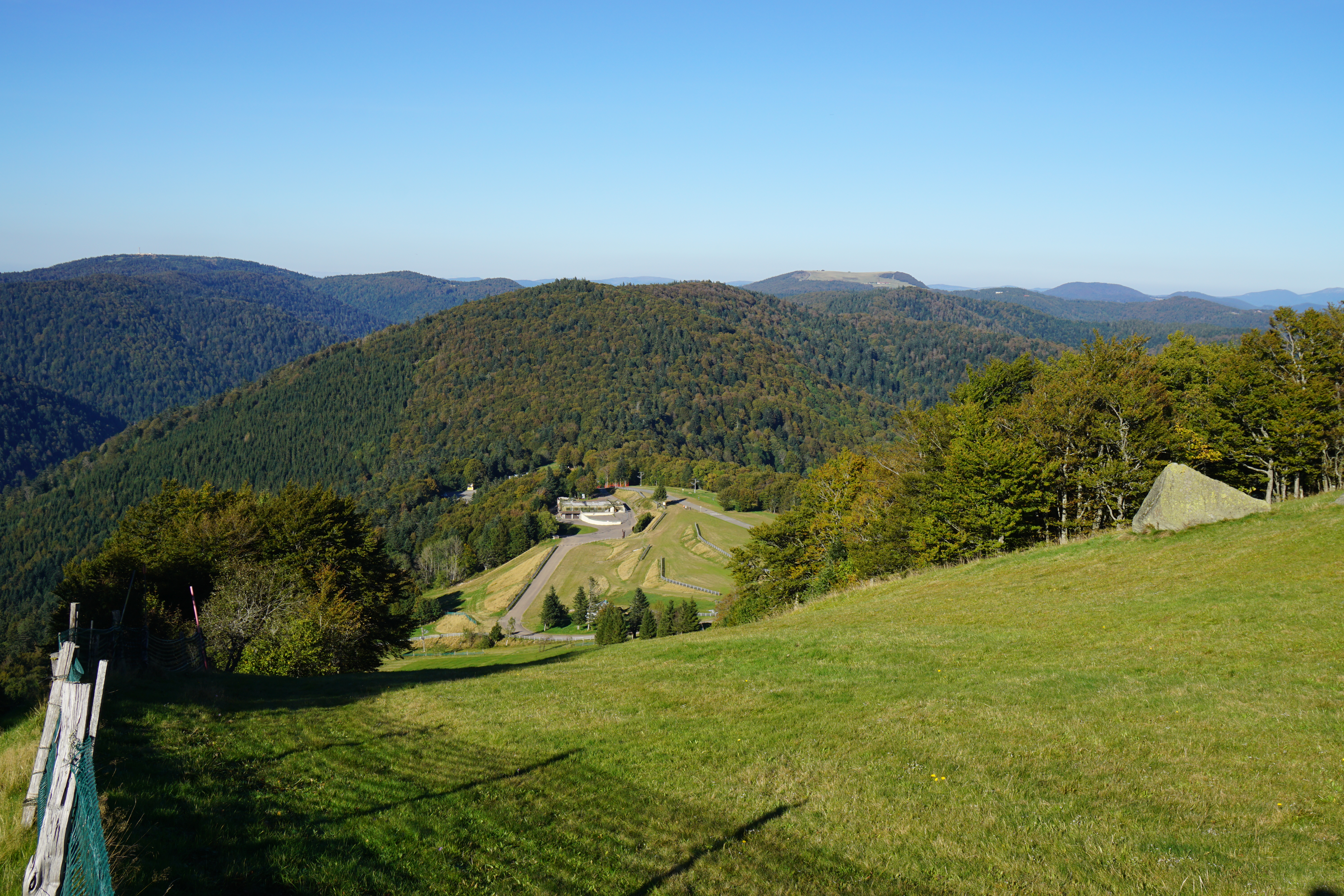
La Planche des Belles Filles.

### Géologie
Le nord-est de la région est marqué par la chaîne hercynienne des Vosges et toute la partie nord est occupée par des plaines épivarisques où le sous-sol est riche en argile et en grès. La partie sud-est est marquée par des plaines et des plateaux datés du Jurassique riches en grès, marne irisée, dolomies et gypse. Des dépressions du Tertiaire et du Quaternaire marquent la partie centre-ouest de la région et la partie est du Territoire de Belfort.
Plusieurs ressources y sont exploitées par l'Homme. Du sel est extrait dans un bassin salifère qui s'étend sous le département du Jura, du Doubs et de la Haute-Saône. Des mines métalliques sont exploitées dans les quatre départements. Enfin, la région repose sur trois gisements de houille : le bassin houiller du Jura au sud et les bassins houillers keupériens et stéphanien sous-vosgien au nord ; qui sont restés en grande partie inexploités. Des mines voient le jour en Haute-Saône, dans le Doubs et dans le Territoire de Belfort entre le XVIe siècle et le XXe siècle, les plus importantes étant les houillères de Ronchamp. Le sous-sol de la Haute-Saône recèle également un gisement de schiste bitumineux de Haute-Saône daté du Toarcien.

### Hydrographie
La région possède 5 350 km de cours d'eau dont 4 549 km où la pêche est possible et 320 km de voies navigables. Les principales rivières de la région sont la Saône, l'Ain, la Cuisance, le Doubs, la Loue, l'Ognon, la Bienne, la Valouse, le Suran, la Seille, le Hérisson, la Savoureuse, l'Autruche, l'Allaine ou l'Allan (en France), le Lison. On y dénombre pas moins de quatre-vingts lacs, comme le lac des Rousses, lac de Chalain, lac du Vernois, lac de Lamoura, lac de Vaivre, lac de Saint-Point (3e plus grand lac naturel de France), lac de Remoray, lac de Bonlieu, lac de Narlay et le fameux lac de Vouglans qui est la troisième retenue artificielle française avec 605 millions de mètres cubes. Dans les Vosges saônoises se trouve le Plateau des Mille étangs.

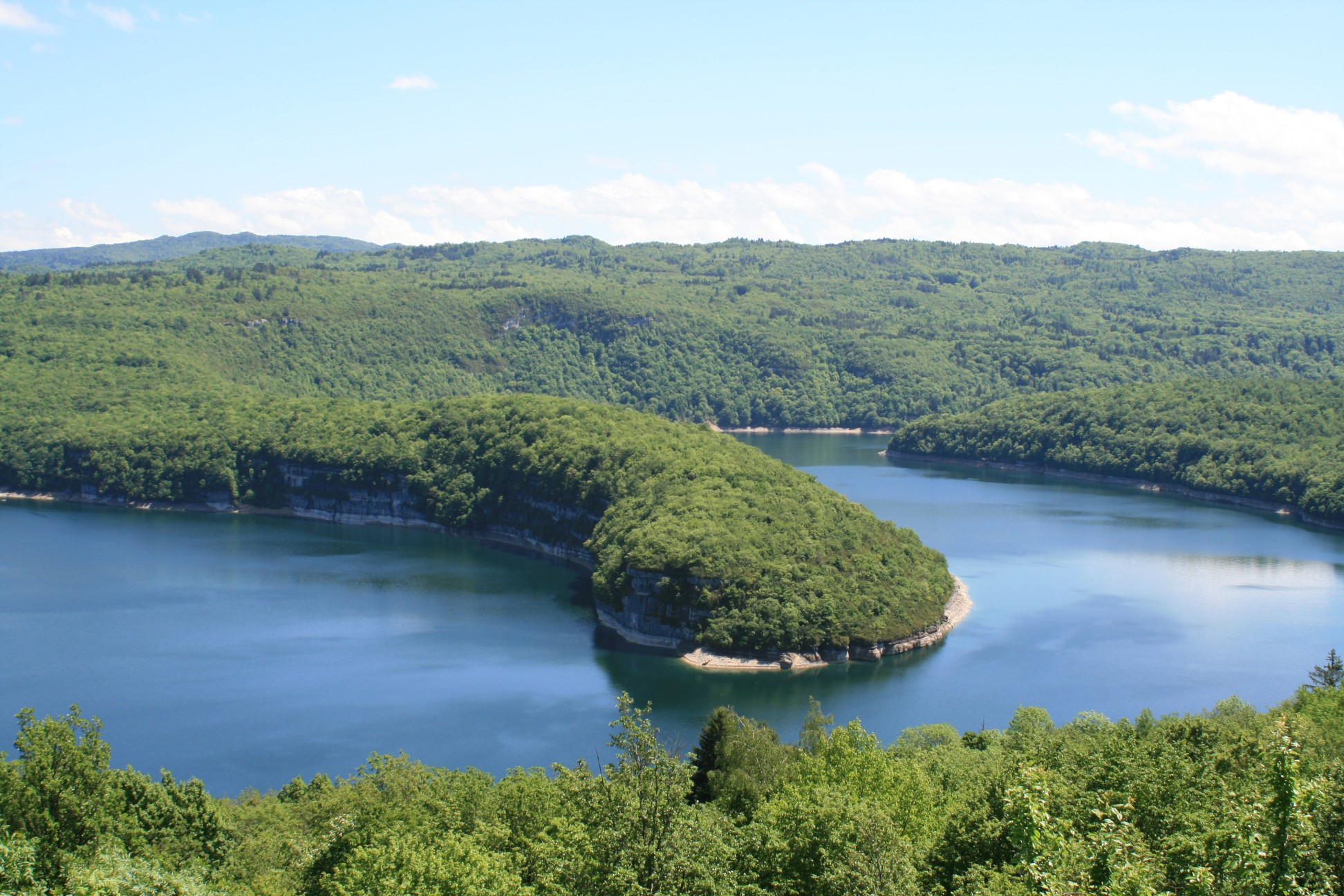
Le lac de Vouglans.
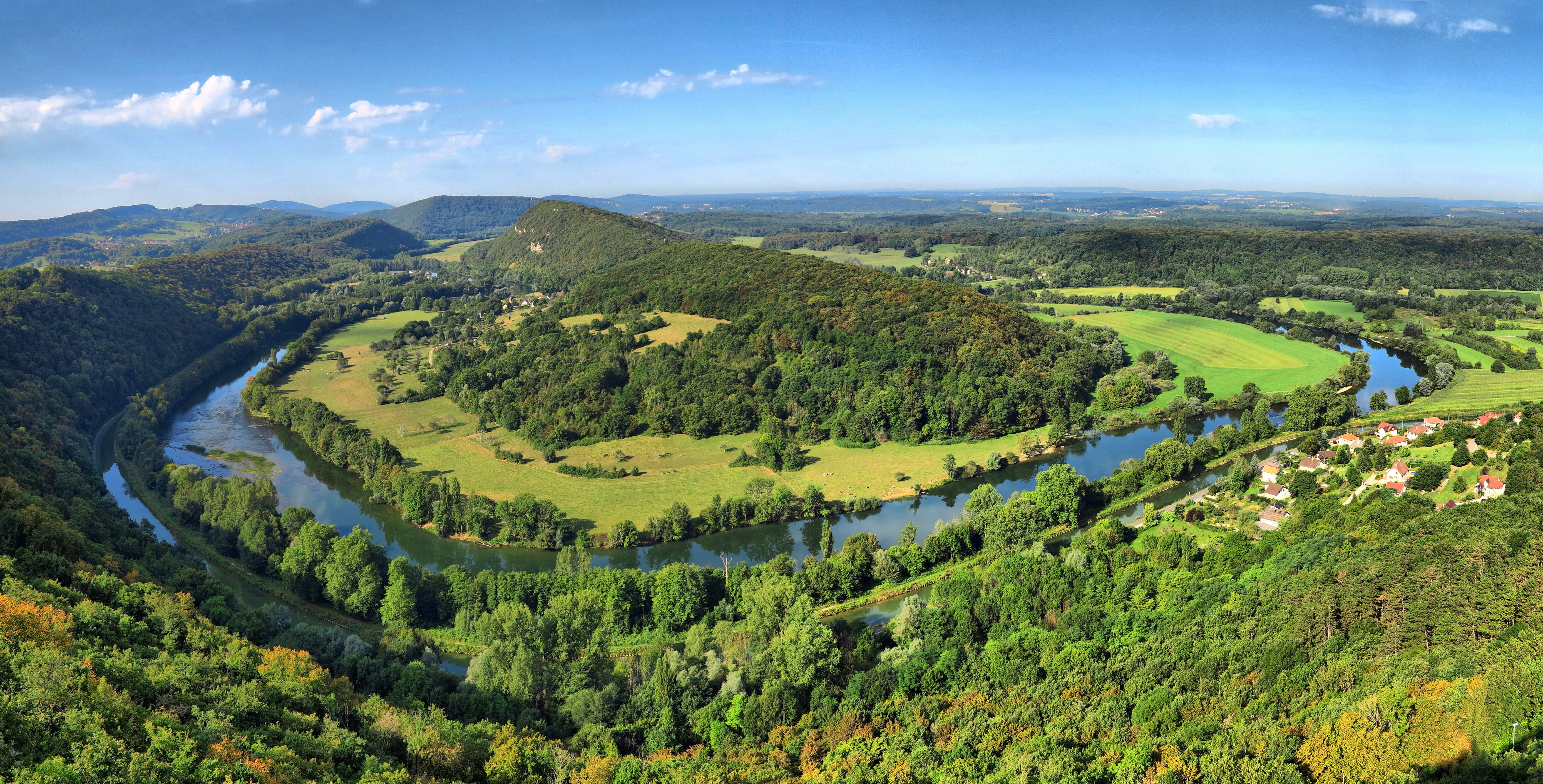
Le Doubs à Rancenay.
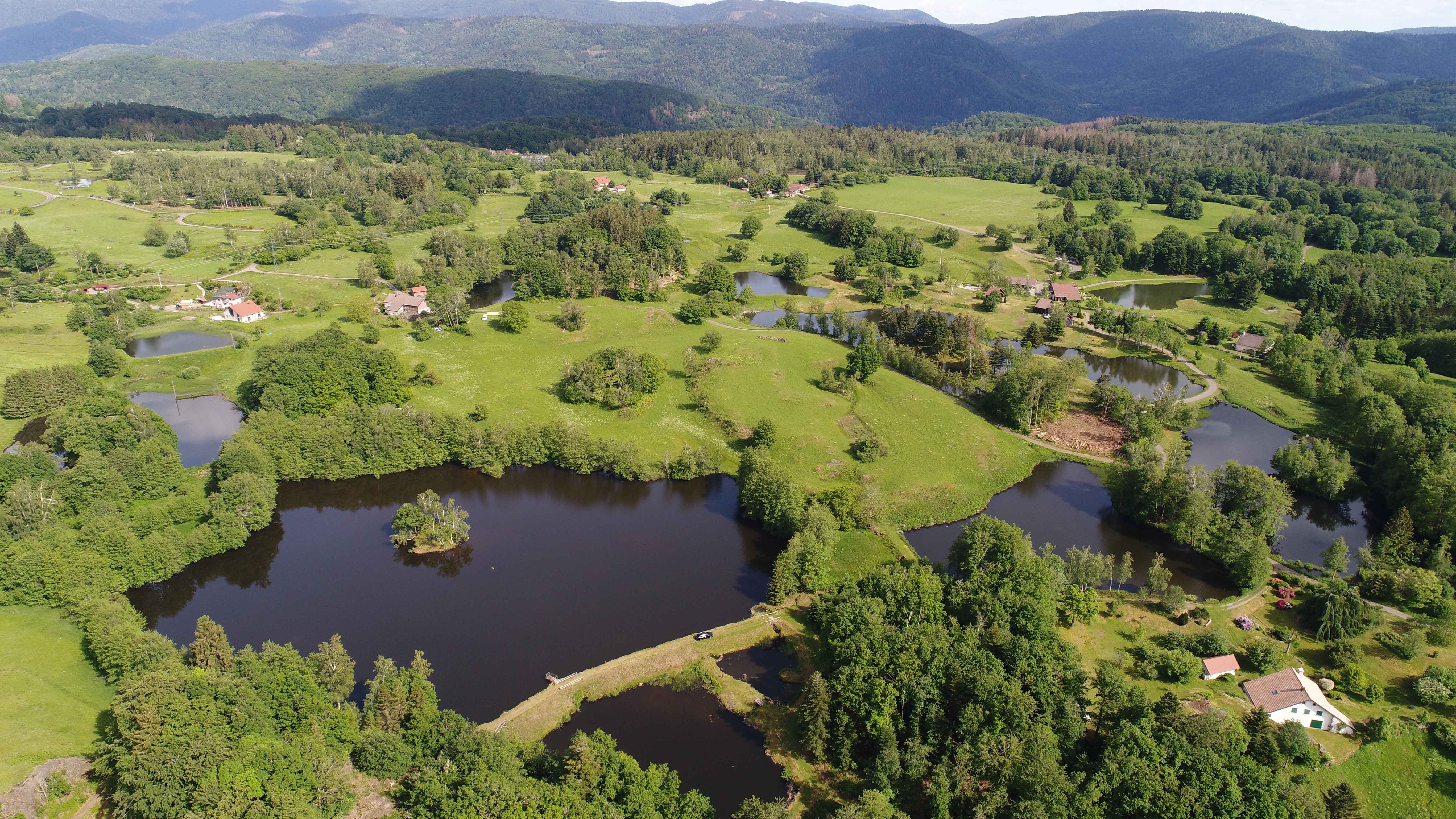
La région des Mille étangs, en Haute-Saône.

### Environnement et écologie
Sur 43 % de son territoire régional, soit 705 000 ha, on trouve des grandes forêts de hêtres, de chênes et de sapins dont certains peuvent se dresser jusqu'à 50 mètres. L'épicéa commun et le sapin blanc sont les arbres emblématiques du massif du Jura et leurs massifs résineux en font la plus grande sapinière européenne. Avec plus de 700 000 ha de forêt, elle est la plus grande sapinière d'Europe, et possède aussi la seconde forêt de feuillus de France sur 22 000 ha, la forêt de Chaux.
Deux grands types d'écosystèmes dominent en Franche-Comté : forestiers et aquatiques (lacs/étangs/tourbières), qui offrent un refuge à une biodiversité élevée, dont de nombreux oiseaux, cerfs, sangliers, écureuils, chats sauvages. Le Grand Tétras, le milan royal, le lynx et enfin le retour du chamois sont emblématiques de la protection et de la restauration des habitats naturels dans la région. Certaines parties du territoire sont parfois confrontées au pullulement de campagnols des champs.
La fragmentation forestière et le morcellement écologique des milieux y sont moindres que dans d'autres régions, mais y existent.
La Franche-Comté est majoritairement une région de collines et de plateaux avec peu de secteurs vraiment plats en dehors de la vallée de la Saône ou de la plaine doloise et peu de secteurs vraiment accidentés en dehors des grands versants forestiers des Vosges, des sommets bien marqués du Haut-jura ou des gorges du Doubs et de la Loue. L'occupation humaine et l'exploitation des sols ont, comme partout, contribué à façonner ces paysages : prés-bois du Jura, habitat dispersé des mille étangs, habitat bien groupé de la plaine de Gray ou des plateaux calcaires de Vesoul… Les conseils d'Architecture d'Urbanisme et de l'Environnement de Haute-Saône, du Doubs et du Jura ont recensé, pour ces 3 départements, les différentes unités paysagères en s'inspirant de la méthode préconisée par le Ministère de l’Équipement (méthode pour des atlas de paysages - DAUE 1994) et le travail de l'Observatoire photographique du paysage du Ministère de l'Aménagement du Territoire et de l'Environnement. Les unités paysagères correspondent à des entités géographiques cohérentes prenant en compte différentes réalités du paysage et notamment l’ensemble des caractères de relief, d’hydrographie et d’occupation du sol. Ce travail a abouti à l'identification de 27 unités paysagères et même 139 sous-unités.
La Franche-Comté est par ailleurs composée de 15 régions naturelles : les pays de Besançon, Gray, Vesoul, Lure, Belfort, Montbéliard, Dole, les Vosges saônoises, les Vignobles du Jura, les Lacs et la Petite montagne (partiellement), le Revermont (partiellement), la Bresse (partiellement), le Pays horloger, le Haut-Doubs et le Haut-Jura.

### Axes de communication et transports
En raison de sa situation géographique au cœur de l'Europe, sur l'axe Rhin-Rhône, de sa position frontalière avec la Suisse et de sa proximité avec deux grands pays européens, l'Allemagne et l'Italie, la Franche-Comté est une région de passage.

#### Transport routier
Le réseau routier franc-comtois est assez développé, l'A36 (la Comtoise) est sur l'axe reliant l'Allemagne et l'Alsace avec Lyon et plus loin Marseille. Cette autoroute dessert Belfort, Montbéliard, Besançon et Dole, les villes les plus importantes de la région. L'A39 relie Dijon à Bourg-en-Bresse via Lons-le-Saunier. Des routes départementales maillent l'ensemble du territoire comtois.

#### Transport ferroviaire

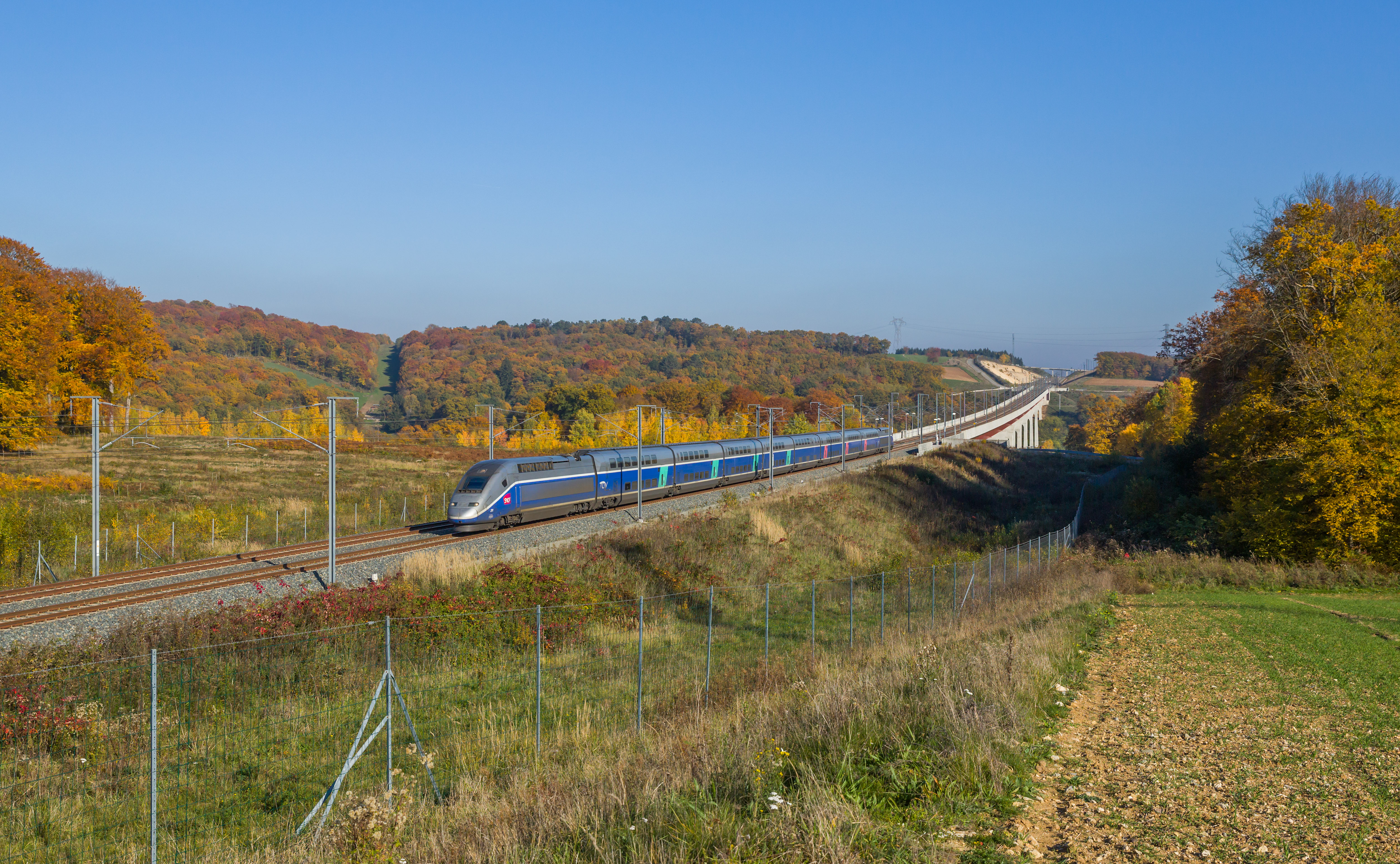
Un TGV Duplex sur la LGV Rhin-Rhône.

La Franche-Comté est couverte par le réseau ferré Train Mobigo. Le réseau ferré est également structuré suivant un axe comparable (ligne Mulhouse - Dijon ou Strasbourg - Lyon). Le reste du territoire bénéficie d'une offre de transport en commun plus faible ou parfois inexistante.
Avec l'arrivée en 2011 de la LGV Rhin-Rhône en Franche-Comté, deux nouvelles gares ont été construites dans la région, la gare de Besançon Franche-Comté TGV et la gare de Belfort - Montbéliard TGV. La mise en service de la première phase de la branche Est de la LGV Rhin-Rhône en 2011 a permis de raccourcir significativement les temps de parcours. La durée du trajet entre Belfort et Paris (gare de Lyon) est ainsi passée de 3 h à 2 h 30 min, entre Besançon et Paris de 2 h 30 min à 2 h, entre Besançon et Lyon de 2 h 20 min à 1 h 55 min et entre Besançon et Strasbourg, de 2 h 30 min à 1 h 40 min. Dans le même temps, les liaisons entre Besançon et Belfort ont également été raccourcies, passant d’un trajet de 1 h 15 min à 0 h 25 min.
En tout, ce sont six gares qui sont desservies par le TGV dans la région.

#### Transport maritime
Le réseau fluvial est lui aussi orienté sur un axe comparable (du nord-est à l'ouest de la région) avec le canal Rhin-Rhône.

#### Transport aérien
La région est desservie par le seul aéroport de Dole-Jura, qui accueille plus de 100 000 passagers par an. L'absence de grande structures aéroportuaires s'explique par la concurrence avec le TGV pour le trafic national et par la proximité d'aéroports internationaux, aisément accessibles depuis la région. En effet, le nord de la région jouit de la proximité de l'aéroport international de Bâle-Mulhouse-Fribourg, situé à environ 65 kilomètres de Belfort, tandis que le sud de la région bénéfice de la proximité de l'aéroport international de Genève, qui n'est qu'à une cinquantaine de kilomètres de Morez.

## Histoire

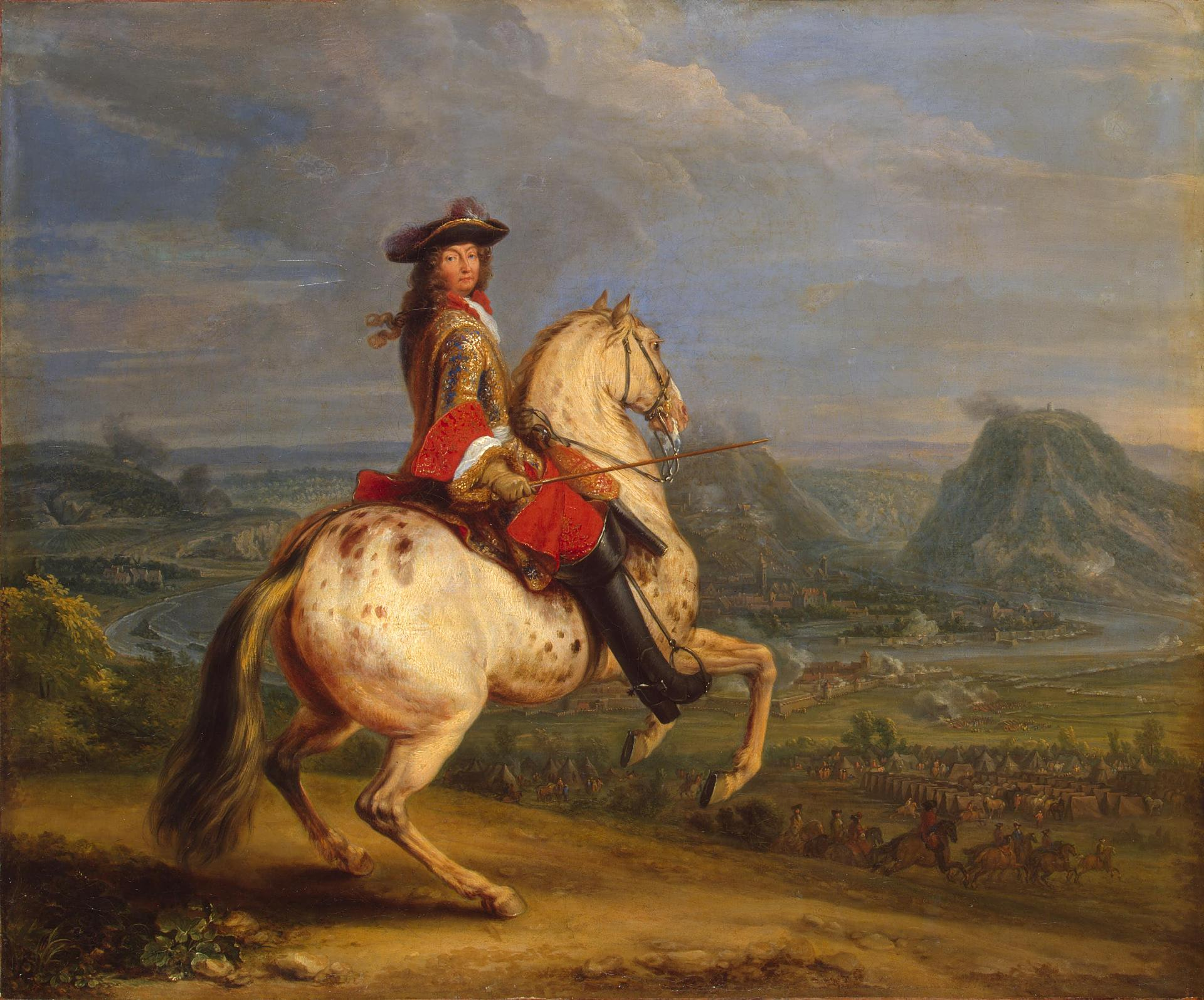
Louis XIV devant Besançon.

Habité au paléolithique inférieur, le territoire de l'actuelle Franche-Comté fut relativement uni dès l'Antiquité. À l'origine territoire des Séquanes, il passa sous domination romaine après la chute de Vercingétorix. Occupé brièvement par les Burgondes après les Grandes invasions, il fut annexé par les Francs en 534. Après la mort de Charlemagne, il changea plusieurs fois de souverain, faisant partie, selon l'époque, du royaume de Bourgogne, du Saint-Empire romain germanique, des États Bourguignons ou du royaume de France, il fut une possession des rois d'Espagne de la maison de Habsbourg. Les terres bourguignonnes (à l'exception de l'actuel pays de Montbéliard) sont regroupées par Otte-Guillaume de Bourgogne qui devient le premier comte de Bourgogne vers 981. C'est l'acte de naissance de la Franche-Comté mais ce n'est qu'en 1678 par le traité de Nimègue que la Franche-Comté devient définitivement française, après une première tentative d'annexion, menée par Louis XIII, la terrible « guerre de Dix Ans » (1635-1644), au cours de laquelle périrent plus de la moitié des Comtois de l'époque.

### Préhistoire, Protohistoire et Antiquité
Des signes d'occupation humaine datant d'environ 700 000 ans ont été retrouvés dans la vallée supérieure de la Saône, le versant sud des Vosges, la Trouée de Belfort, la bordure occidentale et les premiers plateaux du Jura. Ces hommes taillaient des pierres, confectionnaient des armes en silex ou en os et vivaient dans des cavernes. Une dent d'enfant datant de 400 000 ans a également été découverte à Vergranne, près de Baume-les-Dames. Ces découvertes attestent de la présence de l'Homme sur le territoire de l'actuelle Franche-Comté au paléolithique inférieur.

### Moyen Âge

Le partage de la Bourgogne lors du Traité de Verdun en 843.

Les guerres au Moyen Âge en Franche-Comté.

### L'éphémère réunion au royaume de France
À sa mort, Charles le Téméraire ne laisse qu’une fille : Marie de Bourgogne âgée de vingt ans. Cette dernière devient donc, en partie, l’héritière du puissant État bourguignon. Son père lui lègue un État qui s’étend sur les Pays-Bas et les deux Bourgognes (duché et comté) mais un État en guerre et surtout un territoire sans unité. Le roi de France Louis XI prononce la réunion du duché au royaume, dont il était un apanage réservé aux héritiers mâles, et profite de l’occasion pour occuper les deux Bourgognes. Il propose aussi le mariage de Marie de Bourgogne avec son fils le dauphin Charles. Mais Marie refuse de s’unir avec le fils du plus grand ennemi de son père et de treize ans plus jeune qu'elle. Elle préfère un mari plus puissant : Maximilien d’Autriche héritier des États des Habsbourg et futur empereur romain germanique. Par cette union célébrée le 19 août 1477, Marie trouve un bon protecteur pour ses États. Mais Louis XI n’entend pas abandonner ses conquêtes si facilement. Il annexe d’abord légalement le duché de Bourgogne car c’était un apanage royal et il ne pouvait être transmis aux femmes ; il revenait donc tout naturellement à la couronne de France. Cependant, il n’a pas de droit sur la Franche-Comté, fief d'Empire. Suivis par le peuple, les nobles comtois se soulèvent : les troupes royales sont contraintes de repasser la Saône. Furieux, Louis XI repasse à l'attaque. Il incendie Dole. D'autres villes comtoises subissent le même sort et près de cent châteaux sont rasés. En 1482, Marie de Bourgogne décède dans un accident de chasse. Elle laisse pour ses États (Comté de Bourgogne et Pays-Bas) deux héritiers: son fils Philippe le Beau, qui devait hériter de l’empire des Habsbourg et sa fille Marguerite.
Pour mieux assurer son dessein, Louis XI obtient l’union entre son fils, le futur roi Charles VIII et la jeune Marguerite. La promesse de mariage est entérinée par le traité d'Arras qui donne une Franche-Comté vaincue à la France. Mais, après la mort de son père, Charles VIII préfère épouser Anne de Bretagne l’héritière du duché du même nom (1491). Outré par cet affront fait à sa fille, alors âgée de 11 ans, Maximilien de Habsbourg, que ce mariage prive de la Bretagne qu'il convoitait en projetant d'épouser Anne, entreprend de reconquérir la Franche-Comté. Charles VIII qui a alors des ambitions en Italie laisse faire. Il accepte même d'abandonner le comté par le traité de Senlis signé en 1493. De fait, les troupes royales sont chassées du sol comtois par les milices de Salins et d'Arbois notamment. La province en sort renforcée.

### Ancien régime

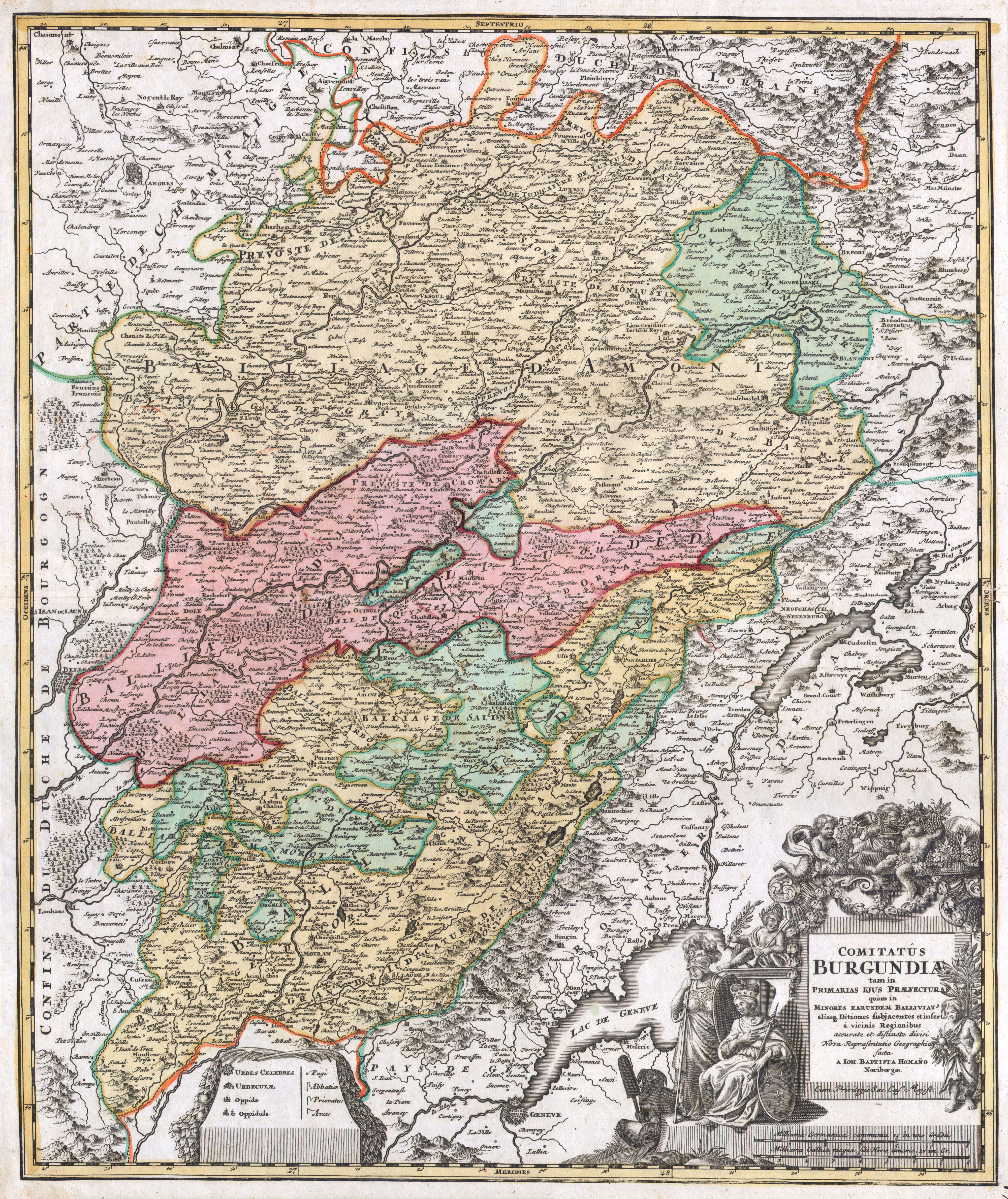
Carte de Franche-Comté de 1716 avec ses différents bailliages

Rattachée au royaume de France par le Traité de Nimègue en 1678, la Franche-Comté devint vis-à-vis de l'administration fiscale une « province réputée étrangère ». Pays de production de sel et de tabac, elle forma une plaque tournante de la contrebande de nombreuses denrées et marchandises entre l'Alsace, la Suisse et l'intérieur du royaume.
Si la première conquête en 1668 avait été facile, la seconde en 1674 trouva les autorités et les populations en alerte. La Franche-Comté fut conquise contre le gré d'une partie de ses  habitants, attachés à leur souverain naturel : le Habsbourg de Madrid sous lequel la province avait connu une réelle indépendance. La résistance fut acharnée, notamment à Faucogney qui, emportée le 4 juillet 1674, fut pillée et vit ses murailles rasées par ordre de Louvois. Une partie de la noblesse quitta le pays pour rester au service des Habsbourg d'Espagne ou passer à celui des Habsbourg d'Autriche.
L'administration française devait garder longtemps le souvenir de ces difficultés, en rappelant qu'il fallait éviter les erreurs commises en Franche-Comté à l'égard de la noblesse. Cependant , avec la multiplication des charges et la vénalité de celles-ci, la bourgeoisie, comme l'ont montré Maurice Gresset et Jean-François Solnon, entra vite dans le système administratif français.

### Premier Empire
À la chute du Premier Empire, la Franche-Comté est érigée, avec le département des Vosges les principautés de Montbéliard et de Porrentruy, en État tampon : l'État de Franche-Comté. Dirigé par le baron d'Andlaw, un Badois, ancien officier dans l'armée française, ce petit État fut brièvement créé (du 27 janvier au 6 juin 1814), par les troupes coalisées et avait pour capitale Vesoul.

### XXesiècleetXXIesiècle
Au 1er janvier 2016 la région administrative Franche-Comté fusionne avec la région administrative Bourgogne pour devenir la nouvelle région administrative Bourgogne-Franche-Comté.

## Population et société

### Démographie
La Franche-Comté compte quatre départements, le Doubs étant le plus peuplé et le Territoire de Belfort le plus dense.
| Département           | Population(2022) | Variation(2022/2017)                       | Superficie(km2) | Densité(hab./km2) |
| --------------------- | ---------------- | ------------------------------------------ | --------------- | ----------------- |
| Doubs                 | 548 662          | en évolution de +1,88 % par rapport à 2016 | 5 234           | 104,8             |
| Jura                  | 258 405          | en évolution de −0,81 % par rapport à 2016 | 4 999           | 51,7              |
| Haute-Saône           | 233 920          | en évolution de −1,4 % par rapport à 2016  | 5 360           | 43,6              |
| Territoire de Belfort | 140 082          | en évolution de −2,78 % par rapport à 2016 | 609             | 230               |
| Source : Insee        |                  |                                            |                 |                   |

La population totale de ces quatre départements était de 1 181 069 en 2022. La croissance démographique est d'environ 0,20 % par an entre 1990 et 1999 et 0,45 % par an entre 1999 et 2009. D'un point de vue démographique, la Franche-Comté est relativement concentrée, qui comprend d'un côté des hauts plateaux et des bassins relativement « vides » parsemés de quelques villages et petites villes clairsemés, de l'autre côté, de grands bassins démographiques. Au nord, les aires d'attraction de Belfort et de Montbéliard totalisent 313 752 habitants, et l'aire d'attraction de Besançon 279 191 habitants, ce qui représente en tout la moitié de la population régionale. Besançon est la première agglomération franc-comtoise, par ses 138 691 habitants, suivie de Montbéliard (113 057 habitants) et de Belfort (79 364 habitants).
Le tableau ci-dessous liste les principales villes de la région en 2018, classées par défaut en fonction de la population de leur aire d'attraction.
| Ville             | Aire d'attraction | Agglomération | Commune |
| ----------------- | ----------------- | ------------- | ------- |
| Besançon          | 279 191           | 138 691       | 116 775 |
| Montbéliard       | 180 158           | 113 057       | 25 809  |
| Belfort           | 133 597           | 79 364        | 46 954  |
| Lons-le-Saunier   | 71 466            | 26 700        | 17 320  |
| Dole              | 69 502            | 30 490        | 23 770  |
| Vesoul            | 67 464            | 28 507        | 14 973  |
| Pontarlier        | 49 209            | 22 337        | 17 393  |
| Luxeuil-les-Bains | 28 326            | 12 171        | 6 692   |
| Gray              | 25 215            | 9 525         | 5 541   |
| Lure              | 23 628            | 11 402        | 8 131   |
| Morteau           | 21 534            | 10 065        | 6 894   |
| Saint-Claude      | 19 861            | 9 717         | 9 103   |
| Champagnole       | 17 415            | 9 942         | 7 989   |

Diverses cités franc-comtoises
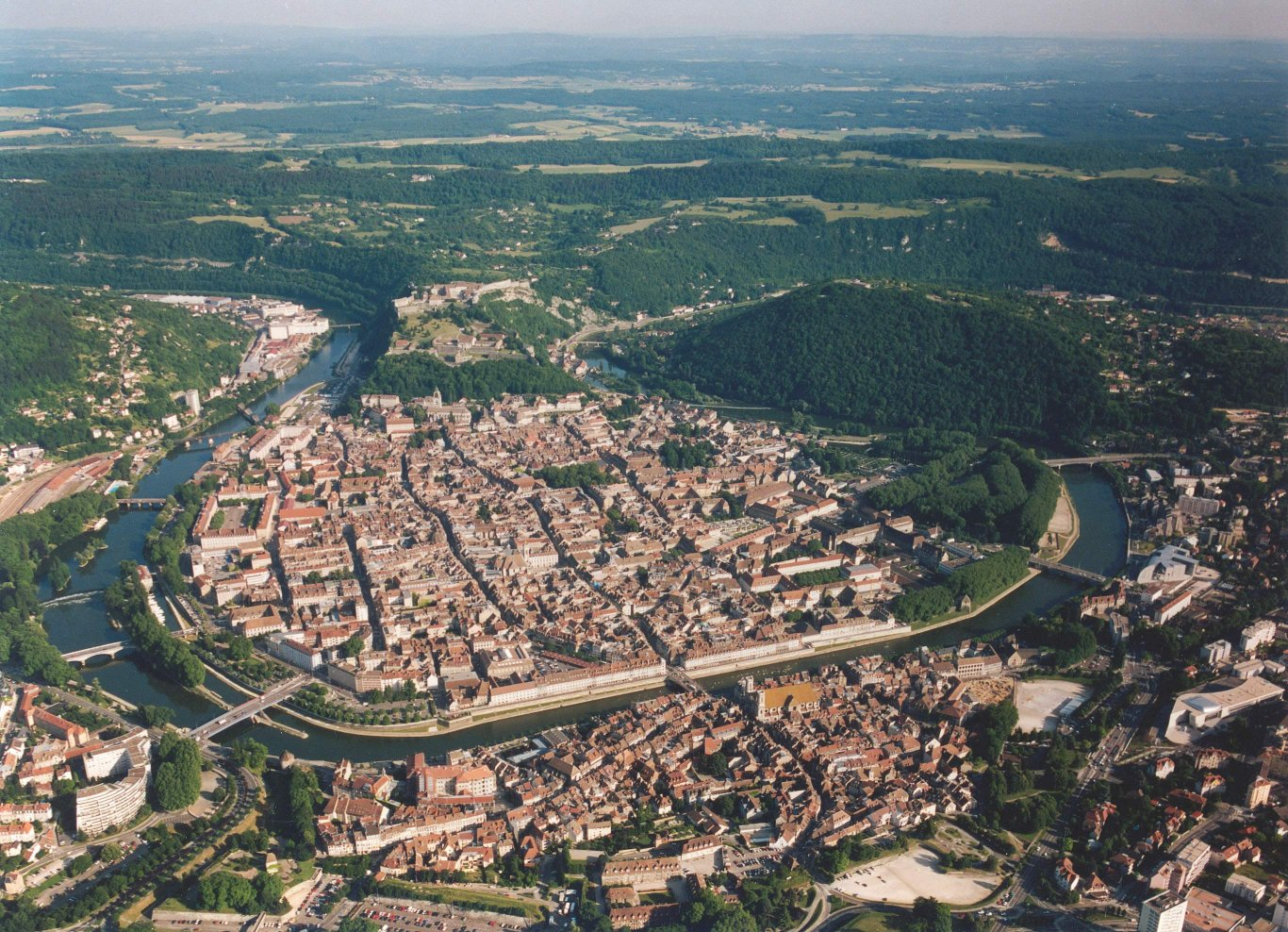
Besançon
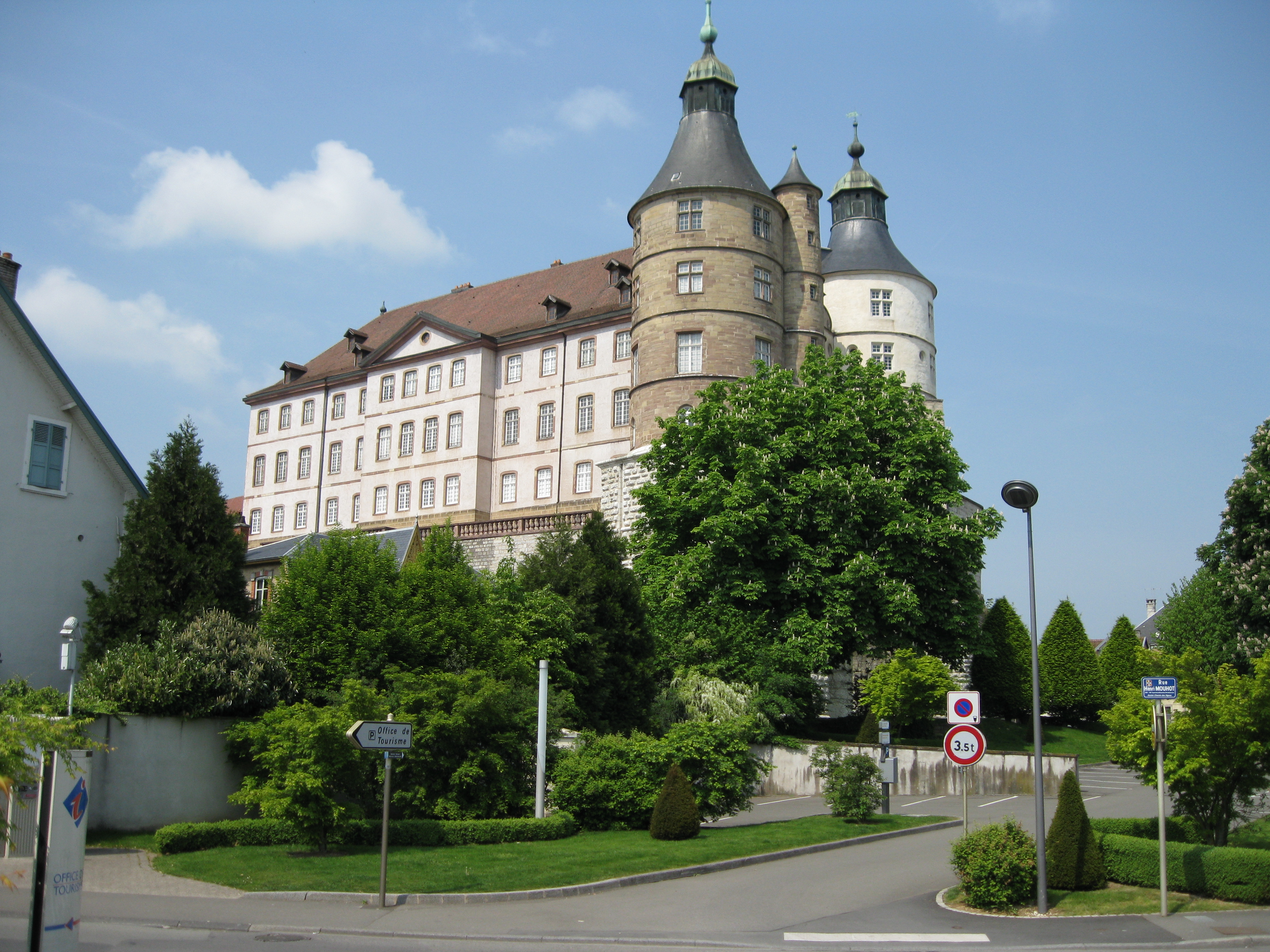
Montbéliard
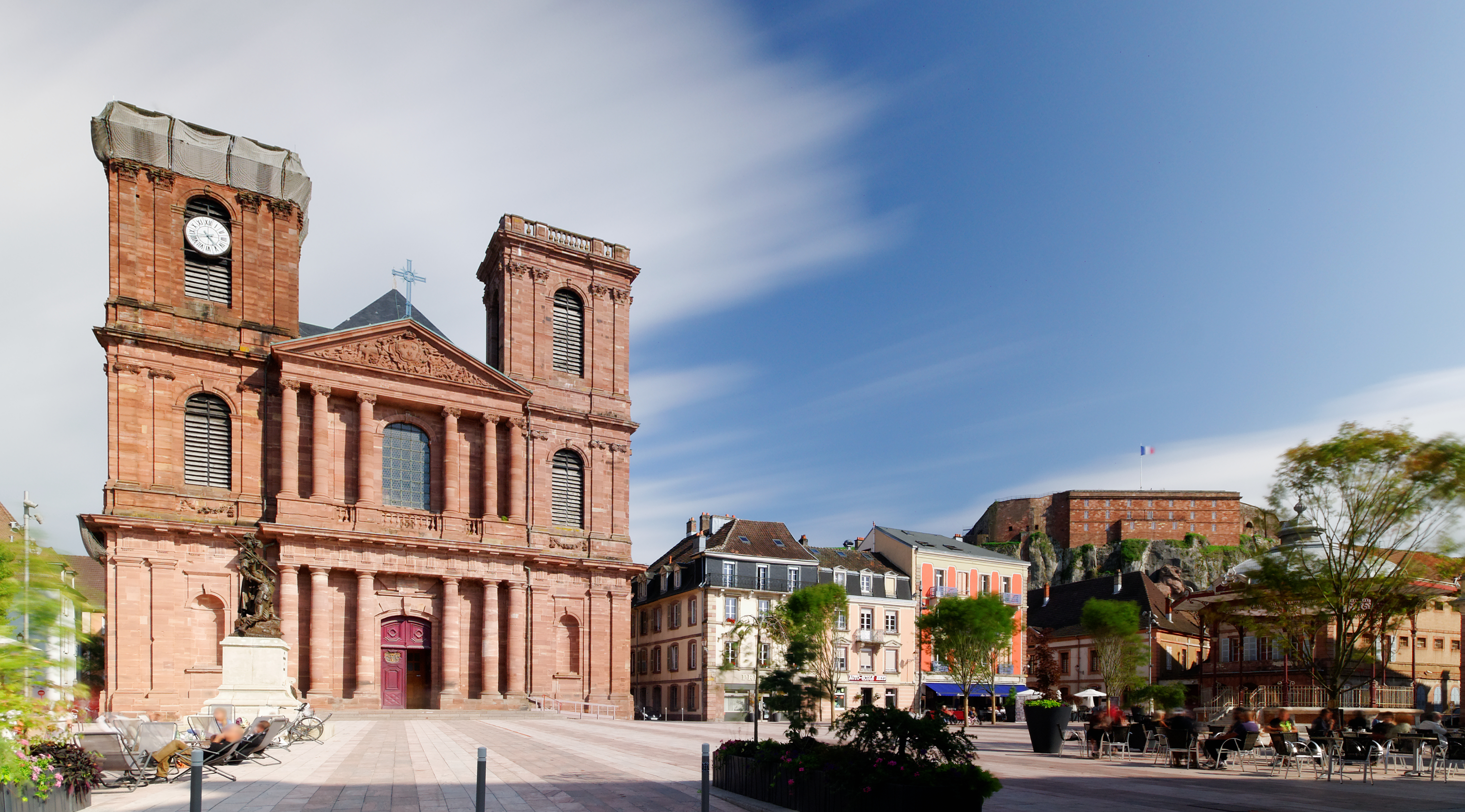
Belfort
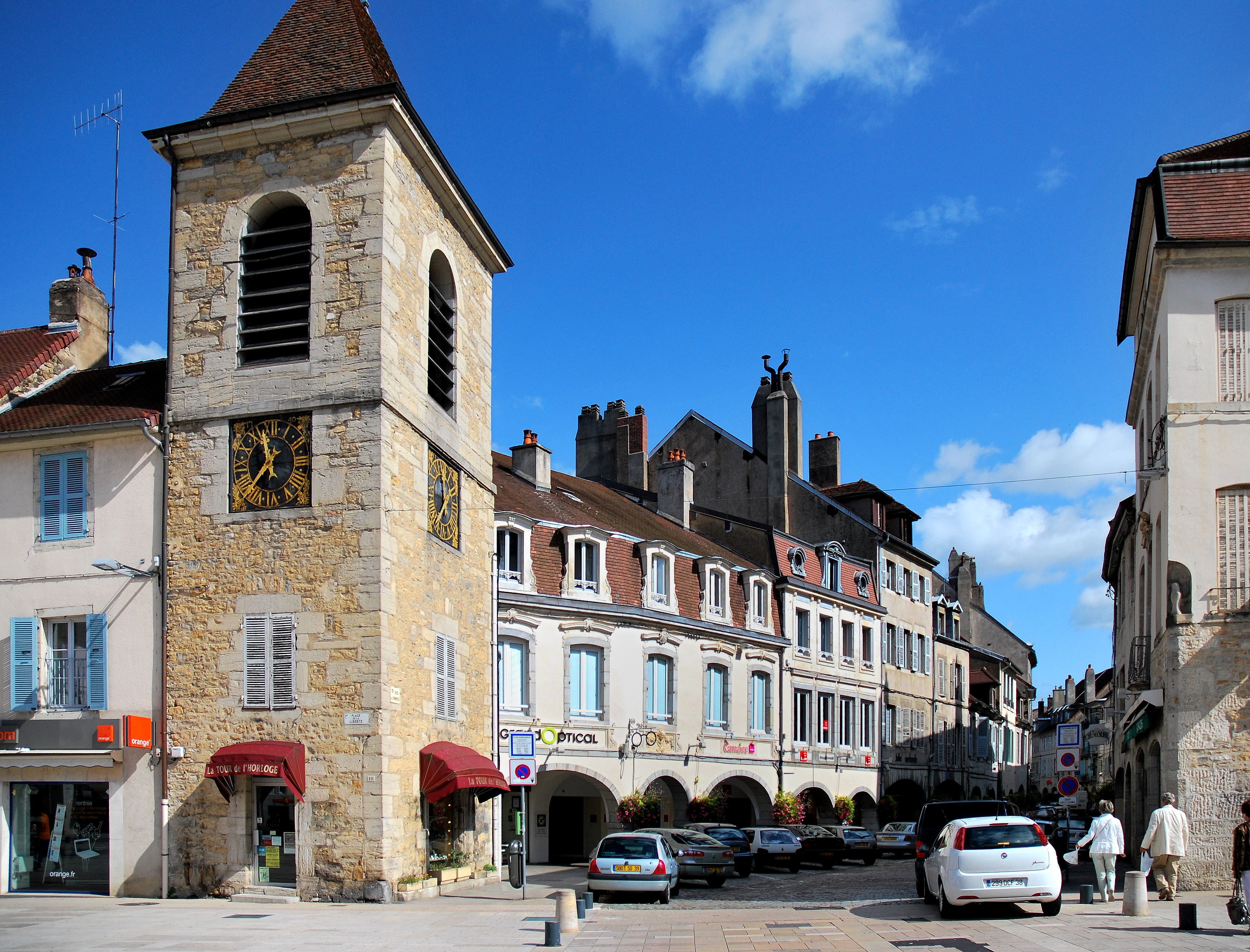
Lons-le-Saunier
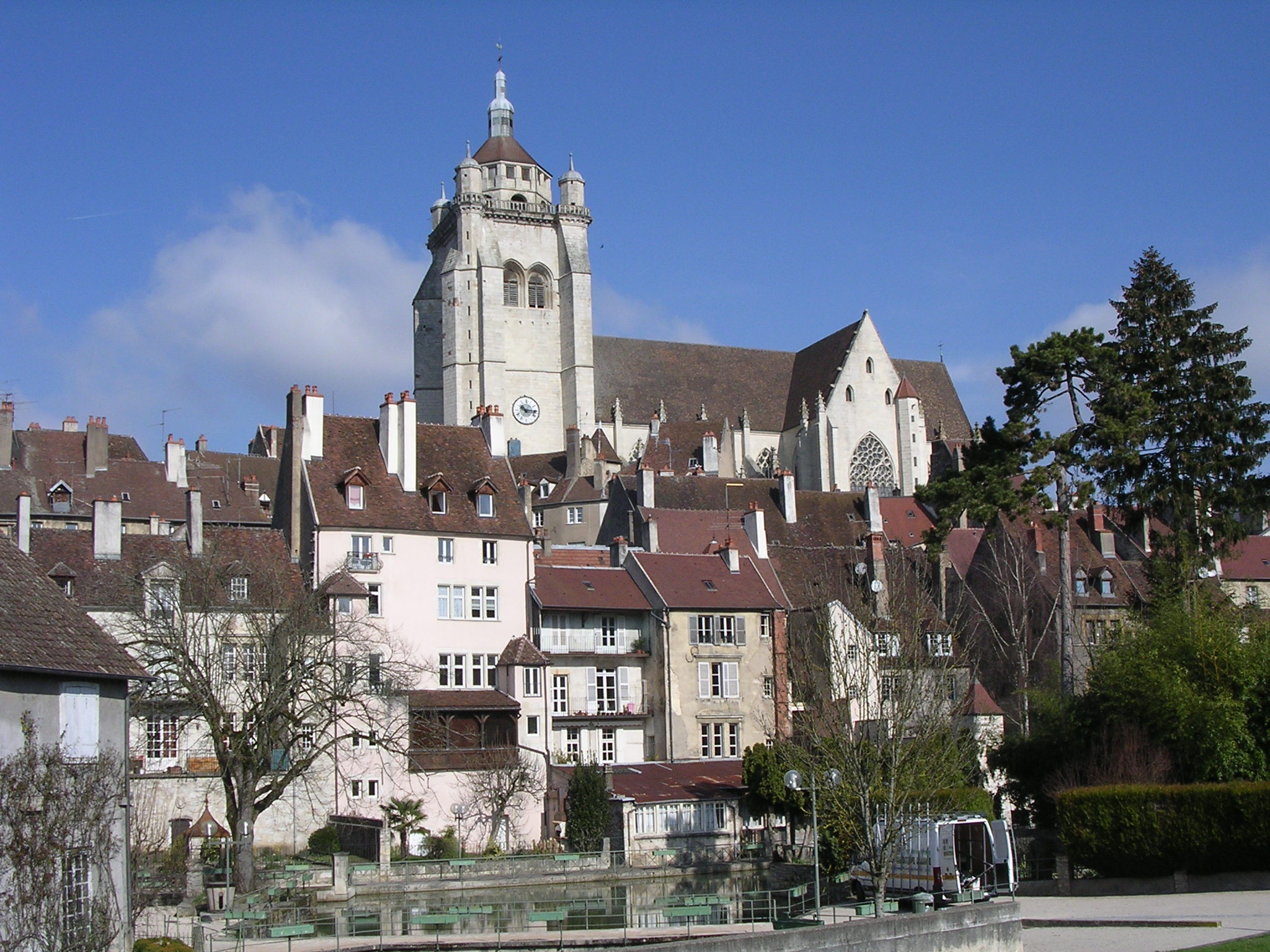
Dole
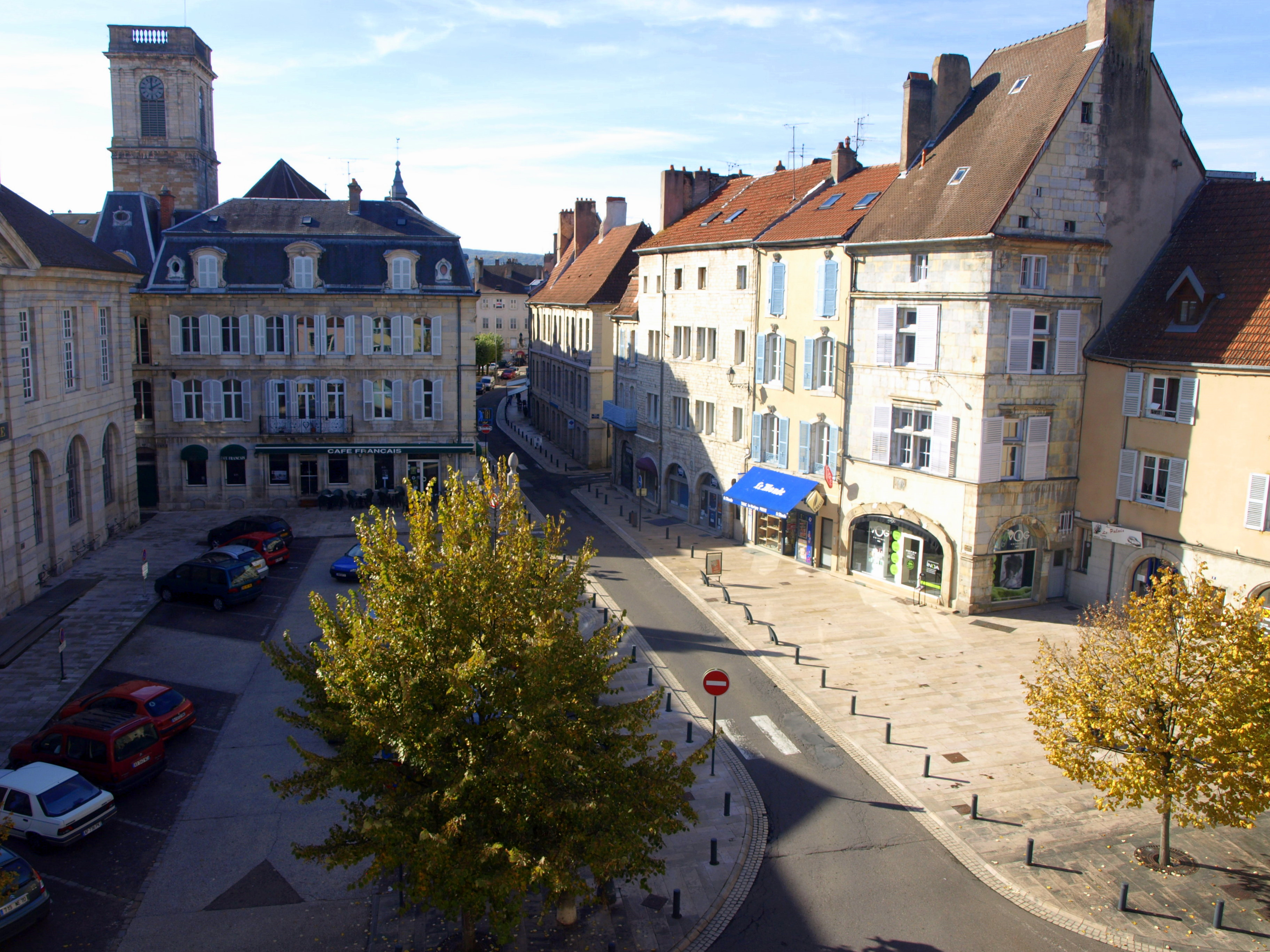
Vesoul
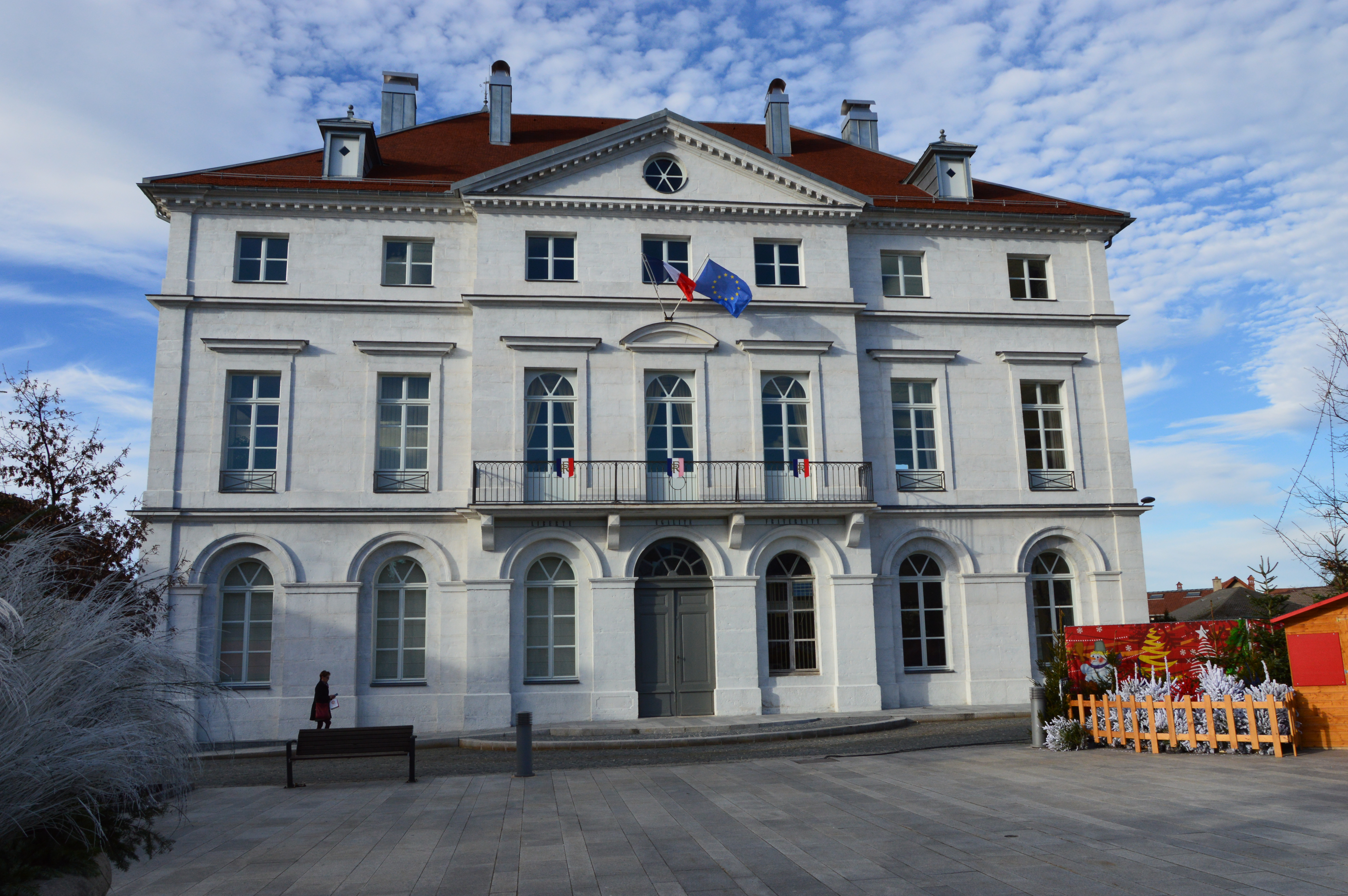
Hôtel-de-ville de Champagnole
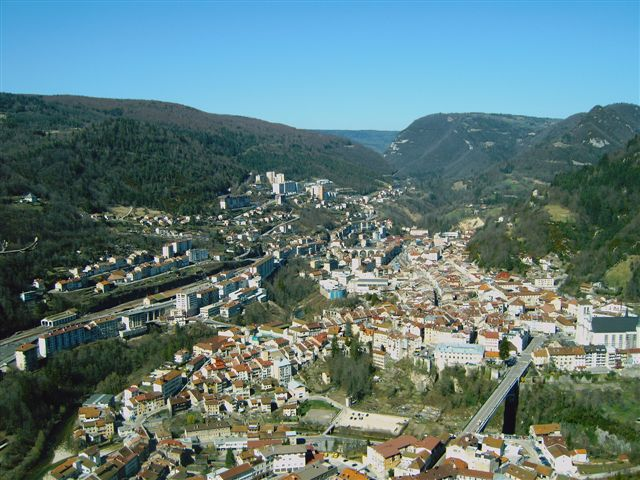
Saint-Claude (Jura)
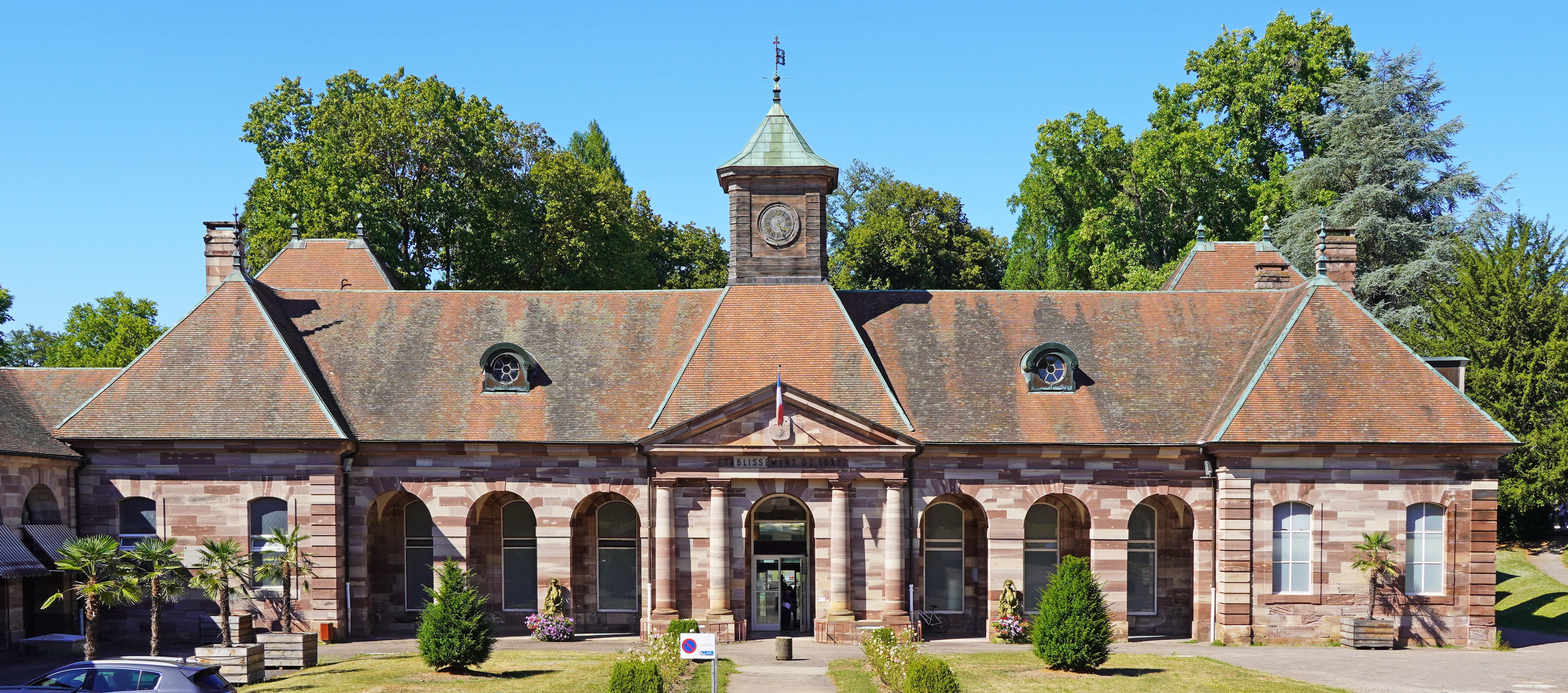
Luxeuil-les-Bains
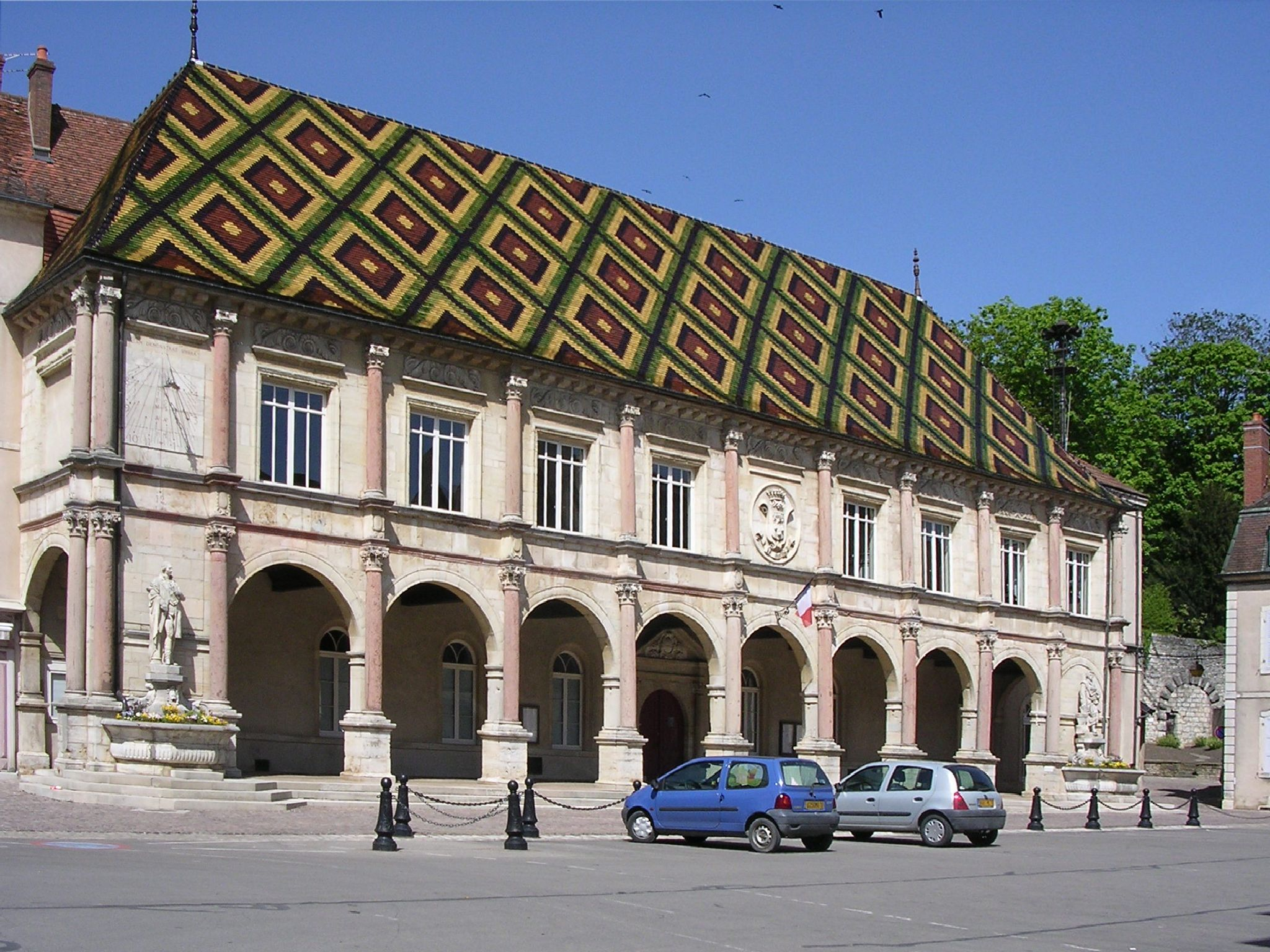
Hôtel-de-ville de Gray (Haute-Saône)
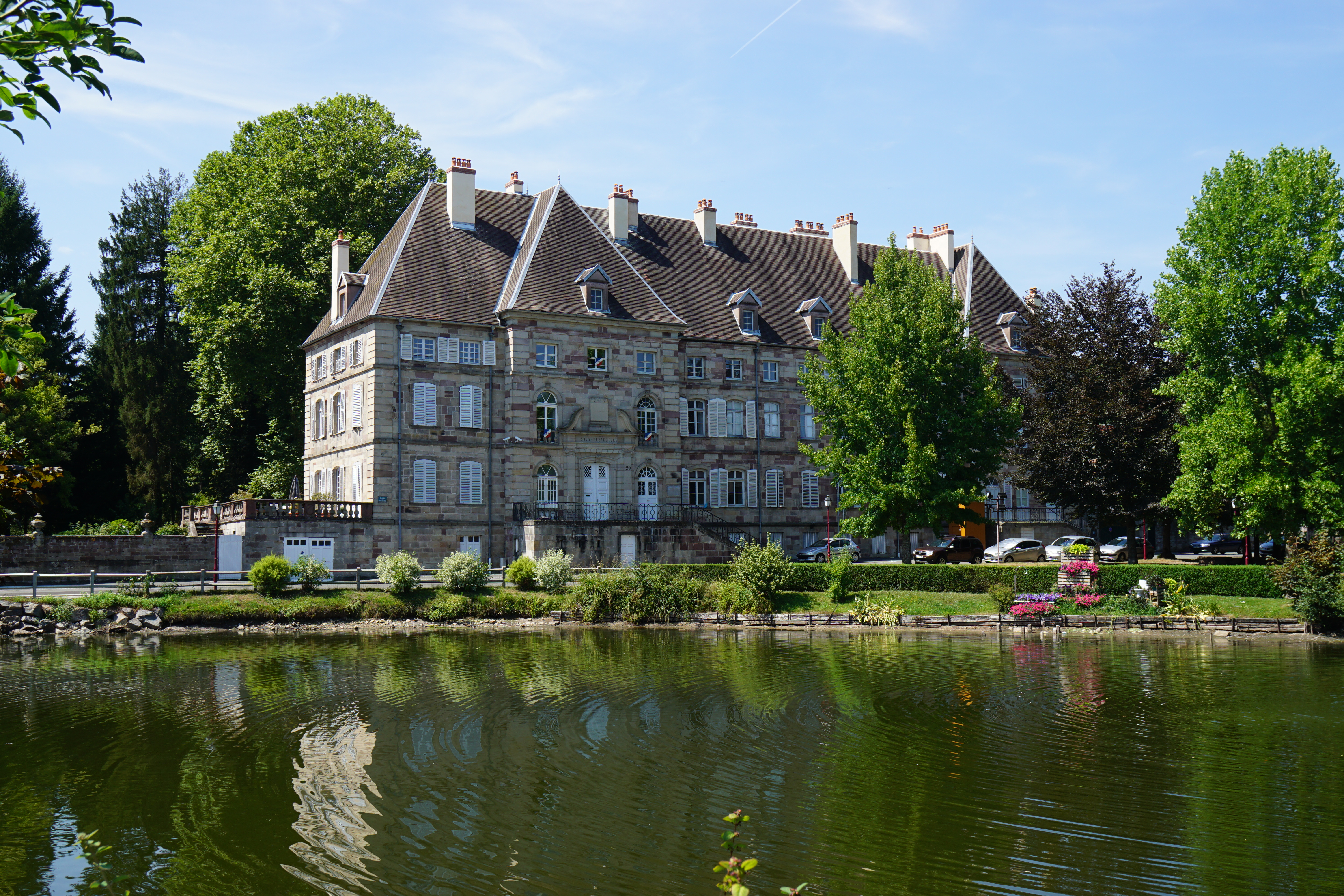
Lure

### Immigration

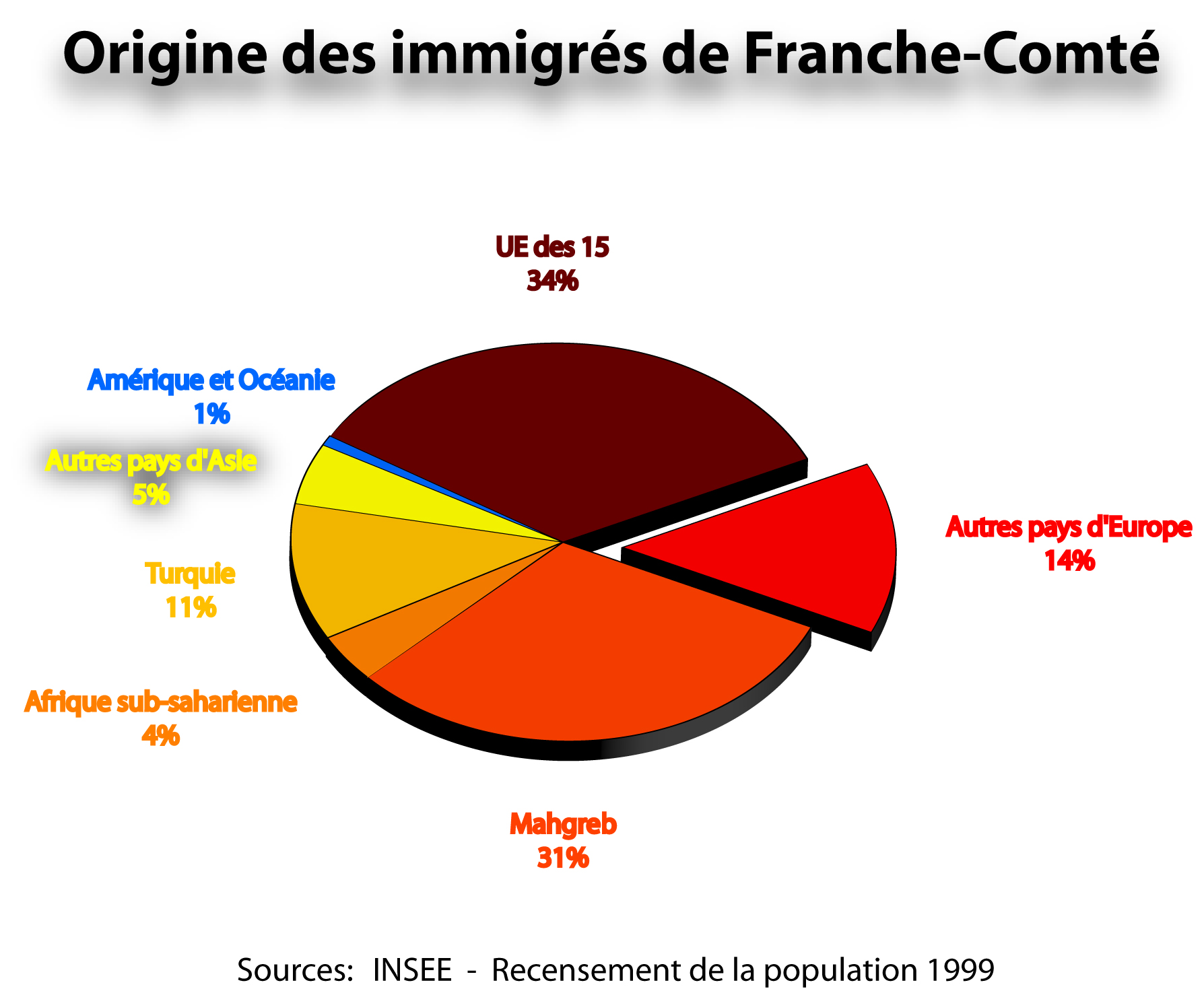
Origine des immigrés de Franche-Comté.

En 1999, la Franche-Comté comptait 65 541 immigrés où 1/3 étaient français par acquisition. 5,9 % de la population franc-comtoise est immigrée contre 7,4 % au niveau national. Bien que la part des immigrés soit stable depuis 1975 en France métropolitaine, elle a diminué de 1,4 point dans la région. Bien que le Territoire de Belfort soit le département le moins peuplé, il reste néanmoins le seul où la moyenne d'immigrés est comparable à celle de la France. Les immigrés sont surtout présents dans les grandes villes telles Besançon, Belfort et Montbéliard.
Les 5 pays d'origine les plus représentés sont le Maroc (15,7 %), l'Algérie (14,1 %), le Portugal (13,9 %), l'Italie (12 %) et la Turquie (10,6 %). Ils représentent à eux seuls près des 2/3 des immigrés francs-comtois. On décèle aussi une importante proportion d'immigrés originaires de l'ex-Yougoslavie : 4,8 % alors qu'ils ne sont que 1,7 % au niveau national.
Les premières vagues d'immigration, au début du XXe siècle, sont d'origine européenne : les Italiens seraient les premiers à arriver dans la région dès les années 1920, puis arrivent les Polonais. Les Portugais sont arrivés plus tardivement, dès la fin des années 1950 seulement, mais leur nombre augmente nettement jusqu'aux années 1970. Les Maghrébins sont arrivés à fin de la Seconde Guerre mondiale, composés quasiment que d'Algériens ; les Marocains n'arrivent qu'en petit nombre, cela jusqu'en 1969 où on enregistre cette année plus d'arrivées marocaines que d'algériennes. L'immigration maghrébine n'a ensuite cessé de diminuer. Les Turcs ont maintenu leurs arrivées soutenues dès les années 1970 jusqu'au début des années 1980.
Entre 1975 et 1999, la population immigrée a diminué de 14 % alors que la population franc-comtoise progressait de 5,7 %. Ainsi, le nombre d'immigrés est de 5,9 %, alors qu'il était de 7,3 % avant.

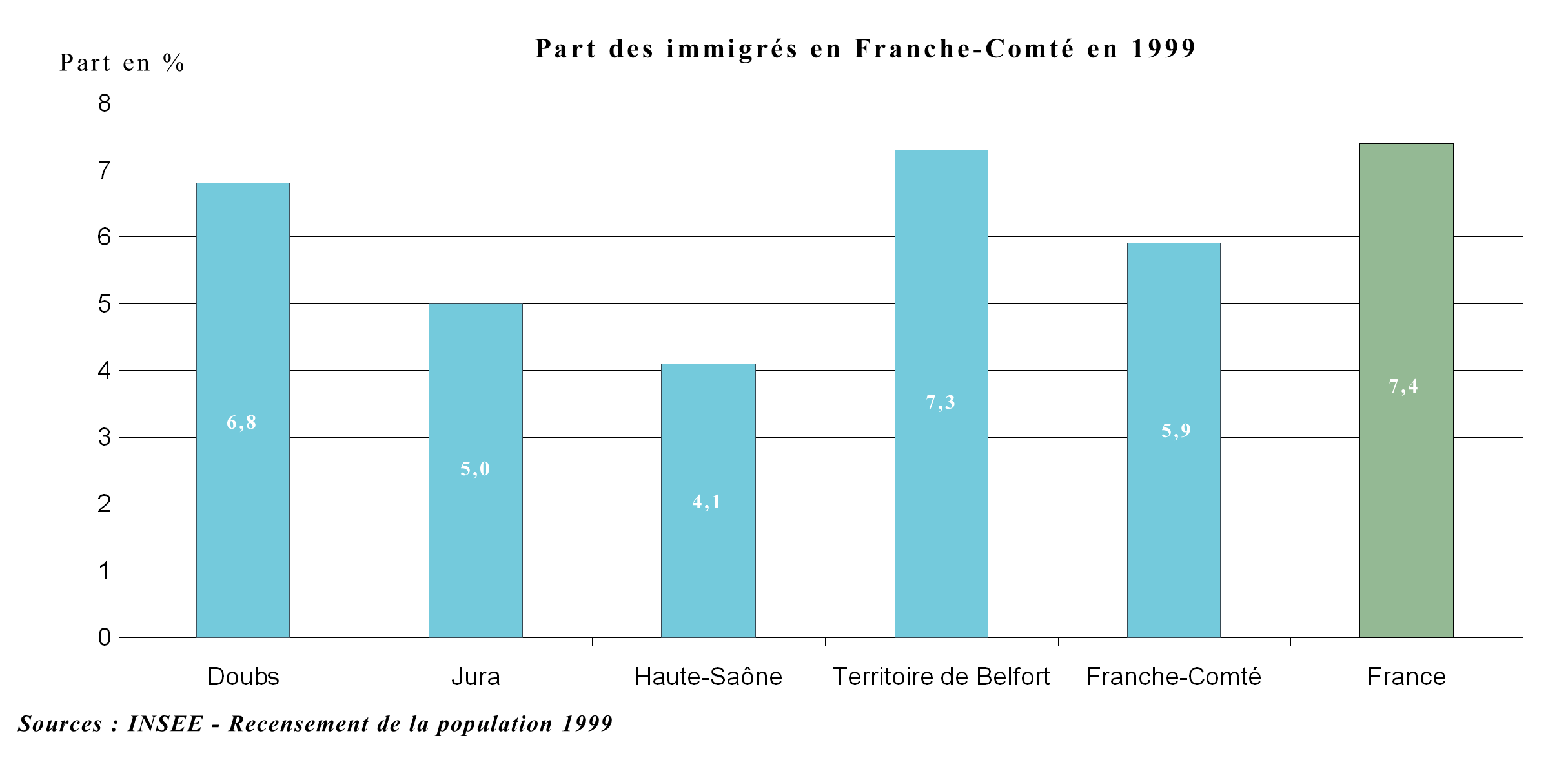
Part des immigrés à travers les quatre départements de Franche-Comté.

### Éducation
215 178 élèves étaient scolarisés en Franche-Comté à la rentrée 2018. La région possède un potentiel dans le secteur de la recherche. On trouve à Besançon l'École nationale supérieure de mécanique et des microtechniques (ENSMM) ou encore l'UTBM, l'Université de technologie de Belfort-Montbéliard à Belfort et à Montbéliard.

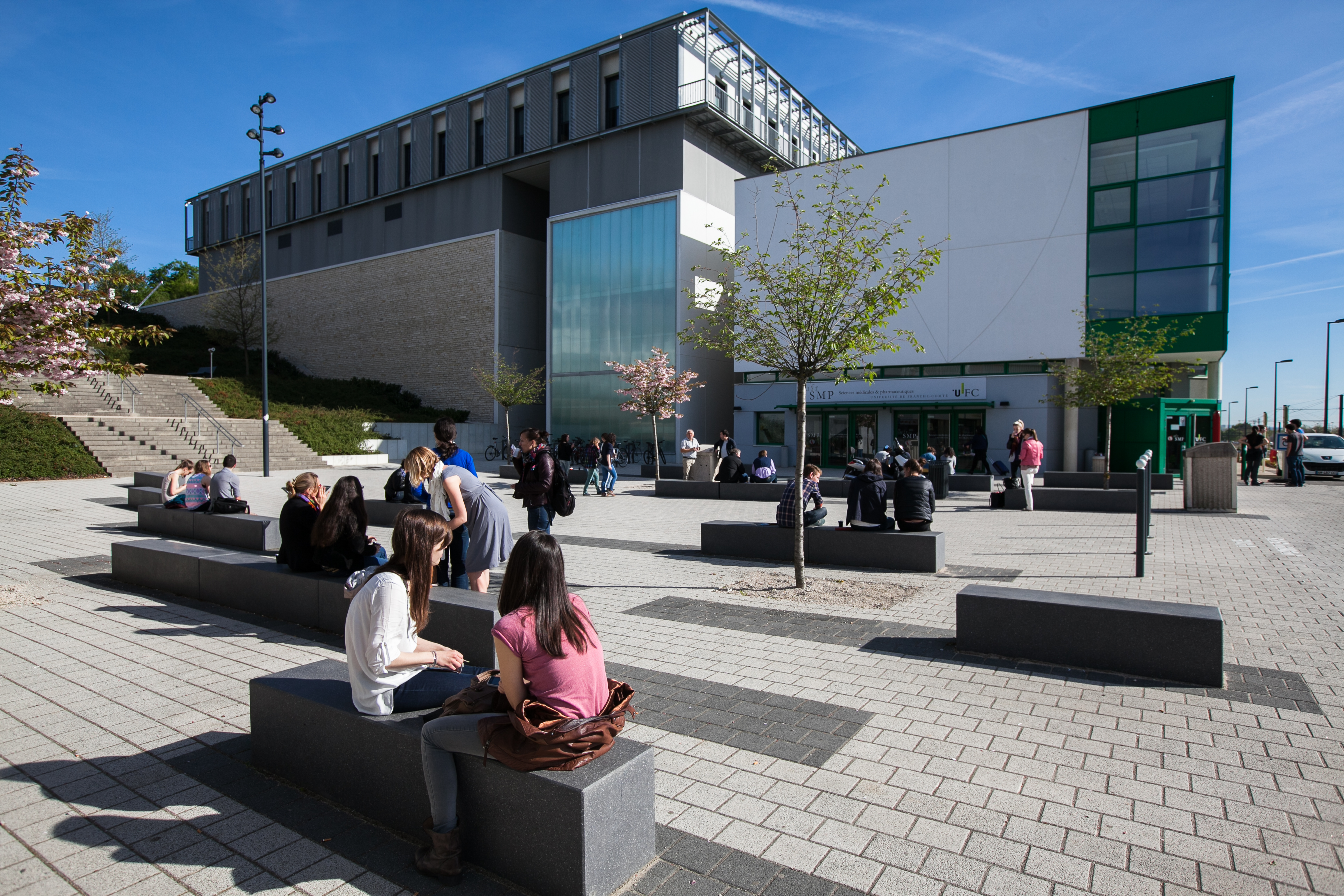
La faculté de médecine sur le campus des Hauts-du-Chazal à Besançon

L'université de Franche-Comté est principalement située à Besançon. Elle compte 24 000 étudiants répartis sur six unités de formation et de recherche (UFR), dont cinq à Besançon et un à Belfort et Montbéliard, deux instituts universitaires de technologie (IUT) (Besançon-Vesoul et Nord Franche-Comté), 920 élèves ingénieurs à l'ENSMM et 2 550 étudiants à l'UTBM.

### Sports
La Région possède l'Académie de Football de Besançon, destinée aux jeunes joueurs de 4 à 13 ans, et labellisée par la Fédération française de football.

## Économie
L'économie de la Franche-Comté est une économie très orientée vers les secteurs de l'industrie, le secteur industriel représentant le cinquième du produit intérieur brut (PIB) régional. La Franche-Comté compte sur son sol quelques grands fleurons de l'industrie française comme Peugeot et Alstom. La présence de ces établissements et sa spécialisation industrielle lui valent de bénéficier de trois pôles de compétitivité (microtechniques, véhicules du futur et plasturgie), dont deux sont partagés avec des régions voisines. Le taux de survie des entreprises de la région, cinq ans après leur création, est plus élevé que la moyenne française, et son taux de chômage, jusqu'à l'arrivée de la crise, était inférieur depuis plus de vingt ans au taux national. Sur le plan de la formation, la Franche-Comté compte une des trois universités technologiques de France ainsi que de nombreux étudiants en école d'ingénieurs, en synergie avec une forte présence de l'industrie dans le tissu économique local.
En matière d'environnement, l'importance de l'industrie n'empêche pas la Franche-Comté de présenter l'image d'une région verte. Son taux de boisement de 44 % la place au deuxième rang des régions métropolitaines, derrière l'Aquitaine.

### Agriculture et agroalimentaire

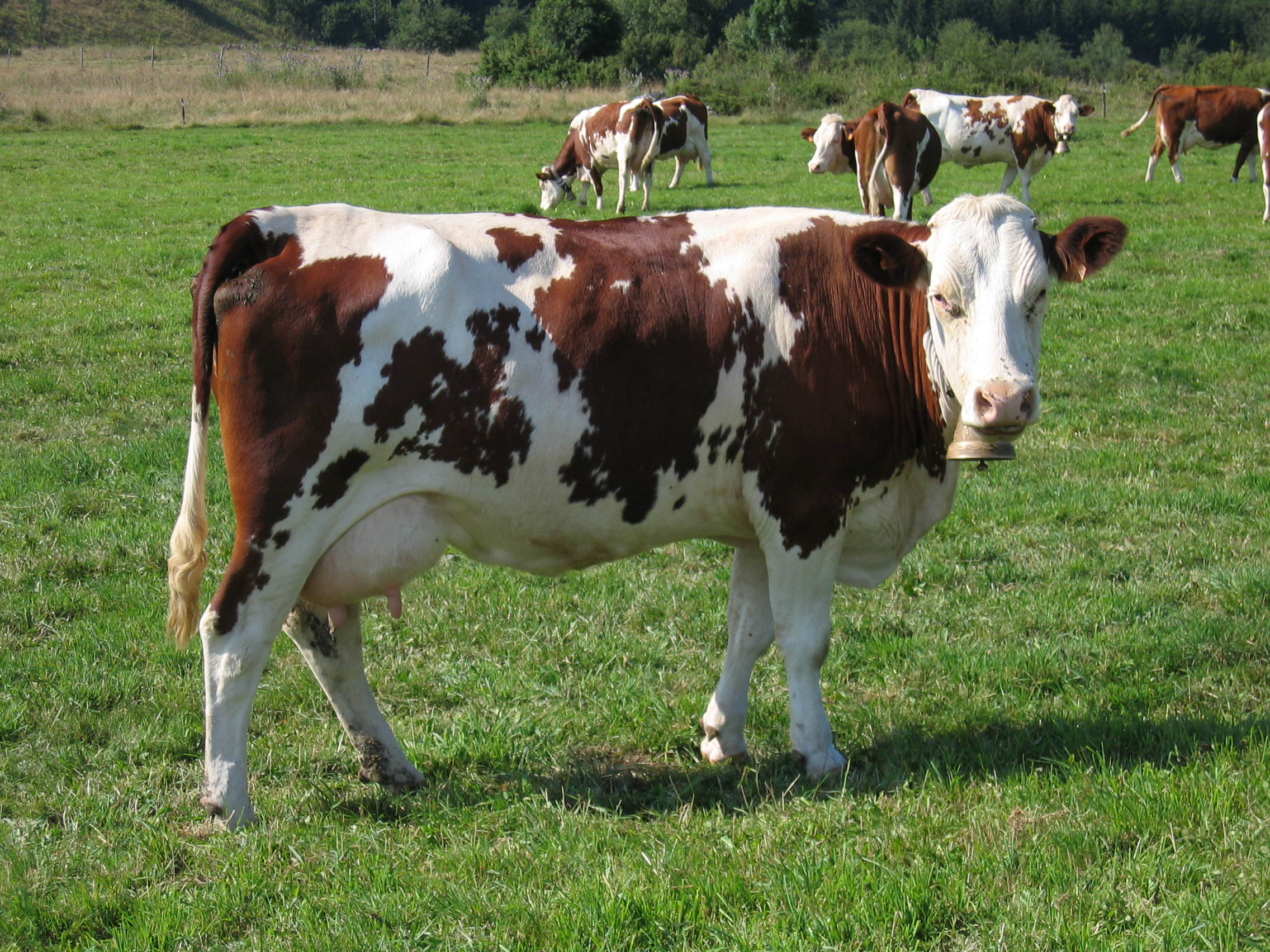
La montbéliarde est une race bovine franc-comtoise.

La production agricole s’appuie sur l’élevage bovin (montbéliarde) et la production de fromages (le comté, le mont d'Or, le morbier, le bleu de Gex, la cancoillotte). Parmi ces fromages, quatre sont des AOC. La culture de céréales (144 380 ha) et d’oléagineux (38 450 ha) est significative. La région possède également des vignobles qui produisent des vins d’exception. La Franche-Comté est la seule région viticole du monde à produire cinq sortes de vins bien distinctes : les rouges, les blancs, les rosés, les jaunes et les vins de paille.

### Industrie

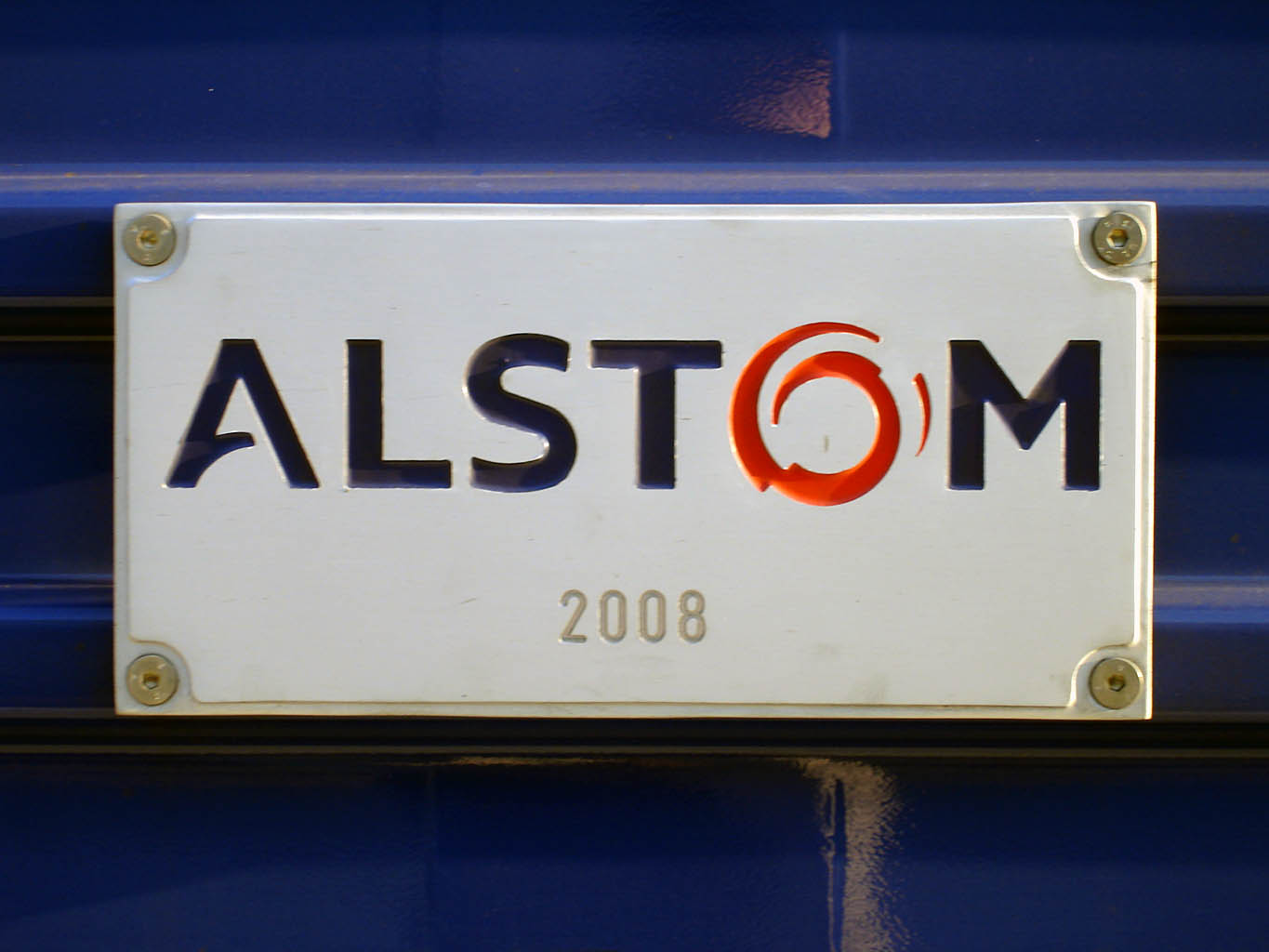
Logo de l'entreprise Alstom sur une locomotive BB 27300

Le PIB par habitant en 2002 était de 21 897 €. En 2003, le PIB franc-comtois s'élevait à 25,6 milliards d'euros soit 1,6 % du PIB national. Le PIB de la région croît à un rythme moyen de 2 % par an.
Le pôle urbain Belfort-Montbéliard est un pôle d'excellence véhicule du futur en lien avec la région Alsace. Il s'agit du centre industriel de la région Franche-Comté, essentiellement destiné à l'automobile et au TGV. Le site industriel Peugeot - Citroën Sochaux est le premier de France avec 13 841 salariés en septembre 2006. Il est aussi le premier employeur de la région. L'automobile se voit être le fleuron de l'industrie, Peugeot et ses autres filiales y représentent jusqu'à 10 % de la production de France.
À Belfort se situent les usines Alstom spécialisées dans la production ferroviaire, notamment pour les TGV, ainsi que dans les alternateurs et turbines industriels, ainsi que General Electric (GE Energy Products Europe) pour les turbines à gaz.
Alstom est également présent à Ornans, où l'usine du groupe conçoit et fabrique les moteurs de traction expédiés ensuite dans les autres sites, comme à Belfort ou Reichshoffen, où sont fabriqués les Régiolis.
La ville de Besançon est un véritable centre pour les secteurs de la mécanique. Elle est un pôle d'excellence historique des microtechniques, du temps-fréquence et du génie biomédical, ainsi que le premier centre européen du découpage de haute précision. En juin 2005, la ville s'est vu décerner un label « pôle de compétitivité » national dans le domaine des microtechniques.

### Tourisme

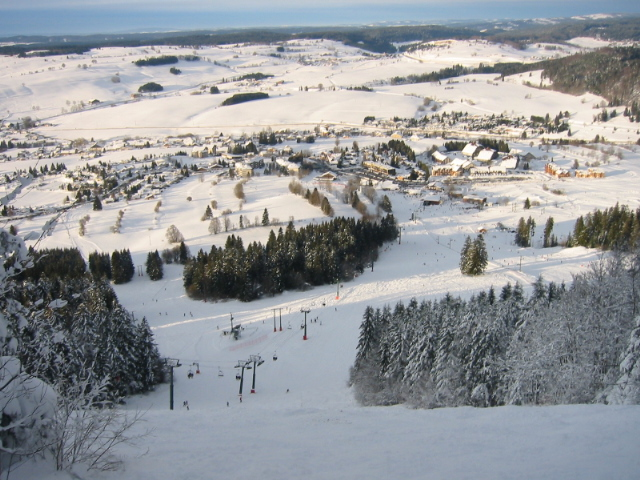
La station de Métabief

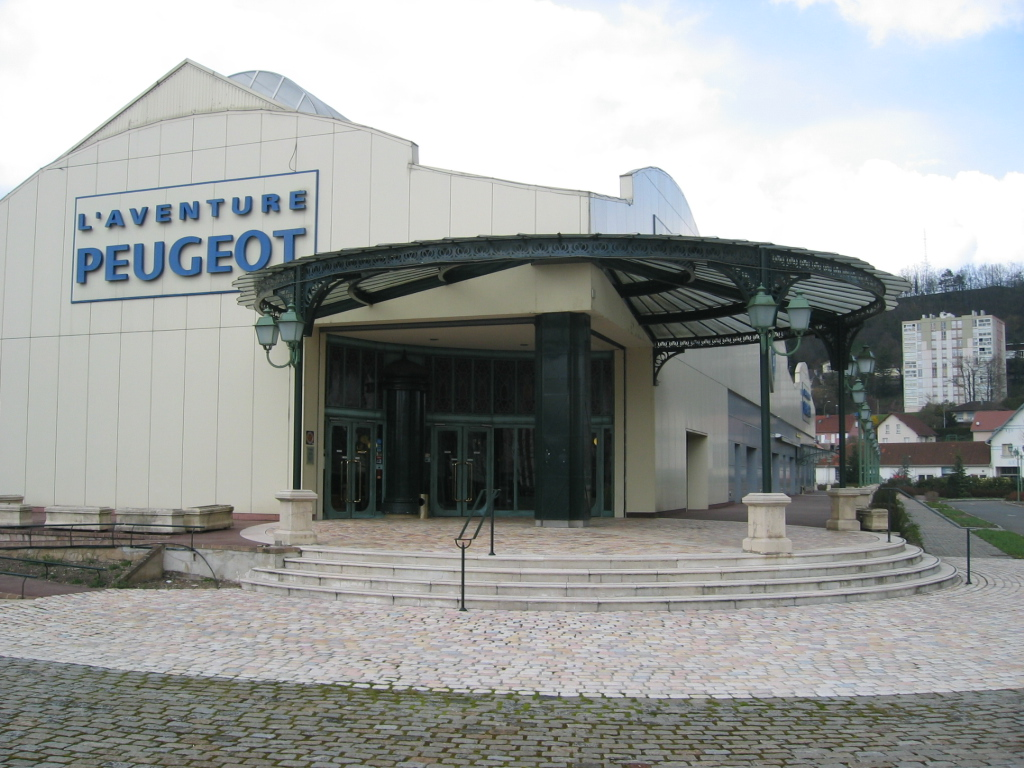
Musée de l'aventure Peugeot à Sochaux.

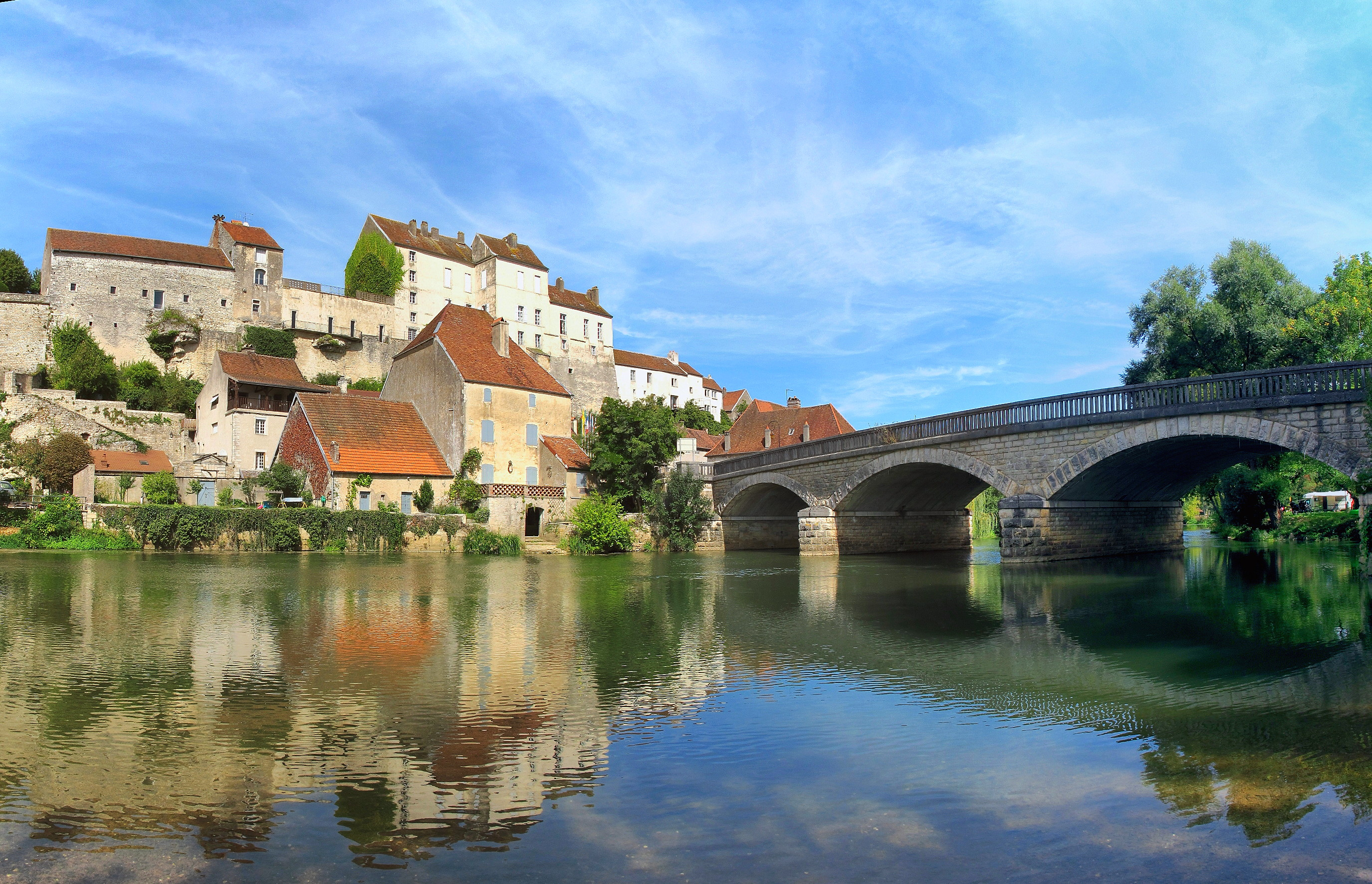
Pesmes

Durant la saison hivernale, les séjours se concentrent dans les massifs montagneux (stations des Rousses et de Métabief principalement). La place du ski alpin est assez réduite ; en revanche, le ski de fond est pratiqué en de nombreux endroits.
Le marché de Noël de Montbéliard prend également une grande place touristique pendant le mois de décembre.
L’été, la Franche-Comté offre aux amateurs de randonnées, de cyclisme sur route (notamment grâce au ballon d'Alsace) et de VTT de nombreuses activités. On pratique également la pêche au bord des rivières et des lacs de la région, ainsi que le tourisme fluvial dans la vallée de la Saône. L’hôtellerie de plein air concentre près de 40 % de ses nuitées dans le Pays des Lacs avec la présence de campings de taille relativement importante. Tous hébergements confondus, près des deux tiers de la consommation touristique est faite d'avril à septembre.
| Sites                                | Entrées | Département |
| ------------------------------------ | ------- | ----------- |
| Citadelle de Besançon                | 248 704 | 25          |
| Dino-Zoo du Doubs-Gouffre de Poudrey | 152 064 | 25          |
| Ballon d'Alsace                      | 138 274 | 90          |
| Saline royale d'Arc-et-Senans        | 126 884 | 25          |
| Citadelle de Belfort                 | 117 316 | 90          |

Malgré la position frontalière de la région, la Franche-Comté accueille environ 1,7 % des séjours français, aussi bien pour les séjours courts que les longs.
| Pays d'origine       | Milliers de nuitées | Milliers de nuitées |
| Pays d'origine       | Hôtellerie          | Camping-Caravaning  |
| -------------------- | ------------------- | ------------------- |
| France               | 1 578               | 447                 |
| Allemagne            | 134                 | 147                 |
| Royaume-Uni, Irlande | 44                  | 477                 |
| Suisse               | 51                  | 35                  |
| Belgique, Luxembourg | 50                  | 32                  |
| Pays-Bas             | 35                  | 478                 |
| Italie, Grèce        | 30                  | 3                   |
| Espagne, Portugal    | 5                   | 2                   |

## Sites et monuments

### Sites naturels
- Le Parc naturel régional des ballons des Vosges en Haute-Saône et Territoire de Belfort ;
- Le Ballon d'Alsace, 1 247 mètres d'altitude, sommet de la partie sud de la chaîne des Vosges. Il est situé aux confins de l'Alsace, de la Franche-Comté et de la Lorraine, au cœur du Parc naturel régional des Ballons des Vosges ;
- Le plateau des mille étangs dans les Vosges saônoises ;
- Le Parc naturel régional du Haut-Jura situé dans le sud-ouest du massif du Jura ;
- Les Cascades du Hérisson, les plus remarquables du Jura. Ces cascades sont particulièrement impressionnantes au moment de la fonte des neiges ou lorsqu'elles sont gelées lors des grands froids ;
- Le lac de Saint-Point aussi connu sous le nom de lac de Malbuisson, situé dans le Doubs. Il est l'un des plus grands lacs naturels de France. Le lac de Remoray, réserve naturelle, qui jouxte le lac Saint-Point ;
- Le lac de Vouglans, situé dans le département du Jura. Il est la troisième retenue artificielle française avec 620 millions de m³ après le lac de Serre-Ponçon qui est deux fois plus importante (1 200 millions de m³) ;
- La reculée de Baume-les-Messieurs ;
- La source de la Loue et la source du Lison ;
- Le saut du Doubs ;
- Le Mont d'Or et d'autres sommets du massif du Jura ;
- Le Cirque de Consolation avec les sources du Dessoubre, du Tabourot et du Lançot (chute de 47 mètres), la Roche-du-Prêtre, le parc de Consolation ;
- De nombreuses grottes : le gouffre de Poudrey (la plus vaste salle souterraine aménagée en France et qui compte parmi les dix plus importantes d'Europe) ; la grotte d'Osselle (son décor naturel, la variété de ses cristallisations et colorations, ses phénomènes géologiques et ses trésors historiques et préhistoriques en font une grotte classée parmi les plus étonnantes grottes mondiales ; c'est également la plus ancienne caverne touristique connue, avec celle d'Antyparos en Grèce) ; la grotte de la Glacière (unique en Europe, le seul lieu où l'on peut voir de la glace à 525 mètres d'altitude en été) ; la grotte des Moidons ; la grotte de Baume Les Messieurs ; la grotte des Planches ; la grotte Sainte-Anne…

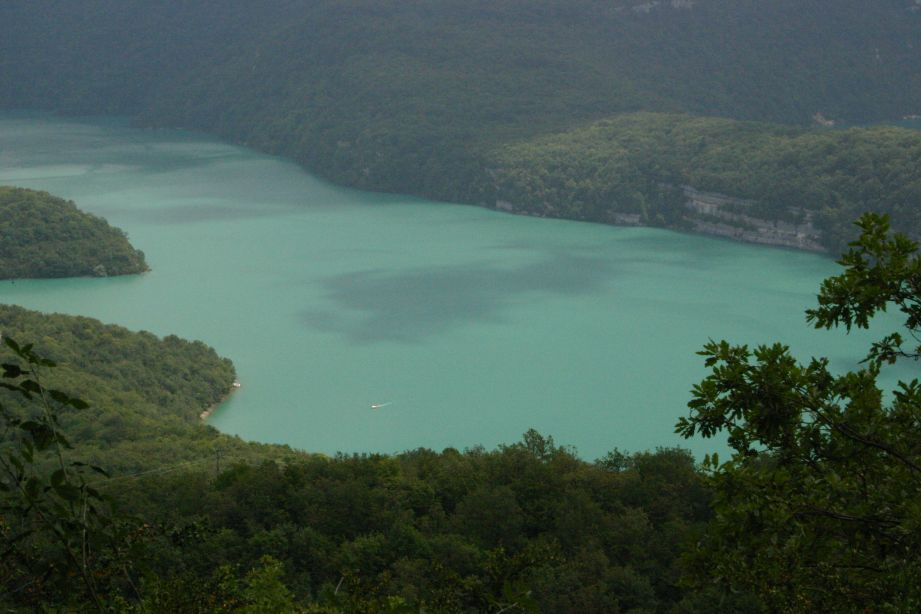
Le lac de Vouglans.
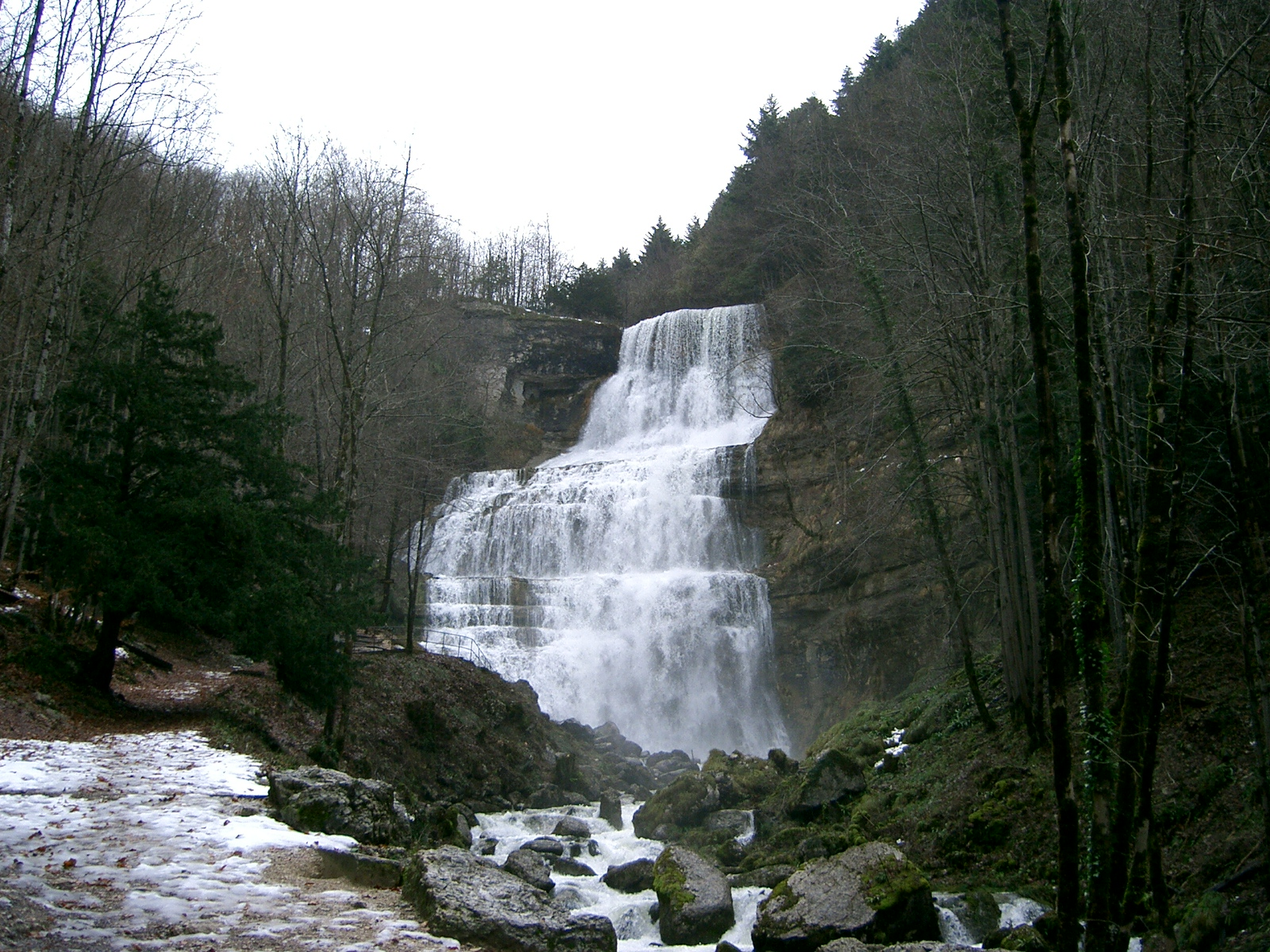
Les cascades du Hérisson.
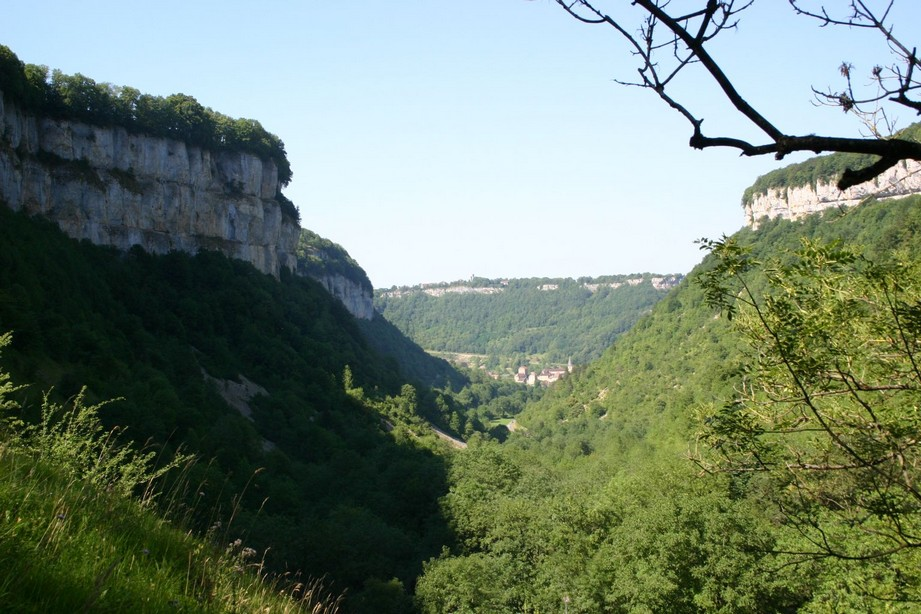
Reculée de Baume-les-Messieurs.
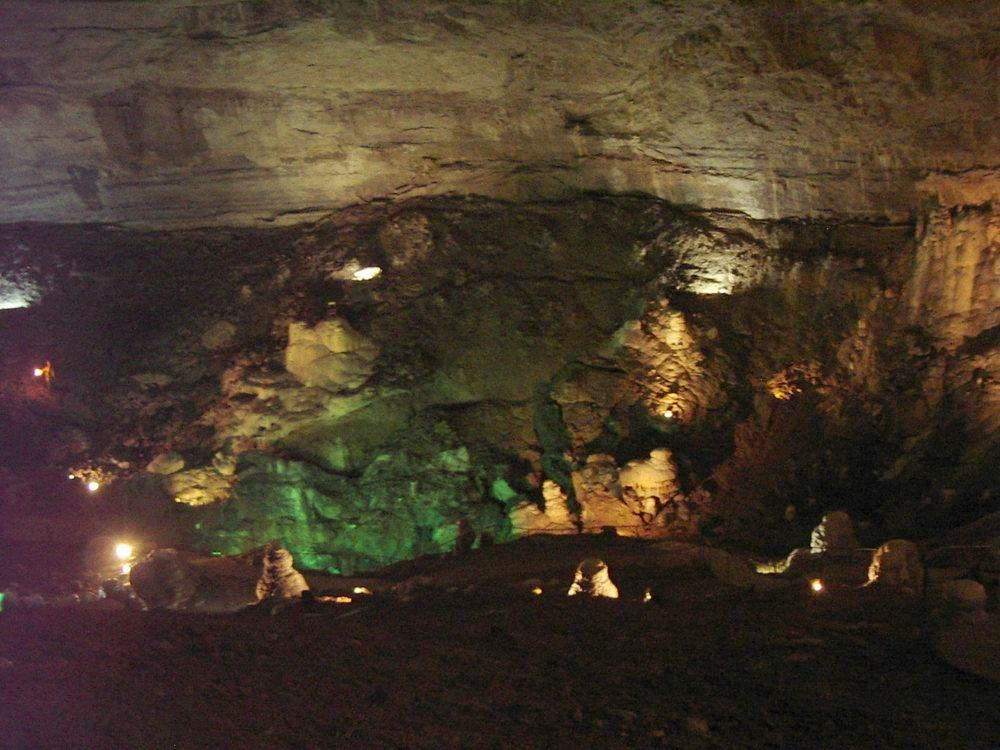
Le gouffre de Poudrey, le plus vaste aménagé de France.
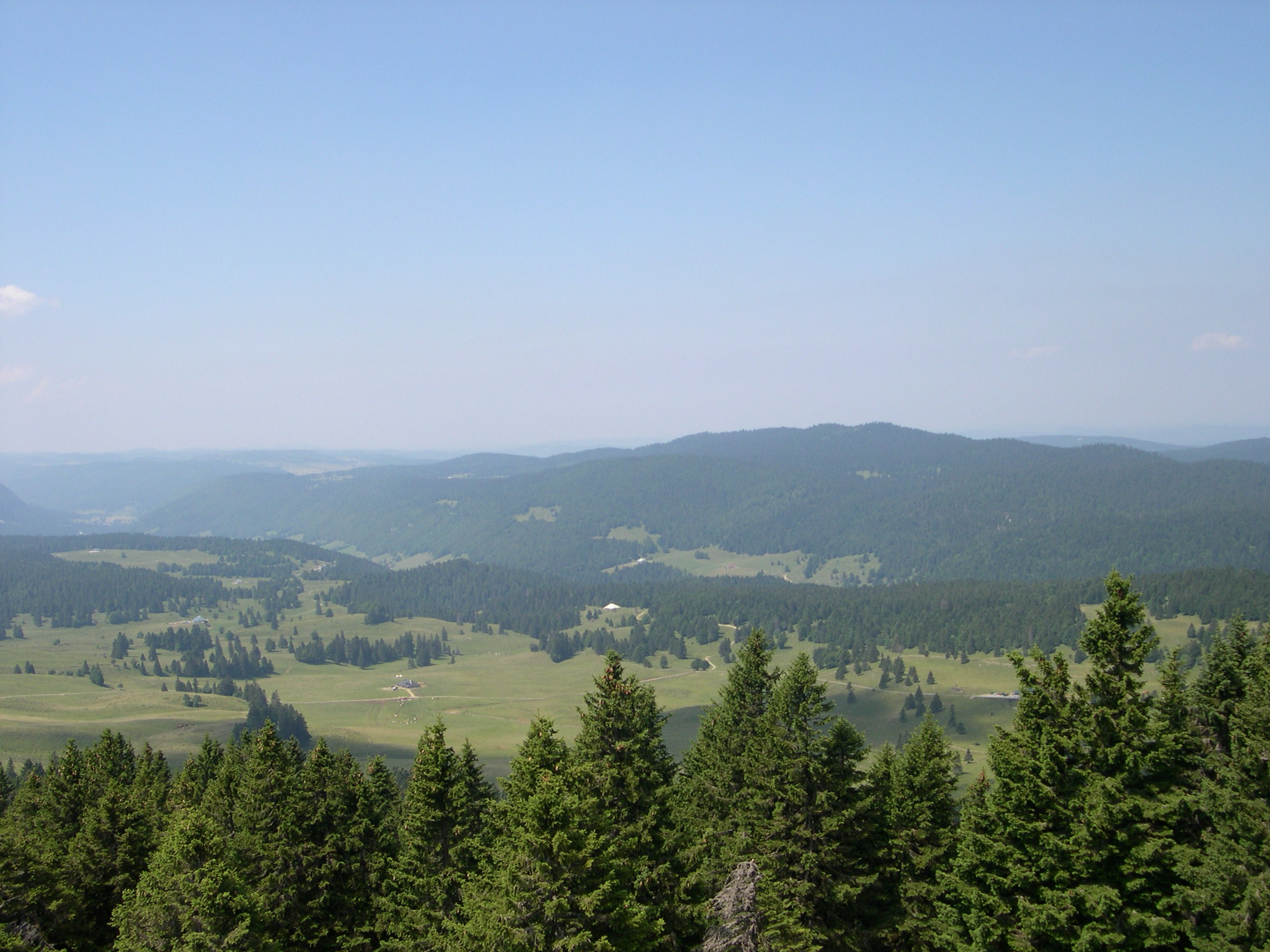
Le crêt Pela.

### Monuments
Héritière d'une histoire mouvementée, la Franche-Comté conserve de nombreux monuments :
- Forts et fortifications sont très présents en Franche-Comté, région française frontalière. La citadelle de Besançon est l'une des plus belles citadelles fortifiées de Vauban et inscrite au patrimoine mondial de l'UNESCO. Il faut aussi mentionner le fort de Joux, le fort des Rousses, le château de Montbéliard ou les fortifications de Belfort et sa région ;
- Quelques édifices témoignants du passé thermal de la région: les thermes de Luxeuil-les-Bains, ceux de Lons-le-Saunier, l'ancien complexe thermal de Besançon ;
- La Saline royale d'Arc-et-Senans est une œuvre de l'architecte Claude-Nicolas Ledoux. Elle avait pour but la production de sel à partir de la saumure provenant des Salines de Salins-les-Bains qui manquaient de bois. Les deux sites sont inscrits au patrimoine mondial de l'UNESCO ;
- Le Lion de Belfort est une sculpture de Frédéric Auguste Bartholdi. L'œuvre symbolise la résistance héroïque de Belfort face à l'armée prussienne en 1870-1871 ;
- La chapelle de Ronchamp construite au sommet de la colline de Bourlémont par l'architecte franco-suisse Le Corbusier et terminée en 1955, classée au patrimoine mondial de l'UNESCO ;
- Le palais Granvelle, datant de la renaissance et édifié par le chancelier impérial Nicolas de Granvelle au cœur de Besançon ;
- De nombreux édifices religieux, comme la cathédrale de Besançon, la collégiale Notre-Dame de Dole, l'abbaye de Montbenoît, l'église saint-Maimbœuf de Montbéliard, la basilique Saint-Ferjeux... ainsi qu'un important réseau de plusieurs centaines d'églises présentant un clocher comtois traditionnel ;
- Les petites villes et les villages de la vallée de la Loue, comme Ornans, Lods, Vuillafans, Quingey ou Cléron ;
- De nombreux villages pittoresques comme Arlay, Bucey lès Gy, Chariez, Fondremand, Arinthod, Orgelet, Belvoir, Vuillafans...

Sites pittoresques
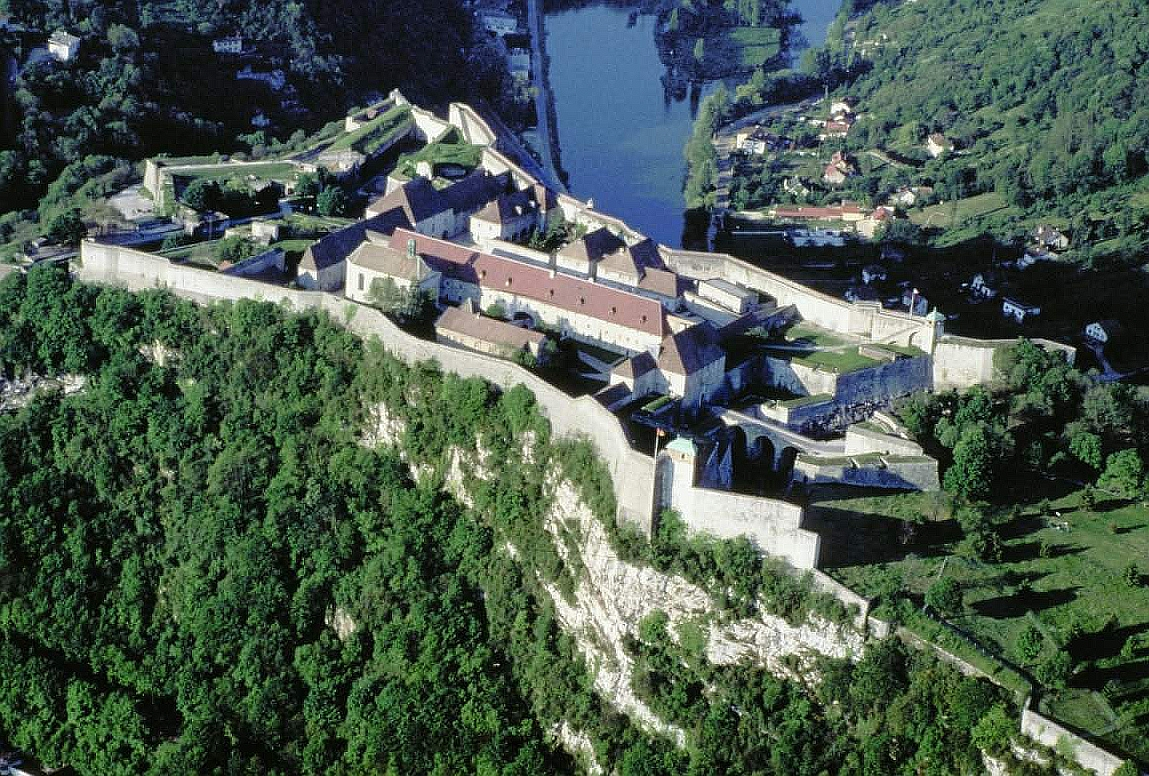
La citadelle de Besançon. Premier site touristique de Franche-Comté.
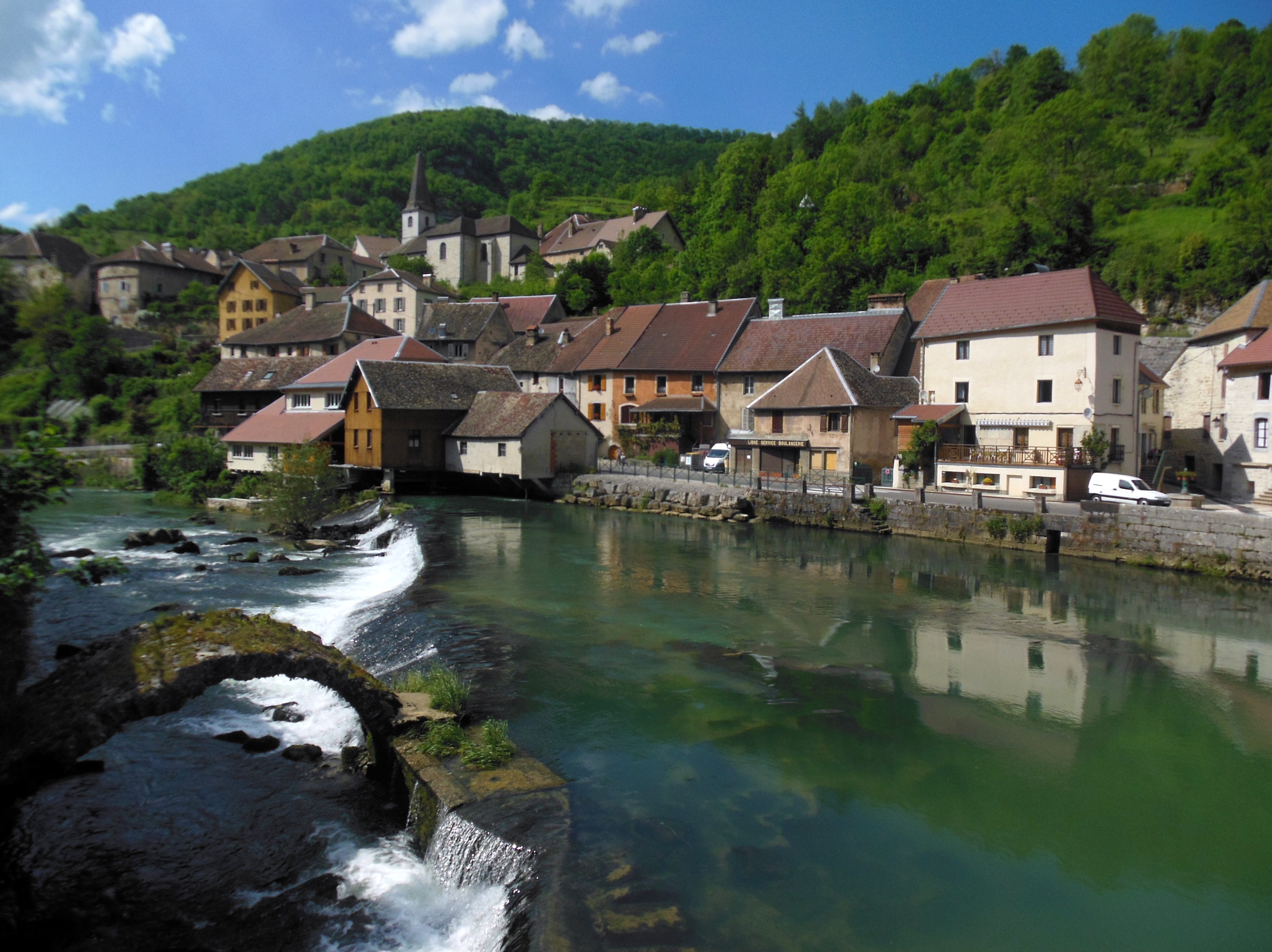
Le village de Lods, considéré comme l'un des plus beaux de France.
Le Lion de Belfort au pied de la citadelle.
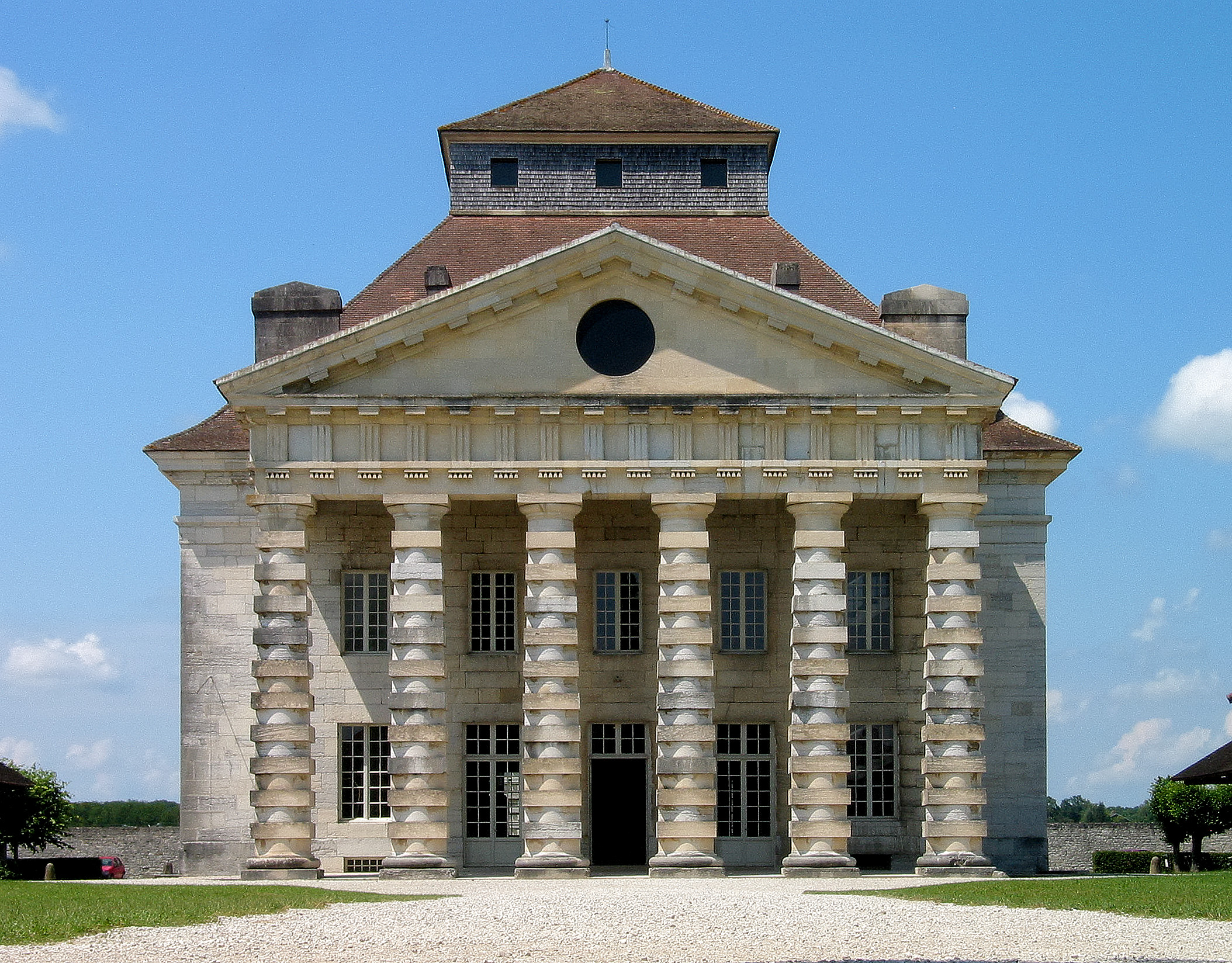
La Saline royale d'Arc-et-Senans.
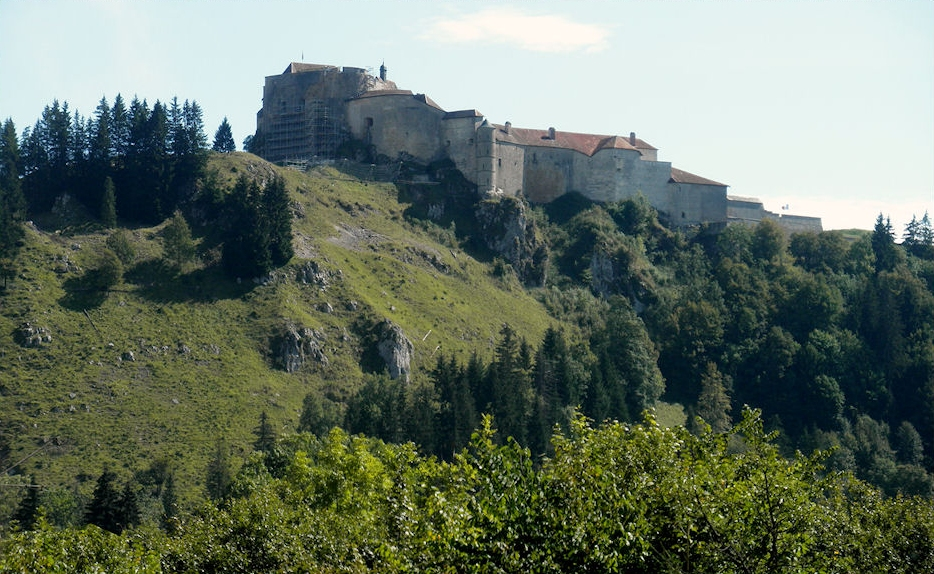
Le fort de Joux.
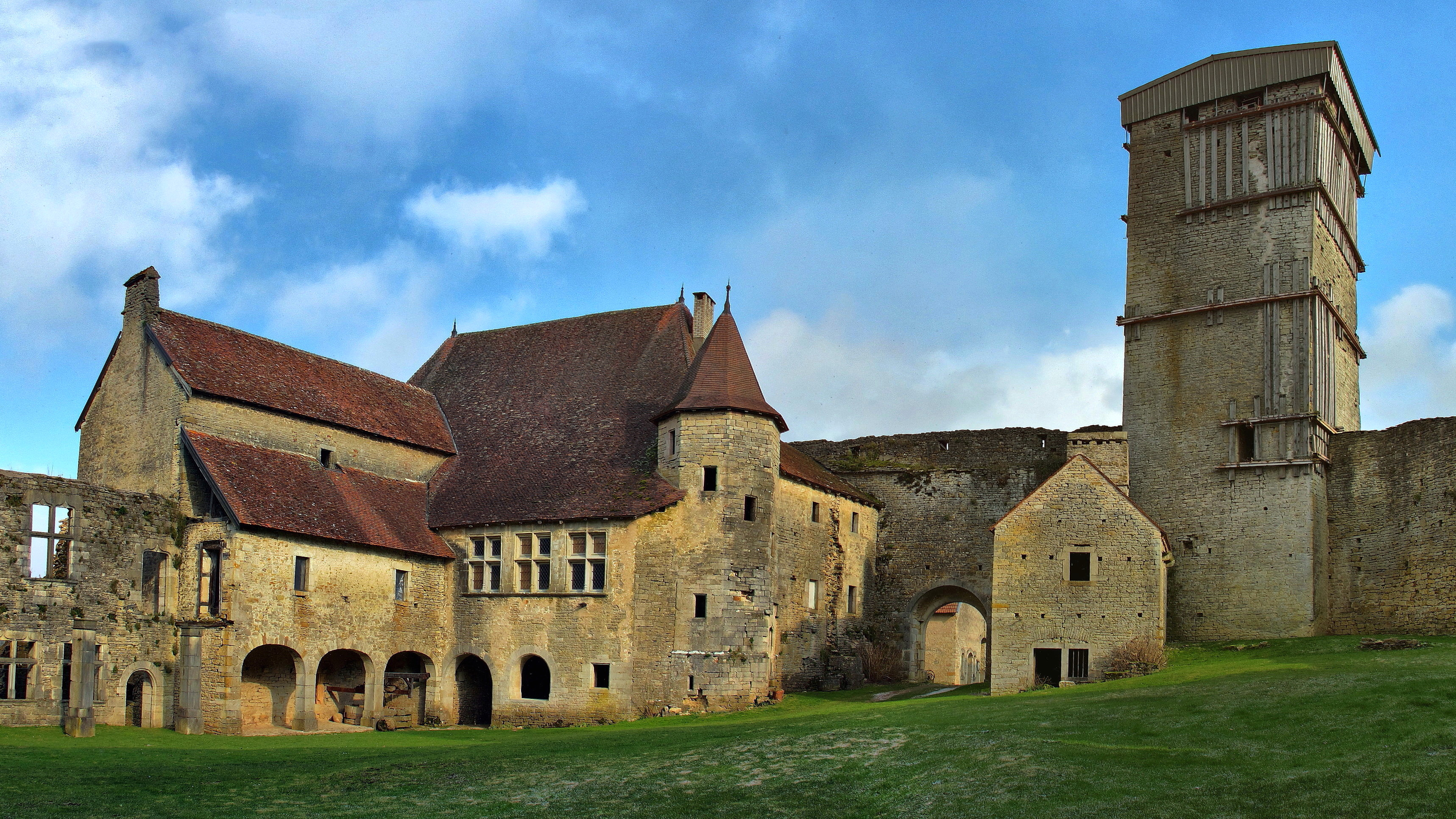
Le château d'Oricourt, le château fort du XIIe siècle le mieux conservé en Franche-Comté.
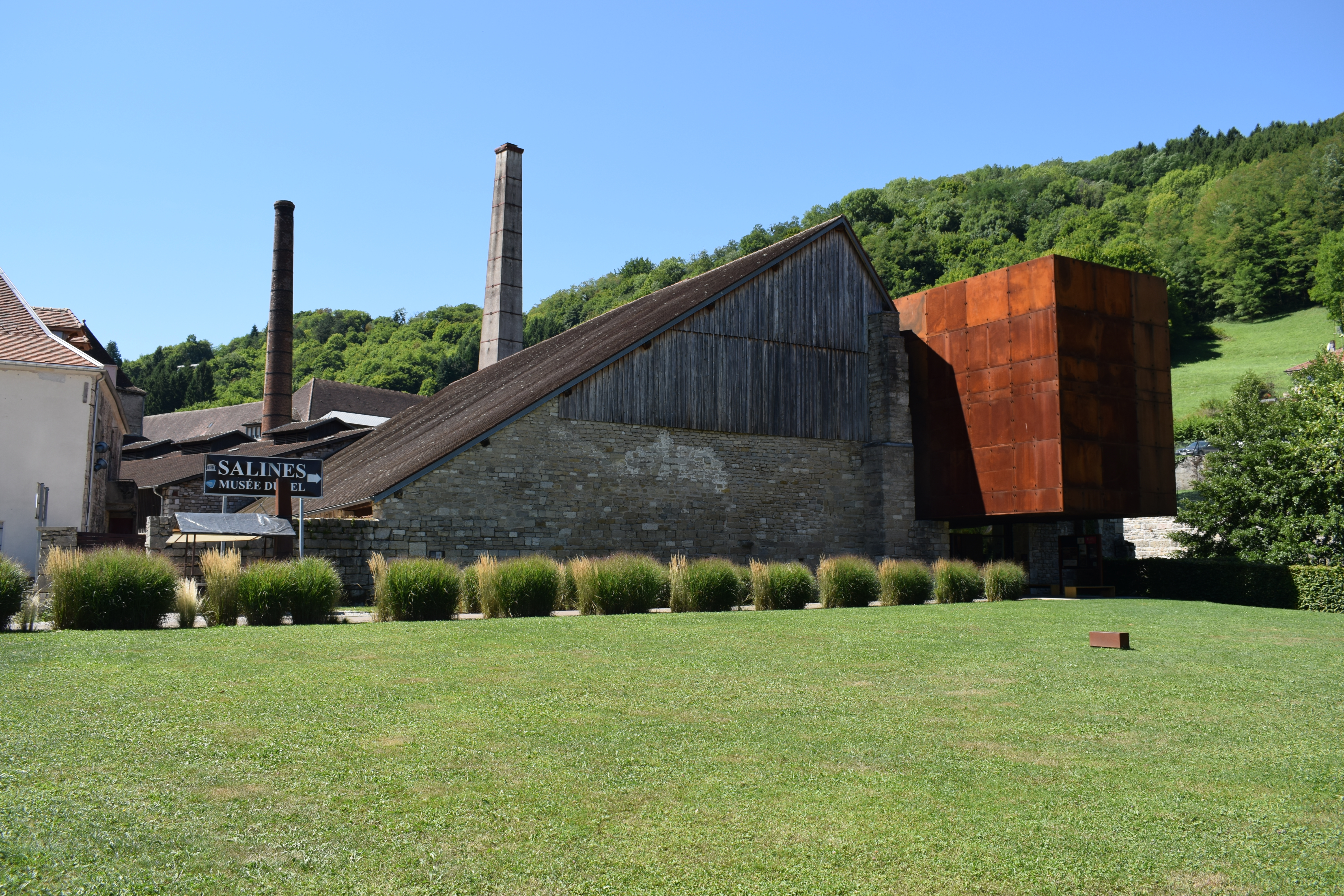
Les Salines de Salins-les-Bains.
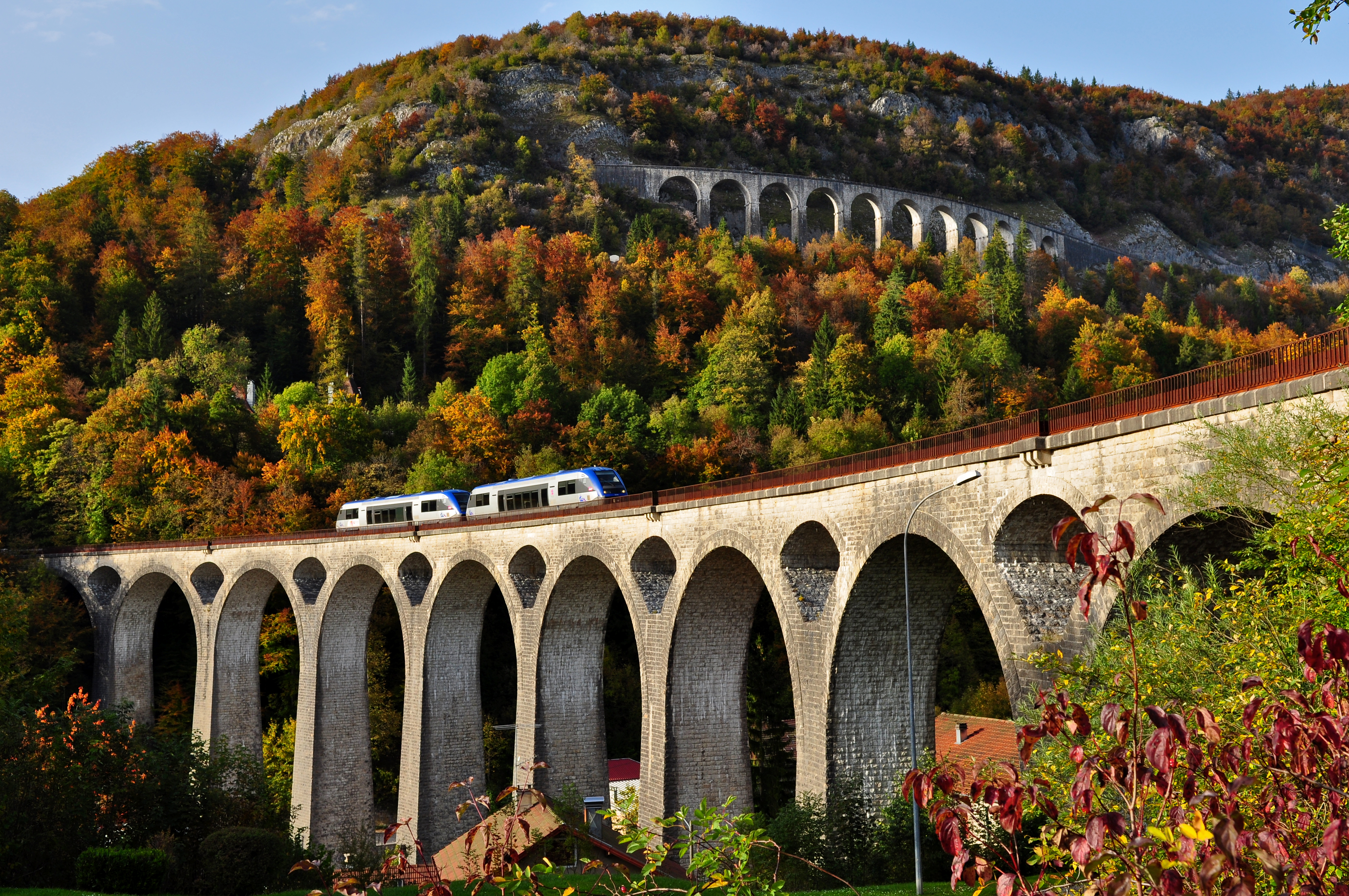
Les viaducs de Morez.
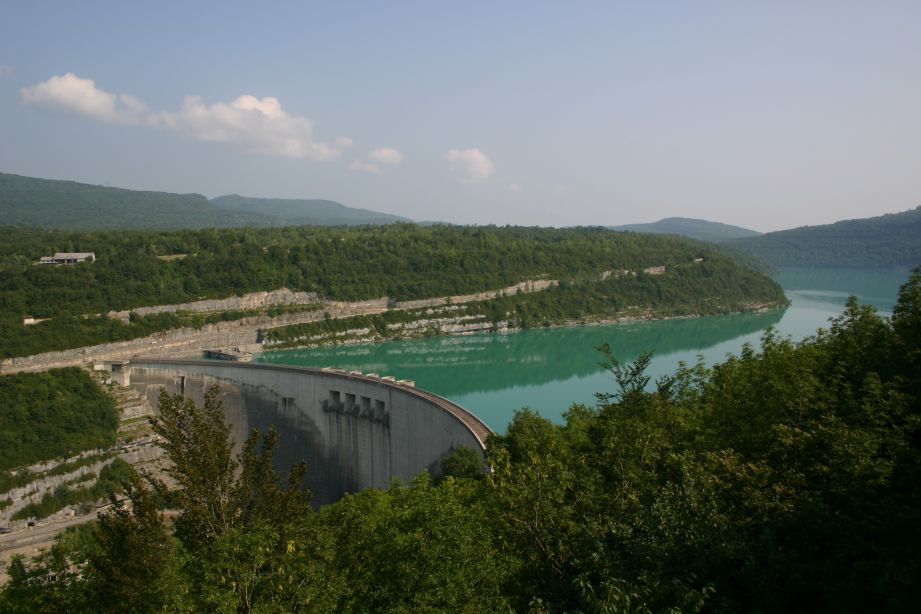
Le lac de Vouglans.
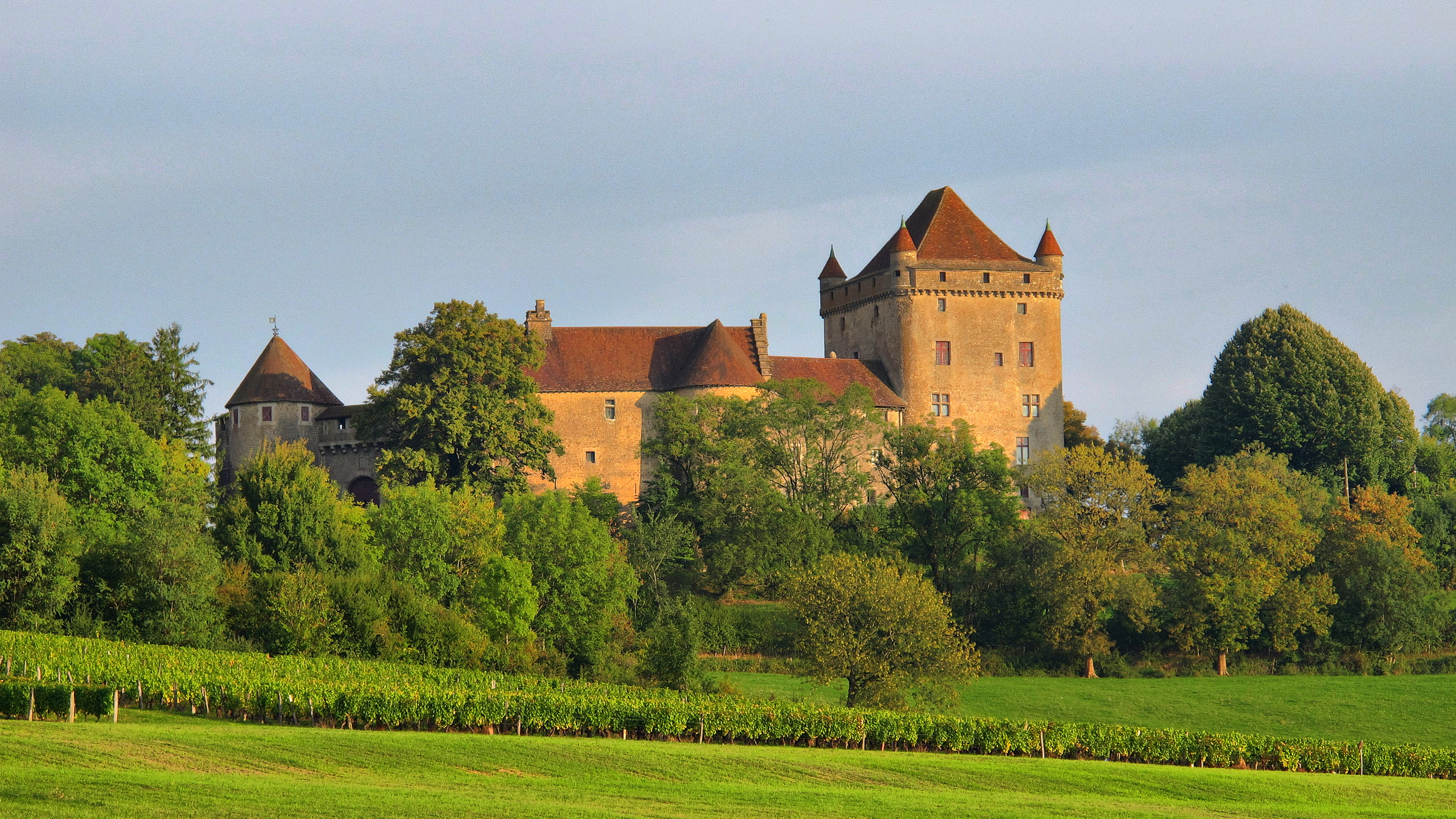
Château du Pin (Jura).
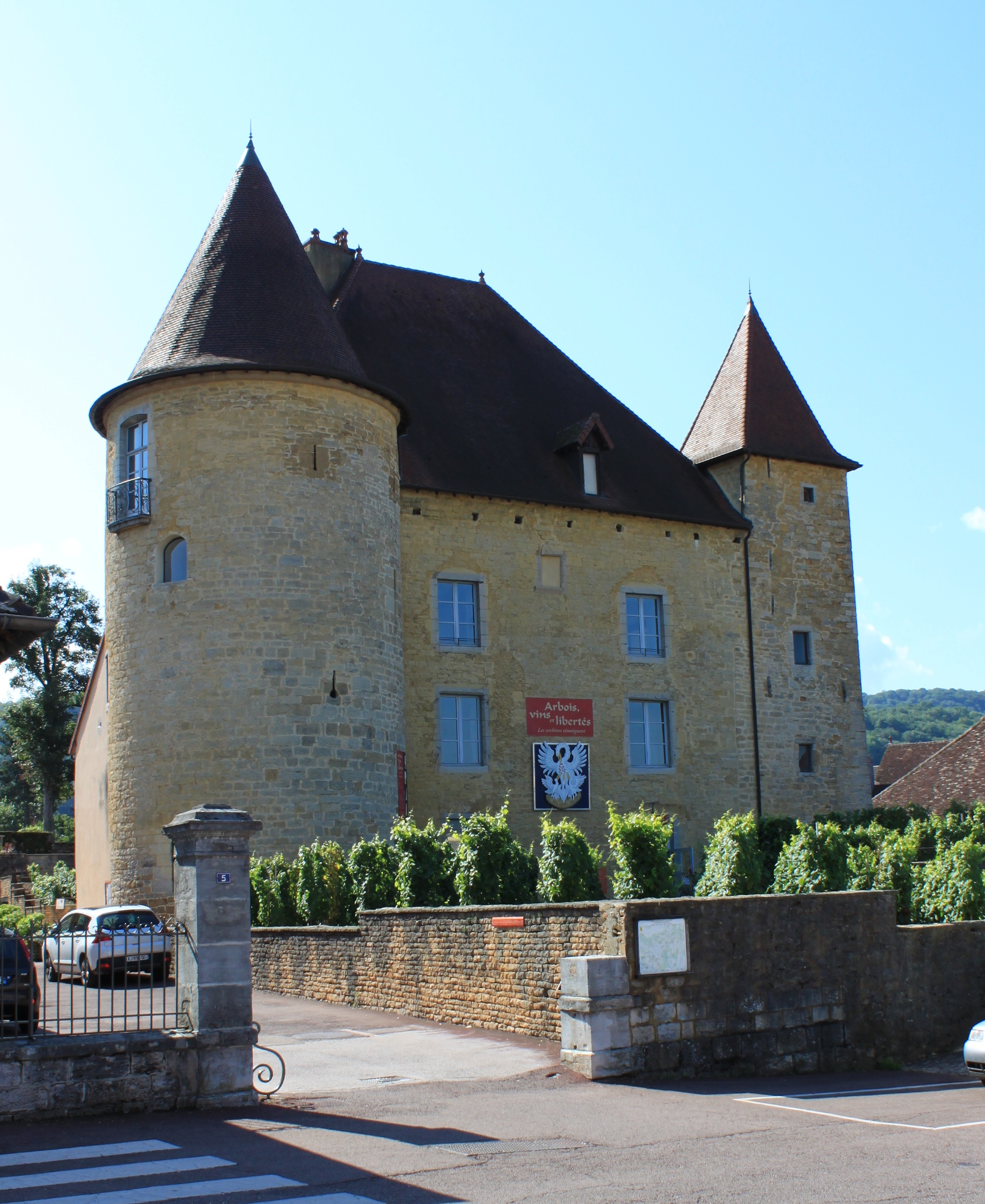
Château Pécauld, Arbois.
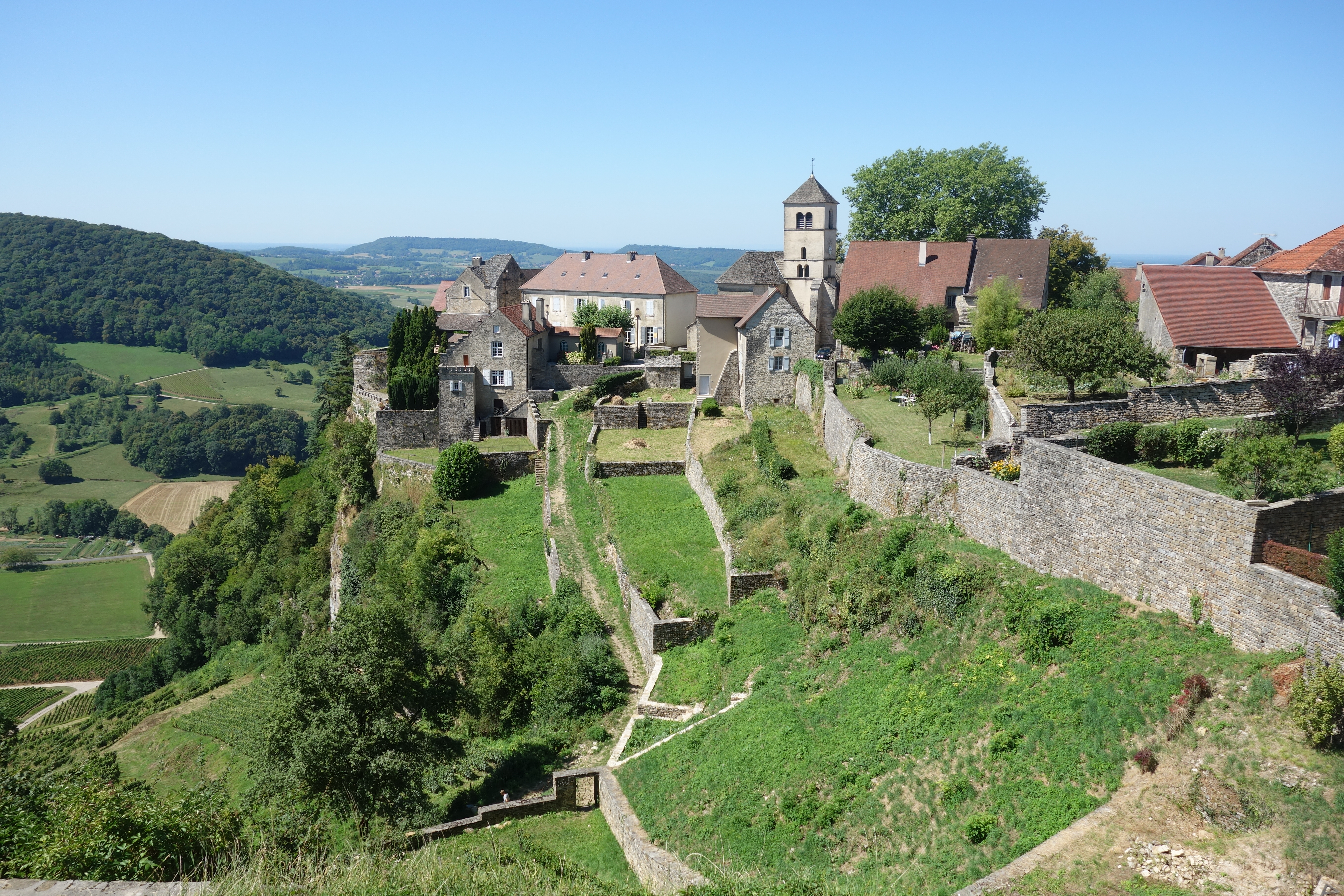
Château-Chalon, Jura.
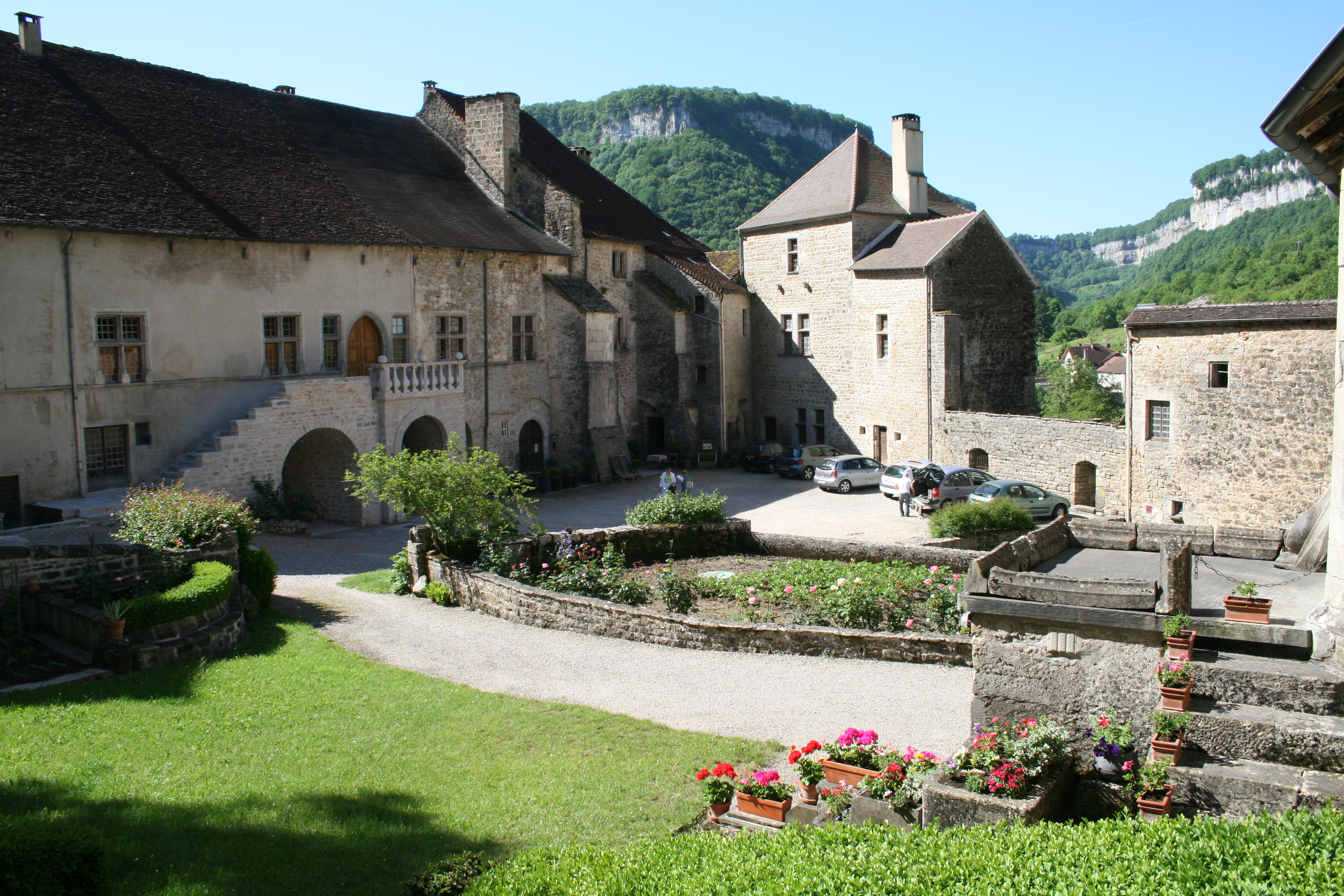
Abbaye Saint-Pierre de Baume-les-Messieurs, Jura.
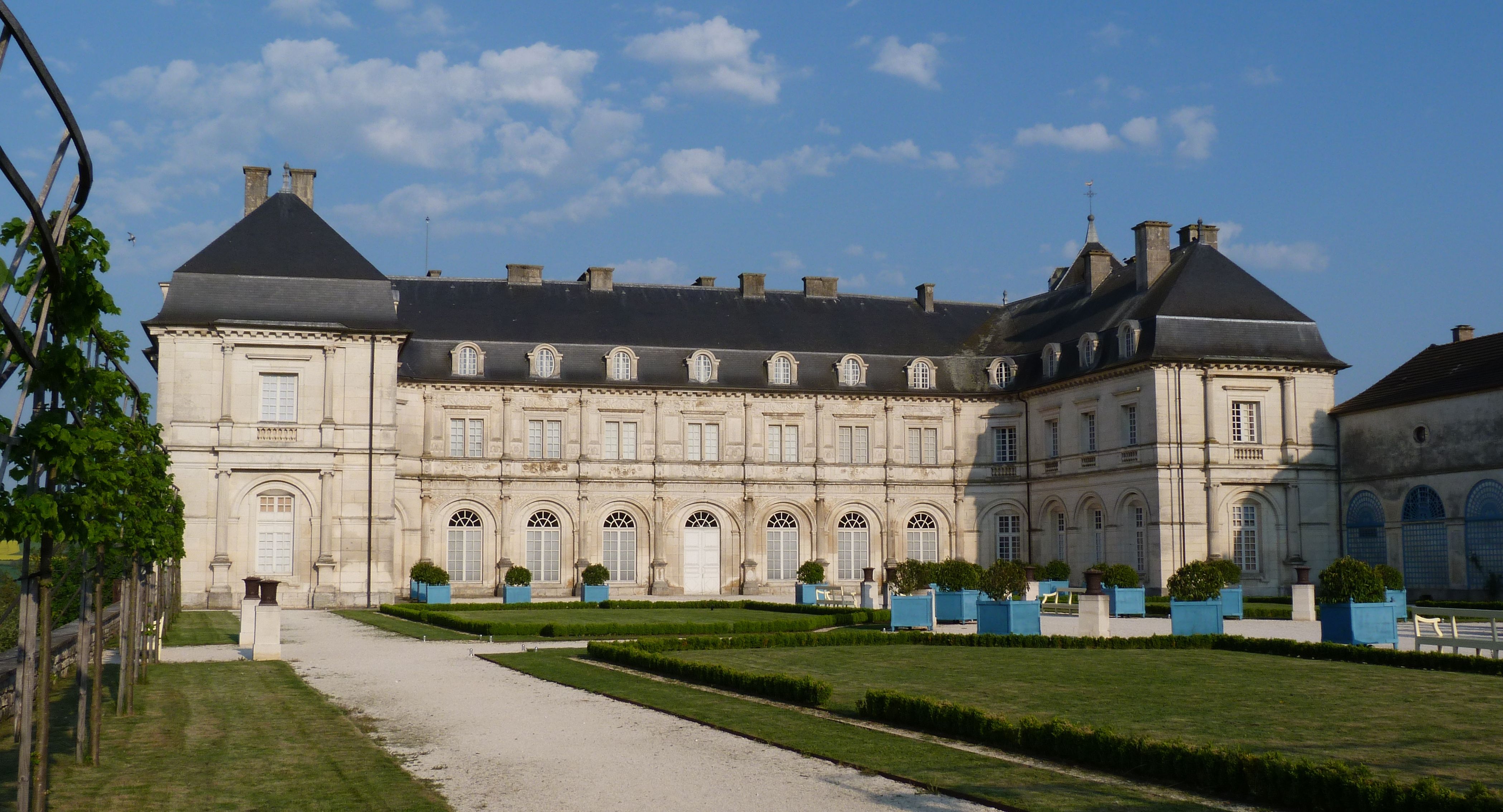
Château de Champlitte

## Patrimoine culturel

### Langues

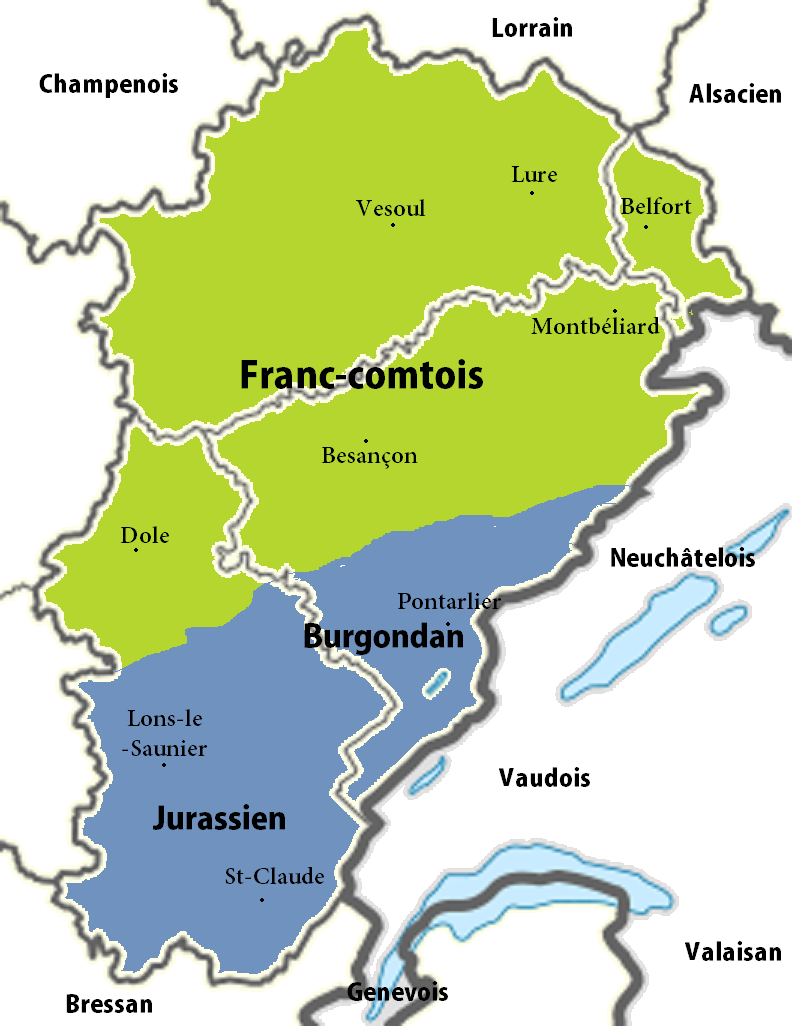
Carte linguistique de la Franche-Comté.
- En vert : Franc-comtois (langue d'oïl). * En bleu : Arpitan : jurassien et burgondan, les deux dialectes de cette langue parlés en Franche-Comté.

La Franche-Comté est composée historiquement de deux aires linguistiques.

#### Franc-comtois
Le franc-comtois est une langue romane appartenant à la famille des langues d'oïl qui se parle notamment en Franche-Comté, mais aussi dans le canton du Jura en Suisse. Le franc-comtois fait partie d'un groupe linguistique qui comprend le picard, le wallon ainsi que le lorrain. Ces langues ont en effet un certain nombre de caractéristiques en commun, notamment une influence germanique.
La langue se retrouve sur les départements de la Haute-Saône, du Territoire de Belfort, dans la partie nord du Doubs et dans la partie nord du Jura, ainsi que dans le canton du Jura et dans le Jura bernois (Suisse).Elle est également parlée dans une petite partie du département du Haut-Rhin alsacien. Son domaine est limité au sud par les zones des parlers francoprovençaux, à l'ouest par les parlers bourguignons et champenois et au nord par le lorrain.
En franc-comtois, Franche-Comté se dit « Fraintche-Comtè ».
Voir : Littérature de langue comtoise.

#### Francoprovençal
Le sud de la Franche-Comté (sud des départements du Jura et du Doubs) fait partie du domaine linguistique de l'arpitan ou « francoprovençal ». Deux dialectes arpitans sont propres à la Franche-Comté : Le jurassien est parlé dans les deux tiers sud du département du Jura tandis que la moitié sud du Doubs et autour de Pontarlier se parle le burgondan.
Le francoprovençal ou arpitan constitue l'une des trois grandes langues romanes avec l'occitan (langue d'oc) et le groupe des langues d'oïl. Cette langue possède de nombreuses variations locales et se décline en de nombreux dialectes. À mi-chemin entre le groupe des langues d'oïl et la langue d'oc, il constitue un groupe linguistique roman distinct.
Le francoprovençal comtois connaît depuis 2012 un regain d'intérêt grâce à la sélection de l'artiste salinois Billy Fumey pour la demi-finale du LIET International.
Dans cette langue, Franche-Comté se dit Franche-Comtât (écrit en graphie ORB).

### Patrimoine architectural

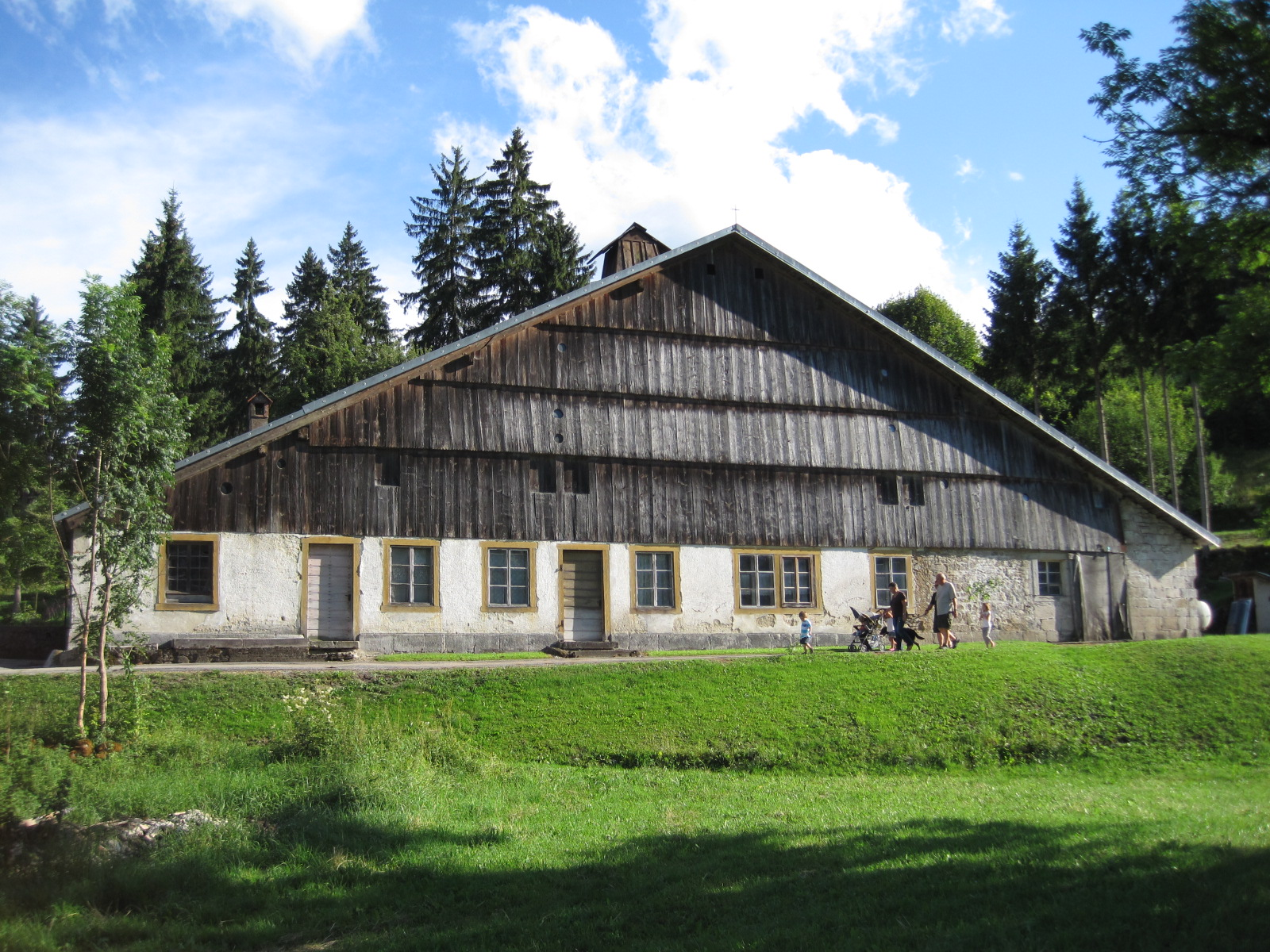
Une ferme comtoise typique

- Une ferme comtoise typiqueLe symbole le plus marquant de la Franche-Comté (parce que visible) est sans aucun doute le clocher comtois dit clocher à dôme à impériale. On dénombre 665 clochers de ce type (forme généralisée du XVIIIe à la moitié du XIXe siècle), tous différents les uns des autres par leur taille et surtout leur couverture. Cette dernière est faite de tavaillons ou de plaques de métal dans les régions froides et enneigées, et de tuiles plates vernissées dans les plaines. Les différentes couleurs vives de ces tuiles permettent d'obtenir des motifs géométriques et de différencier les villages les uns des autres. Plusieurs exemples de couverture en tuiles vernissées existent aussi sur des bâtiments publics anciens, l'hôtel de ville de Gray par exemple.
- Les Fermes à tuyé sont des habitations typiques de la région. Ces fermes sont de taille importante car elles devaient protéger les hommes et les animaux pendant tout l’hiver. On appelait « tuyé » l'immense cheminée en bois pyramidale sur le toit, mais aussi la pièce qui servait jadis de fumoir.

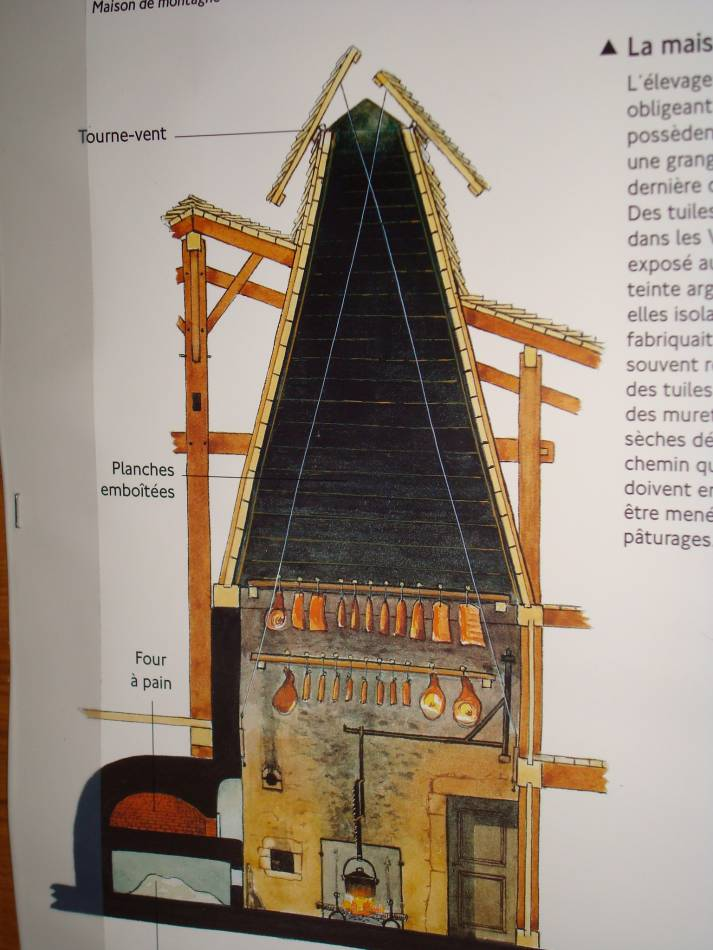
Cheminée tuyé et salaisons.

### Art
- Les Estivales des orgues du Jura, chaque été durant les 2e et 3e semaines d'août. De nombreux concerts d'orgues sont proposés sur les instruments classés monuments historiques du Jura.
- La Crèche Comtoise est un théâtre populaire qui met en scène la culture franc-comtoise de la fin du XVIIIe siècle.
- Les Eurockéennes de Belfort.
- Le festival Rolling Saône à Gray.
- Le Festival international de musique universitaire de Belfort.
- Le Festival international de musique de Besançon Franche-Comté, depuis 1951 il a lieu tous les ans fin septembre.
- Le Festival international des cinémas d'Asie de Vesoul.
- Les journées artisanales et artistiques de Fondremand depuis 33 ans autour du 14 juillet avec ses exposants et son feu d'artifice qui est le plus gros de la région.
- Jazz et musique improvisée en Franche-Comté est un festival de jazz et de musique improvisée créé en 1981 qui se déroule durant la deuxième quinzaine du mois de juin.
- Le festival « Rencontre et Racine », festival de musique du monde, se déroulant le dernier week-end de juin à Audincourt.
- Le festival Rockalissimo, festival de musiques actuelles, se déroulant le dernier week-end d'août.
- Le festival de théâtre des Nuits de Joux, au château de Joux, à La Cluse-et-Mijoux.
- Le Festival de la paille à Métabief.
- Les pluralies, à Luxeuil-les-Bains.
- Le Swimming poule festival à Baume-les-Dames.
- Le festival de métal Impetus de Belfort.
- Entrevues, Festival international du film de Belfort.
- Le festival de la Crue à Arbois.
- Le festival Foxazik à Charquemont.
- Le festival du Piou Piou à Pelousey.
- Le festival No Logo à Fraisans.
- Les Floralies Comtoises à Exincourt chaque année en juin.
- La Foire comtoise à Besançon chaque année en mai/juin.

### Gastronomie

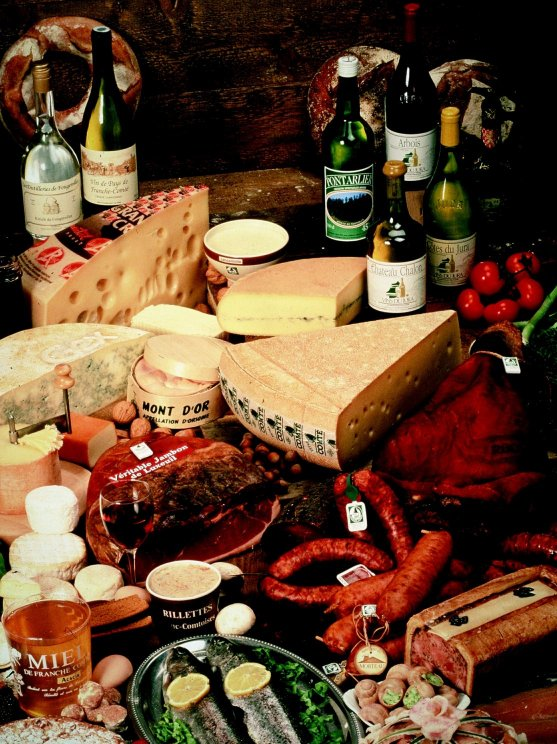
Produits régionaux de Franche-Comté.

La cuisine traditionnelle franc-comtoise repose sur les spécialités du terroir :
- ses fromages : le comté, la cancoillotte, le mont d'or, le morbier, l'édel de Cléron, le bleu de Gex du Haut-Jura, etc. ;
- ses alcools et boissons : les vignobles du Jura, le vin de paille, le vin jaune, le crémant du Jura, le macvin, le marc du Jura, l’absinthe, l'anis de Pontarlier, le kirsch, la gentiane, la liqueur de bourgeons de sapin, la liqueur de myrtille, des bières artisanales (La Rouget de Lisle, La Griffe du Lion), etc. ;
- sa charcuterie : la saucisse de Morteau, la saucisse de Montbéliard, le jambon de Luxeuil, le jambon cru fumé du Haut-Jura, le jésus de Morteau, le brési du Haut-Doubs, etc. ;
- ses plats cuisinés : la galette comtoise, le gâteau de ménage, le poulet à la comtoise, la morbiflette, la raclette comtoise, la fondue jurassienne au comté et aux morilles, la croûte aux morilles, la fondue franc-comtoise, la poularde aux morilles, le coq au vin jaune, la potée comtoise, la poêlée franc-comtoise, le Téméraire, la carpe frite, la truite au bleu/ au vin jaune, les griottines, la croque-rave, le plat saucisses, patates, cancoillote, etc.

### Folklore
- La légende de la Vouivre à Avoudrey et Mouthier-Haute-Pierre, cette créature cousine du dragon inspira un roman de Marcel Aymé, la Vouivre.
- La République libre du Saugeais : le Saugeais ou Sauget est une entité géographique composée de onze communes du Haut-Doubs en France réunies en une république folklorique baptisée « République libre du Saugeais ». Montbenoît en est la capitale politique, et Gilley la capitale économique. La république du Saugeais fait au total 125 km2.
- la Crèche comtoise, dont Barbizier légendaire vigneron bisontin, est le personnage principal.

### Emblèmes et devise
Il existe un certain nombre d'emblèmes francs-comtois dont beaucoup sont tirés des diverses racines historico-culturelles de la région (Bourgogne, Empire Germanique, etc.) :
- La croix de Bourgogne fait partie de l'héritage des comtes de la maison de Valois-Bourgogne à la Franche-Comté. Cet emblème national[45], puis régional est fréquemment arboré en Franche-Comté. Elle apparaît notamment sur le sceau du parlement de Dole. La croix de Bourgogne a été l'emblème des ducs-comtes de Bourgogne, puis des rois d'Espagne (sur leurs armoiries jusqu'en 2014) depuis Jean sans Peur.
- Les armoiries de Franche-Comté : D'azur semé de billettes d'or au lion du même, armé et lampassé de gueules, brochant sur le tout au même titre que son drapeau.
- Le drapeau de Franche-Comté fut choisi par Othon IV en 1279 pour se rapprocher de la France, il perdra ce sens avec le temps pour devenir et rester l'emblème comtois par excellence. On le retrouve également sur le sceau du Parlement de Dole ainsi que sur les armoiries d'un grand nombre de villes de Franche-Comté telles Dole, Vesoul, Luxeuil, Ornans… La couleur azur exprime la fidélité, l'or l'intelligence et le prestige, et le rouge (le gueules en langage héraldique) le désir de servir sa patrie. Les billettes d'or sont là pour rappeler l'omniprésence des forêts en pays comtois.[réf. nécessaire] Pour être authentique, le lion doit avoir un sexe, les griffes et la langue rouges et une couronne, soulignant la souveraineté de la Comté.
- L'Aigle germanique de gueules, à l'aigle éployée d'argent a été reprise par les premiers comtes de Bourgogne qui étaient vassaux du Saint-Empire romain germanique sur leur écu. Il fut plus tard remplacé par le lion d'Othon présent sur le drapeau franc-comtois. On retrouve aussi l'aigle sur les armoiries actuelles de Besançon. Dépendant directement du Saint-Empire pendant des siècles bien que le reste de la Comté demeurait autonome, la ville conserva l'aigle noir sur ses armes.
- Les ramures de cerf des Wurtemberg sont l'héritage d'une histoire marquée par la maison de Wurtemberg, les Trois demi-ramures de cerf de sable apparaissent sur les blasons de plusieurs villes du Pays de Montbéliard, rappelant le passé original de cette terre protestante.
- La devise de la Franche-Comté : Comtois, rends-toi ! – Nenni, ma foi, symbolise l'opiniâtreté et la détermination du Comtois.
- La devise du drapeau comtois : Là où flotte le drapeau comtois, qui que tu sois, tu es chez toi !
- En 2010, une pièce de 10 € en argent, gravée par Joaquin Jimenez, a été mise en circulation en Franche-Comté. Elle représente le drapeau armorié et la carte de la région. Elle a cours légal dans toute la France.

Le drapeau franc-comtois D'azur semé de billettes d'or, au lion couronné du même, armé et lampassé de gueules.
Le blason franc-comtois.
L'Aigle germanique De gueules, à l'aigle éployée d'argent.
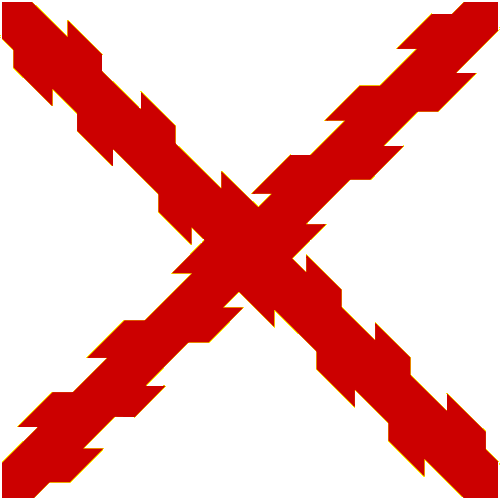
La croix de Bourgogne D'argent au sautoir écoté de gueules.
Les ramures de cerf des Wurtemberg D'or aux trois demi-ramures de cerf de sable.

## Personnalités franc-comtoises

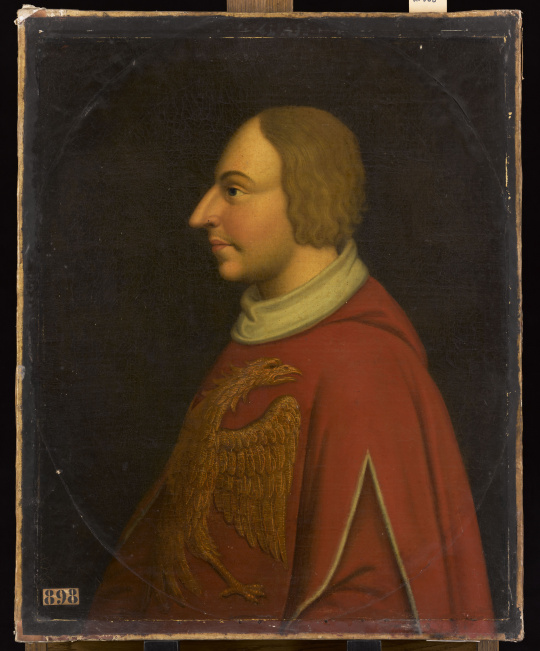
Jean de Vienne
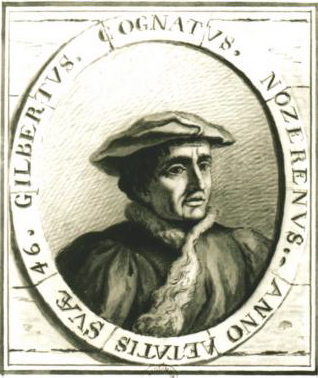
Gilbert Cousin
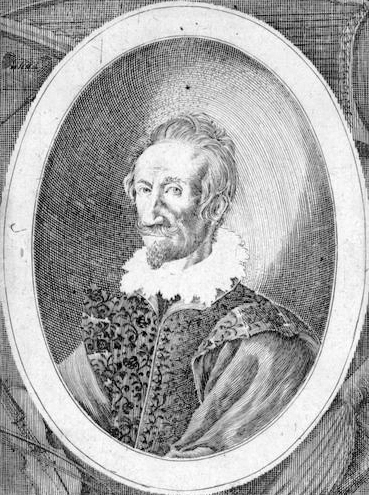
Claude Goudimel
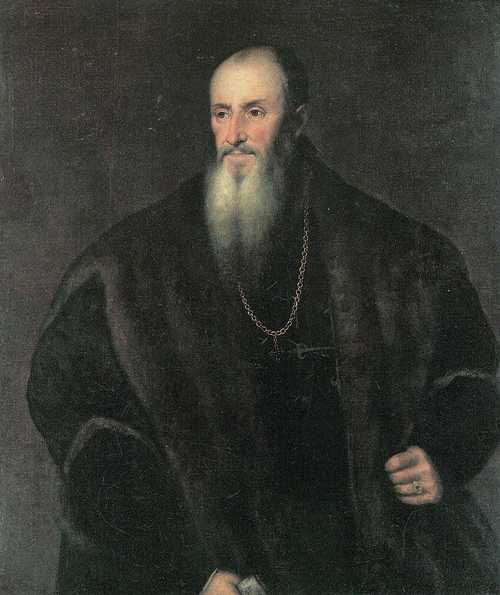
Nicolas Perrenot de Granvelle
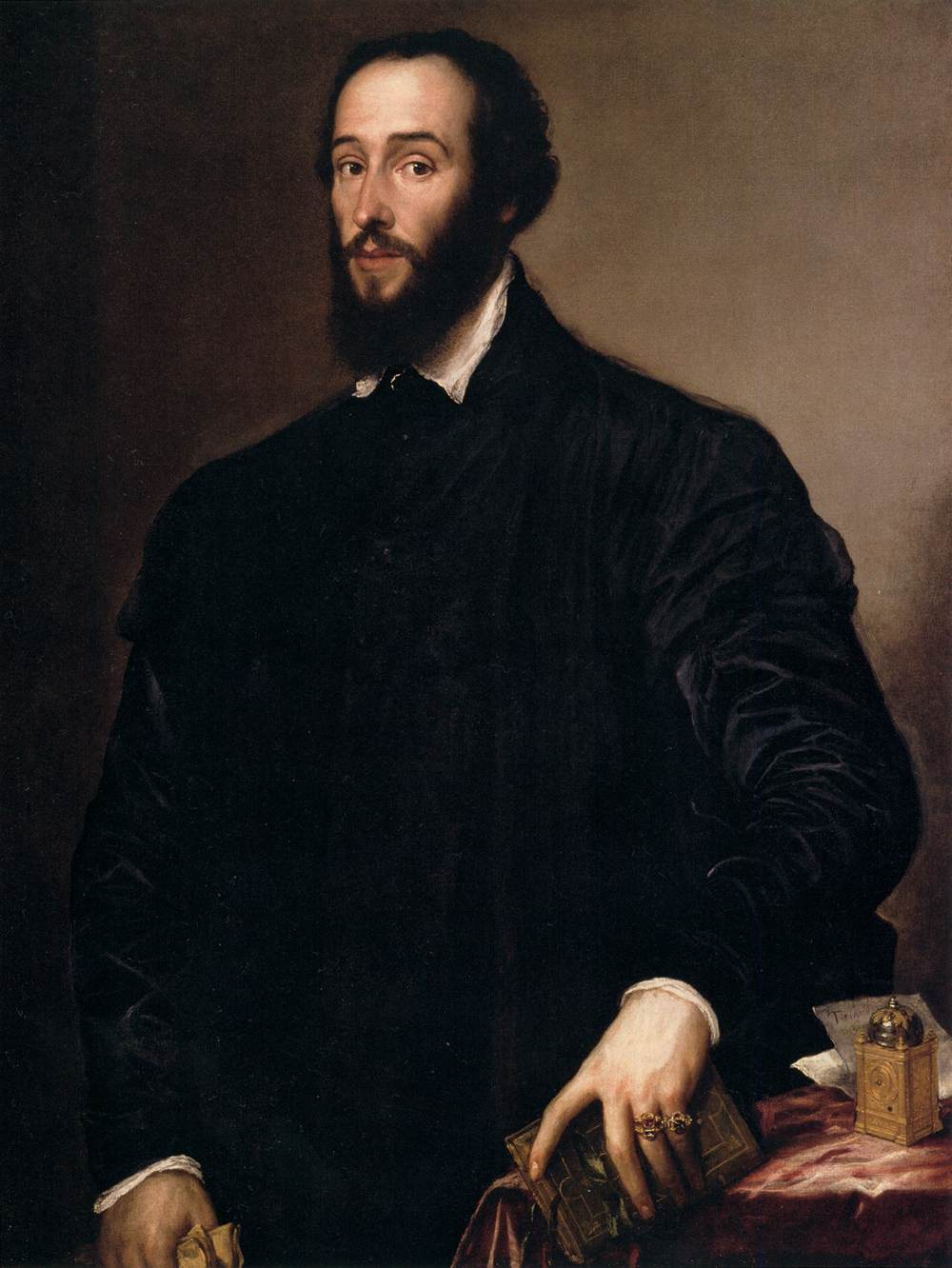
Antoine Perrenot de Granvelle
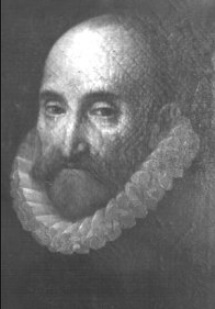
Claude Prost de Lacuzon
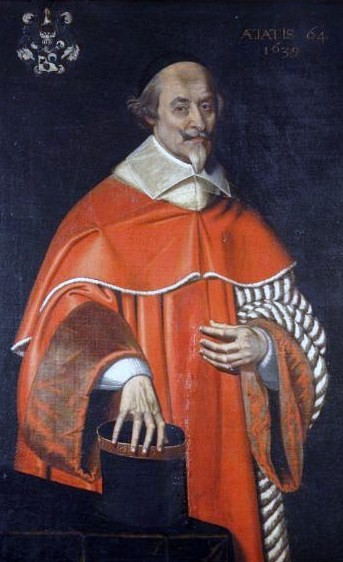
Jean Boyvin
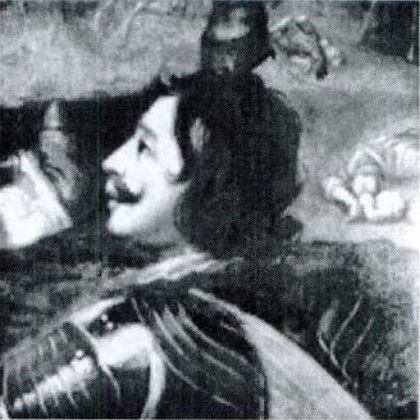
Louis de la Verne
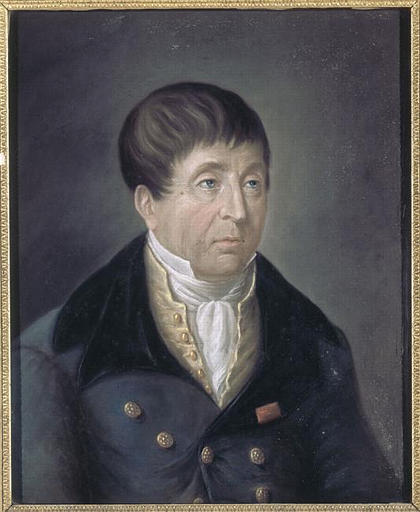
Rouget de Lisle
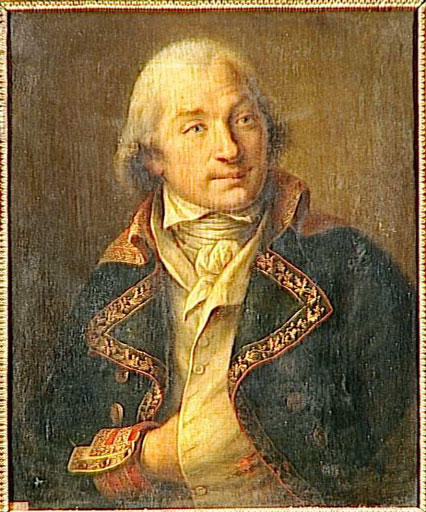
Charles Pichegru
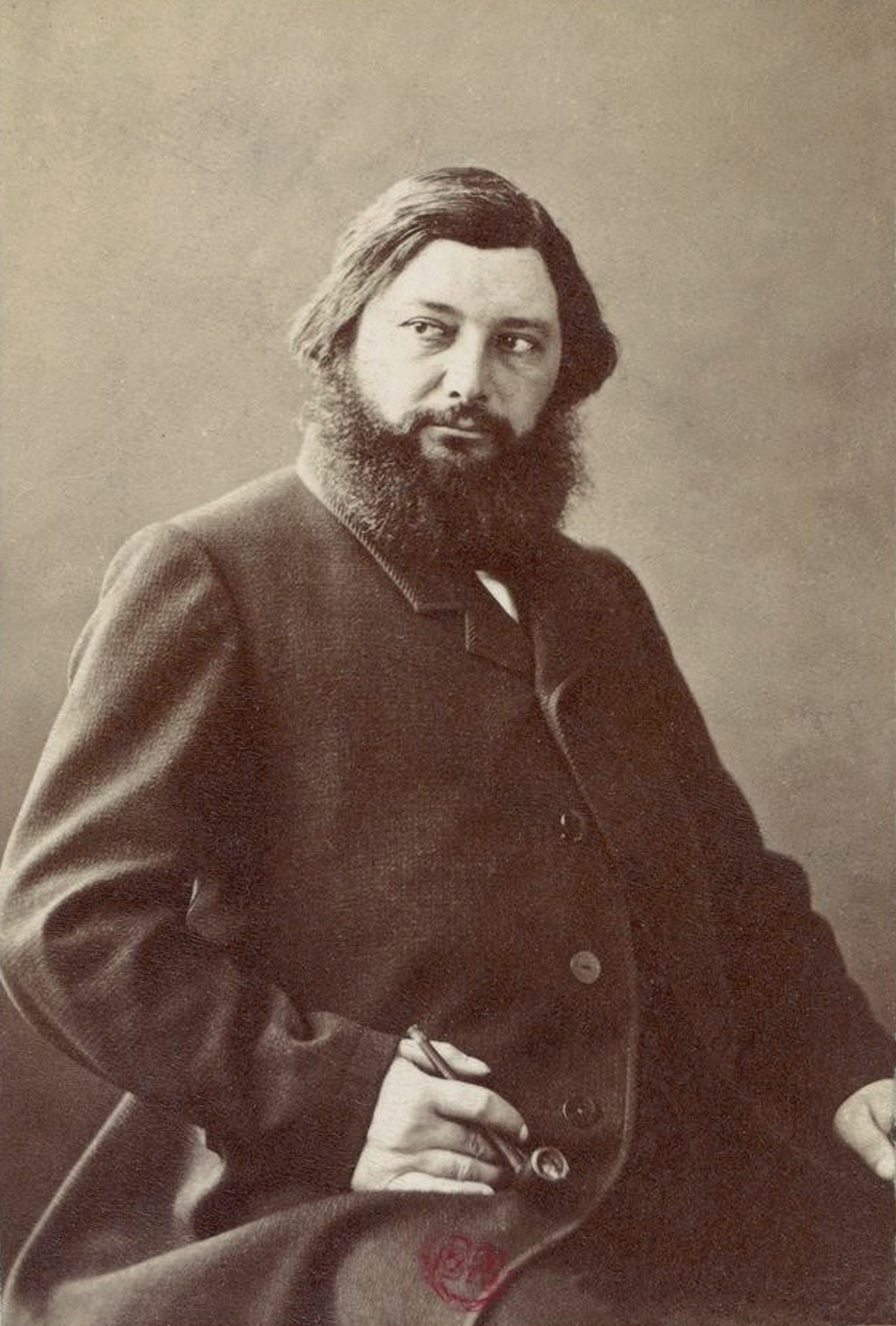
Gustave Courbet.
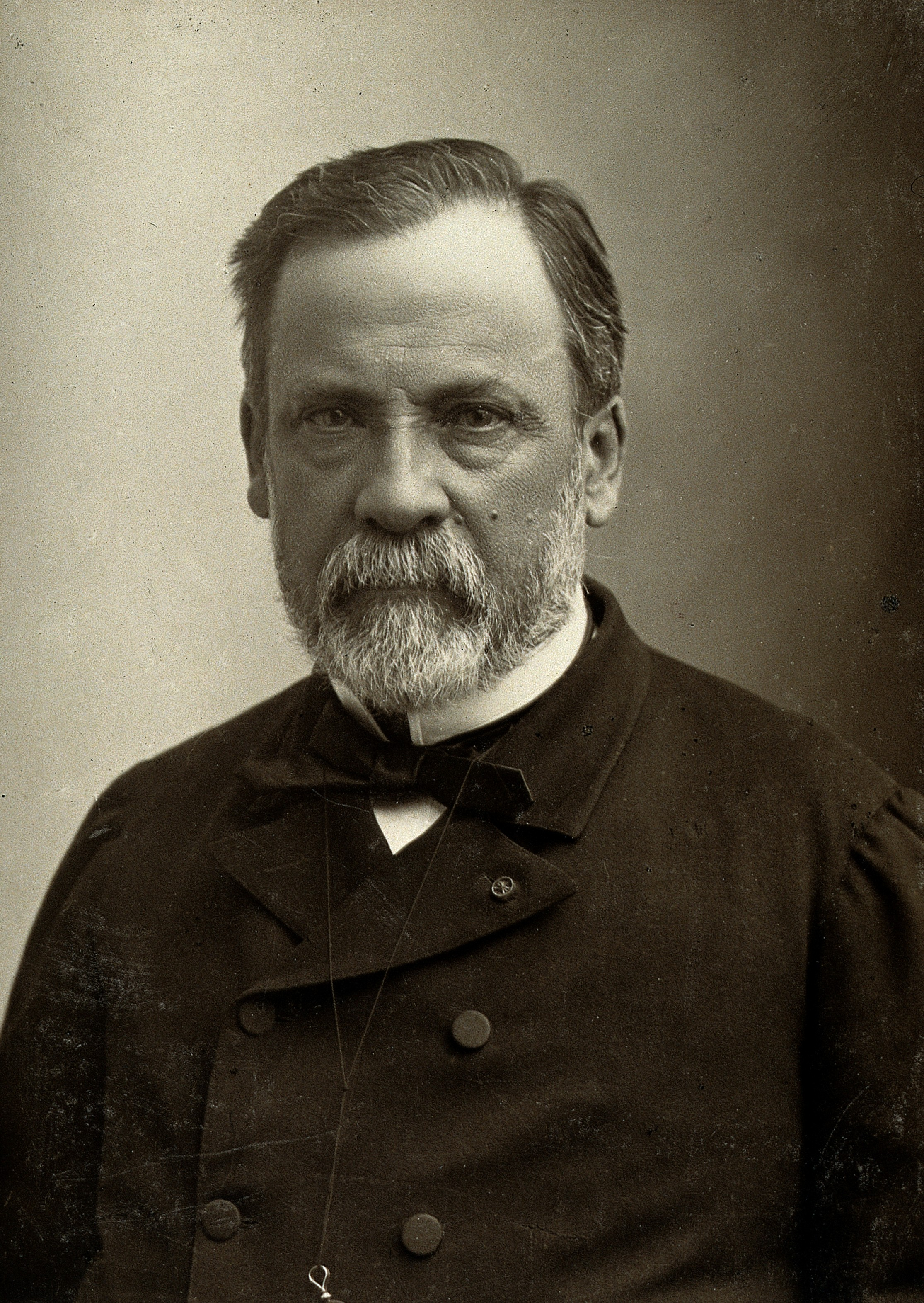
Louis Pasteur

Jacques de Molay, Cadet Rousselle, Guillaume de Vaudrey, Simon de Quingey Victor Hugo, le Pape Calixte II, Félix Gaffiot, Georges Cuvier, Tristan Bernard, Pierre Vernier, Jean de Watteville, Jean d'Andelot, Simon Renard, Raymond Blanc, Rouget de Lisle, Claude-Nicolas Ledoux, Bernard Clavel, Désiré Dalloz, Jeanne-Antide Thouret, Auguste et Louis Lumière.